# Arte de la India

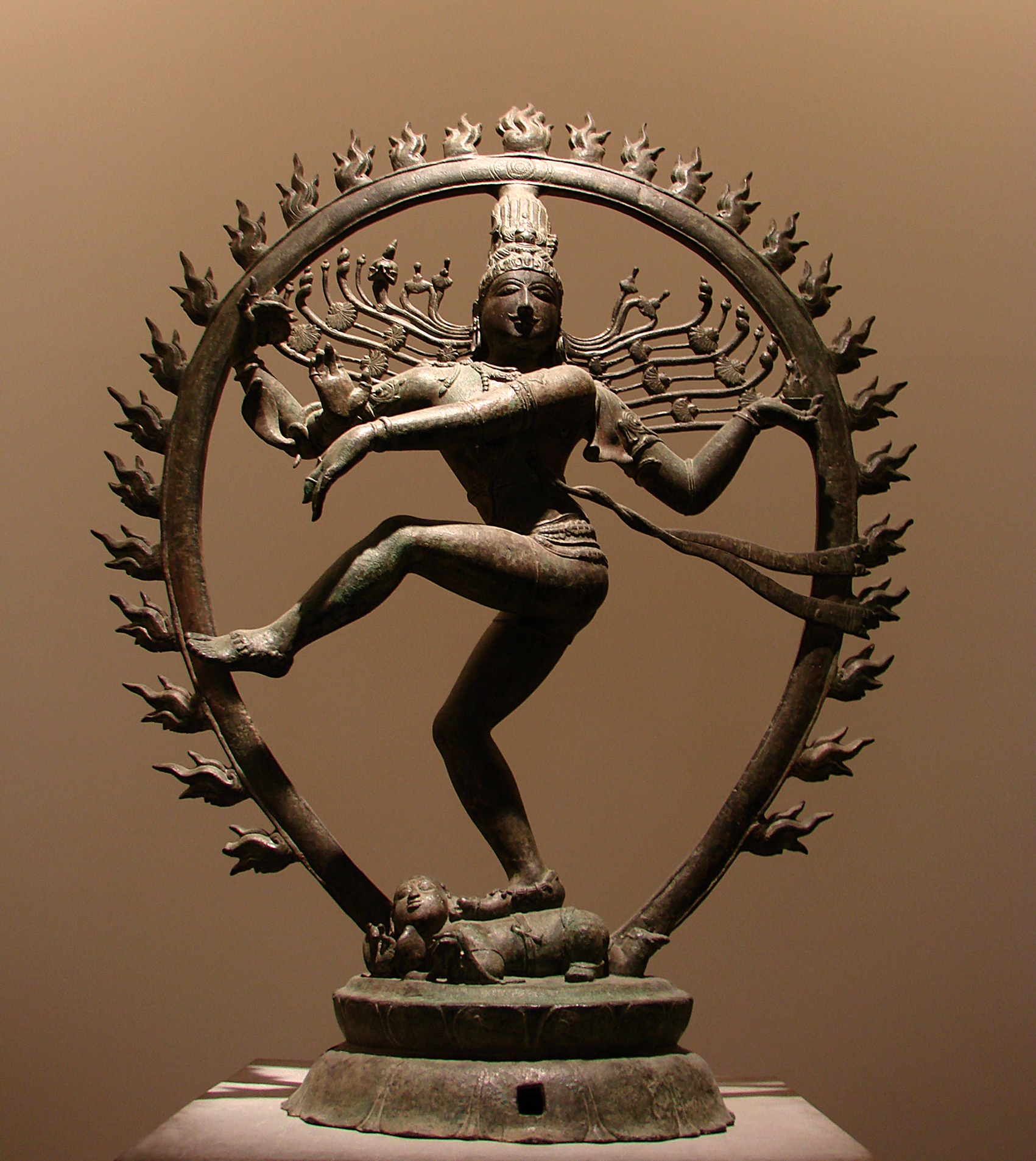
Sivá Naṭarāja, dinastía Chola, Tamil Nadu, siglo XI.

El arte de la India se caracteriza principalmente por ser un reflejo de la compleja sociedad india, multiétnica y multicultural. Asimismo tiene un carácter principalmente religioso, sirviendo el arte como medio de transmisión de las distintas religiones que han jalonado la India: hinduismo, budismo, islamismo, cristianismo, etc. También hay que destacar como rasgo distintivo del arte indio su afán de integración con la naturaleza, como adaptación al orden universal, teniendo en cuenta que la mayor parte de elementos naturales (montañas, ríos, árboles) tienen para los indios un carácter sagrado.
Uno de los hechos determinantes en la construcción de la cultura india ha sido la diversidad étnica de los múltiples pueblos que han ido llegando a sus tierras: desde los aborígenes de tez oscura ancestros de los actuales drávidas, fueron llegando en sucesivas oleadas pueblos protoaustraloides, protomediterráneos mesolíticos, mongoloides, armenoides, arios (1500 a. C.), persas y griegos (600-300 a. C.), partos y protomongoles (50 a. C.-300 a. C.), hunos (siglos VI-VIII), árabes (siglos IX-XII), turco-afganos (siglos XIII-XV), turco-mongoles (siglos XVI-XVIII) y británicos (siglos XIX-XX). Esta mezcolanza de pueblos y culturas ha producido un arte de gran diversidad estilística y formal, conviviendo diversas tendencias artísticas según la región.
La India ha sido cuna de una gran civilización que se extendió, gracias sobre todo a la expansión del budismo, por todo el centro y el sureste asiático, llegando a influir incluso en poderosas culturas como la china y la japonesa. En Occidente fue conocida principalmente tras la expedición a la India de Alejandro Magno, cuando llegaron noticias de los adelantos técnicos, culturales y artísticos desarrollados en el subcontinente indio. El arte indio tiende a la sacralización simbólica de todos sus elementos, y el carácter narrativo de todas sus expresiones plásticas tiende por lo general a la trascendencia de su significado inherente, expresado a través de imágenes de gran sensualidad que connotan un gran refinamiento estético. El arte floreció en la India durante la antigüedad con la Cultura del valle del Indo; sin embargo, tras la llegada de los pueblos arios se produjo un período de vacío artístico del que nada conocemos, ya que no han quedado vestigios que muestren las realizaciones de esta época, entre el 1500 y el 300 a. C., hasta la instauración del Imperio mauria. Posteriormente, la aparición del budismo y el jainismo, que convivieron pacíficamente con el hinduismo hasta la llegada de los musulmanes, sentaron las bases culturales, estéticas y artísticas del arte indio hasta la Edad Moderna.

## Fundamentos del arte indio

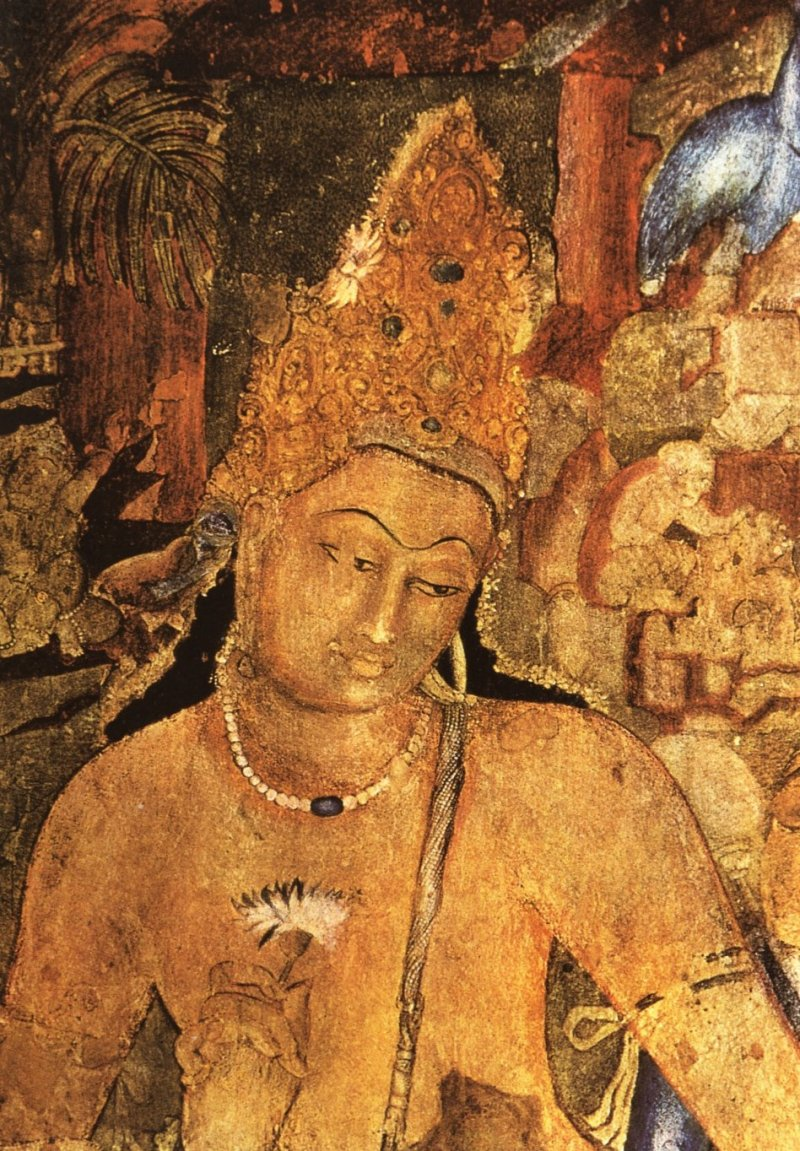
Bodhisattva del loto azul (hacia 550), vihāra nº 1 de Ajaṇṭā (Mahārāṣtra).

El arte indio ha sido principalmente una manifestación religiosa, una forma de conectar el mundo humano con la trascendencia de lo divino. En ese sentido han trabajado desde antaño artistas (śilpin) y arquitectos (sthapati), cuyos nombres no han trascendido en una gran mayoría de los casos, dejando una serie de obras anónimas donde lo importante no era la huella personal de su creador, sino su unión con el entorno y con el mundo de la divinidad. Entre las diversas manifestaciones artísticas destaca sin duda la escultura, el principal vehículo indio de representación de lo humano y lo divino; incluso la pintura y la arquitectura indias tienen una cierta plástica escultórica, ya que es el terreno donde más se desarrolló la creatividad del artista indio, donde surgieron la mayoría de técnicas y estilos presentes en el arte indio en general.
Una de las características principales del arte indio es su integración con la naturaleza: así como el hombre occidental ha buscado siempre adaptar la naturaleza a sus necesidades, los indios han procurado en cambio integrar sus obras en el entorno natural, como los santuarios rupestres excavados en la roca y en grutas naturales. La naturaleza tiene para ellos un carácter sagrado, como se percibe en la sacralización de ríos, montañas y árboles, o en la divinización de los elementos naturales: sol (Sūrya), luna (Chandra), fuego (Agní), lluvia (Indra), etc. Uno de los factores más influyentes en el arte y en la mentalidad india es el clima monzónico, que con su carácter cíclico, su naturaleza ambivalente, que tanto puede beneficiar como perjudicar a la vida en el subcontinente indio, provocan una cierta dualidad en la personalidad de sus habitantes, unos cambios de actitud que se reflejan en una gran diversidad de estilos artísticos, pudiendo convivir de forma simultánea estilos contrapuestos y aparentemente enfrentados, desde el naturalismo a la abstracción, del realismo al idealismo.
Otro factor a tener en cuenta es la diversidad racial y cultural, que ha provocado un arte ecléctico y sincrético: los primeros pobladores, de raza negroide, formaron la etnia drávida, que se situó en el sur de la India (Tamil Nadu) tras la llegada de los arios y, posteriormente, los musulmanes. Esta etnia siempre ha reivindicado su tez más oscura en diversos elementos simbólicos como la utilización del azul índigo en la piel de los dioses representados en su arte, o la preferencia por la arenisca en la construcción, un material más oscuro que la piedra o el mármol.

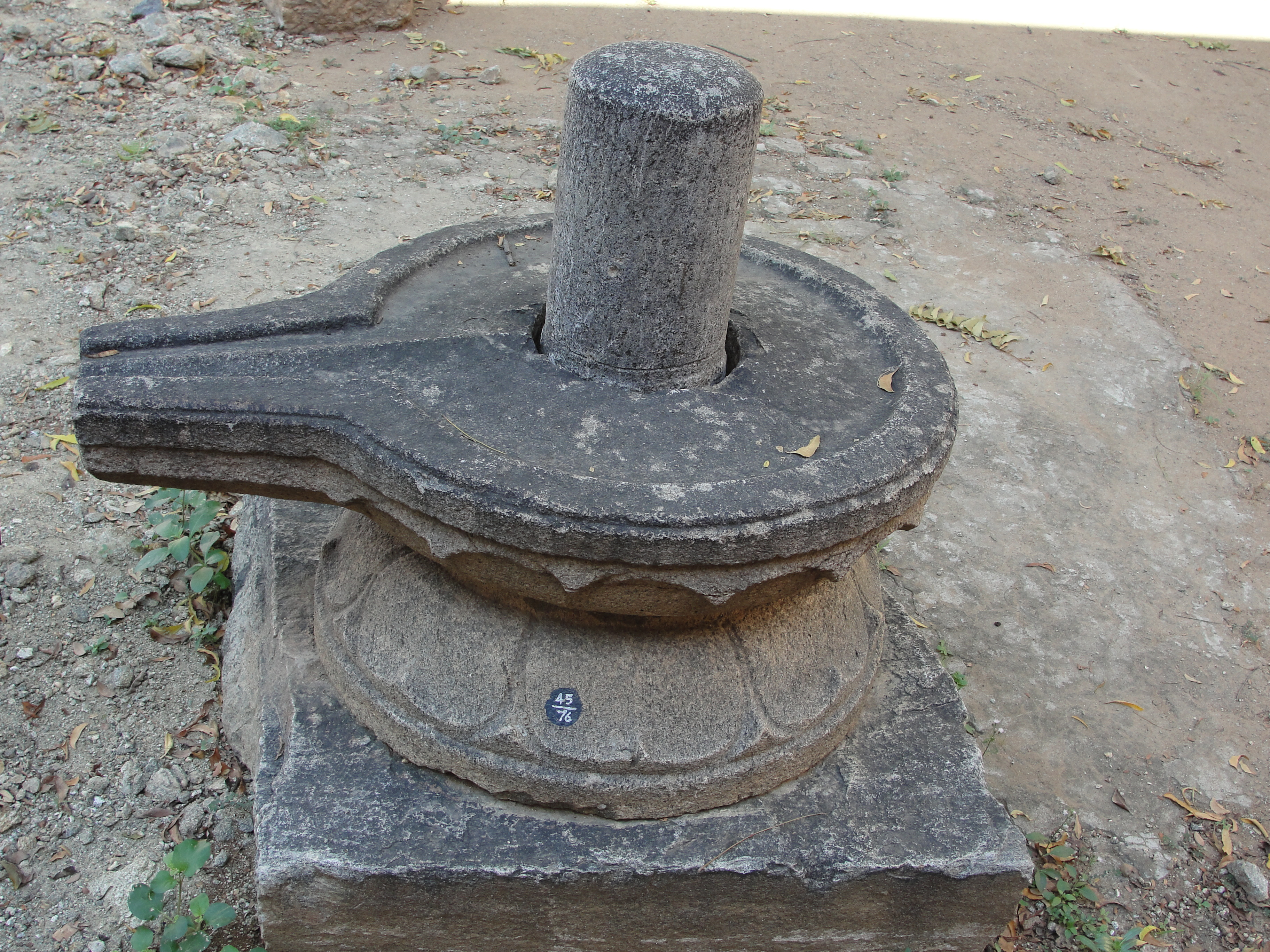
Representación de un lingam (símbolo masculino) sobre un ioni (símbolo femenino).

Una de las facetas más sorprendentes del arte indio para los occidentales es la representación sin tapujos del erotismo: según la religión hindú, el sexo es una forma de oración, un canal entre lo humano y lo divino, una señal de trascendencia y de espiritualidad. Buena muestra de ello es el culto al lingam (símbolo sexual masculino) y el ioni (símbolo sexual femenino), ambos provenientes de antiguos ritos neolíticos de la fertilidad, y que fueron asumidos por el hinduismo. El linga representa la potencia creadora del dios Sivá, y es el principal objeto de veneración en las capillas de los templos dedicados a este dios. Se suele representar mediante un pilar (stambha) terminado en forma de glande (mani), aunque puede variar desde la forma más naturalista hasta una forma abstracta consistente en un cilindro, o diversas manifestaciones como un falo con ojos (ambaka-liṅgam), con un rostro (ekamukha-liṅgam) o cuatro rostros (chatur-mukha-liṅgam). En la tradición drávida los liṅgam se asocian a los elementos: agua (apas-liṅgam), aire (akkasha-liṅgam), fuego (tejas-liṅgam), viento (vayu-liṅgam) y tierra (prithivi-liṅgam). Por su parte, el ioni representa a Śakti (la Diosa Madre), así como a Parvati (diosa de la naturaleza y la fertilidad), mujer de Sivá. También se puede representar en forma naturalista como una vagina, o geometrizada en forma de triángulo. El lingam aparece a menudo junto al ioni, el órgano sexual femenino, formando un recipiente de forma cóncava del que sobresale el lingam. Este símbolo expresa la unidad dentro de la dualidad del universo, la energía creadora, a la vez que la transmutación del impulso sexual en energía mental, la ascensión desde el mundo de los sentidos a la trascendencia espiritual, lograda mediante la meditación del yoga. Estos antiguos ritos se fusionaron con el tantra, filosofía que busca la verdad en la energía que emana del cuerpo, que es un potenciador espiritual, como incluso la energía sexual (kuṇḍalinī). Junto a los cuentos del Kāma Sūtra («Libro del Amor»), estos cultos tuvieron una gran representación en el arte indio, sobre todo en la escultura, donde abundan los mithuna o escenas eróticas, como en los templos de Khajurāho y Koṇārak.
La estética india se desarrolló sobre todo en el período gupta, en el que se analizaron, recopilaron y clasificaron la mayoría de escritos védicos (los textos sagrados hindúes, transmitidos de forma oral desde aproximadamente el 1500 a. C.). Para el arte fueron primordiales especialmente los textos sagrados denominados Śastras, en particular los Vastu-Śastras, tratados arquitectónicos que hablaban de la construcción de templos para los dioses, y los Śilpa-Śastras, tratados figurativos para pintores y escultores y la forma de transcribir en imágenes el mensaje divino. Los gupta desarrollaron varios tratados técnicos y normativos sobre los principios fundamentales del arte, así como técnicas, materiales, estilos, iconografía, etc. Uno de los más importantes es el Śadanga, que establece los «seis principios» estéticos para la pintura: rūpa-bheda (ciencia de las formas), pramani (sentido de las relaciones), bhava (ciencia del sentimiento), lavanna-yojanam (sentido de la gracia), sadrisyam (ciencia de las comparaciones) y varnika-bhanga (ciencia de los colores). Más adelante se añadieron otros dos: rasa (quintaesencia del gusto) y chanda (ritmo).
El rasa está ligado a la emotividad: para los indios, el arte ha de conmover, ha de suscitar emociones. Así, distinguen nueve tipos de emociones, que se relacionan simbólicamente con diferentes colores:
- Amor o rasa erótico (śringāra): color negro.
- Valor o rasa heroico (vīra): color rojo.
- Cólera o rasa furioso (raudra): color rojo.
- Alegría o rasa cómico (hāsya): color blanco.
- Asombro o rasa admirativo (adbhuta): color amarillo.
- Dolor o rasa compasivo (karuna): color gris.
- Asco o rasa repulsivo (bībhasta): color azul.
- Miedo o rasa temeroso (bhayānaka): color negro.
- Paz o rasa sereno (śānta): color blanco.

Estas emociones se traducen a su vez en distintas actitudes y posturas (āsana) de las figuras representadas en escultura o pintura:
- Samabhaṅga: postura rígida y equilibrada, bien de pie o bien sentada. Significa la serenidad espiritual, y es la postura típica de Buda y dioses como Viṣṇu.
- Ābhaṅga: postura de ligera inclinación. Significa la meditación, y es propia de bodhisattvas y divinidades menores.
- Tribhaṅga: postura de triple flexión. Significa sensualidad y, a la vez, espiritualidad. Es la típica en figuras de apsaras y yakṣīs.
- Atibhaṅga: postura de extrema inclinación. Significa violencia o dramatismo, y es la idónea para Sivá y los Lokapāla («guardianes del mundo», que custodian los cuatro puntos cardinales).[10]

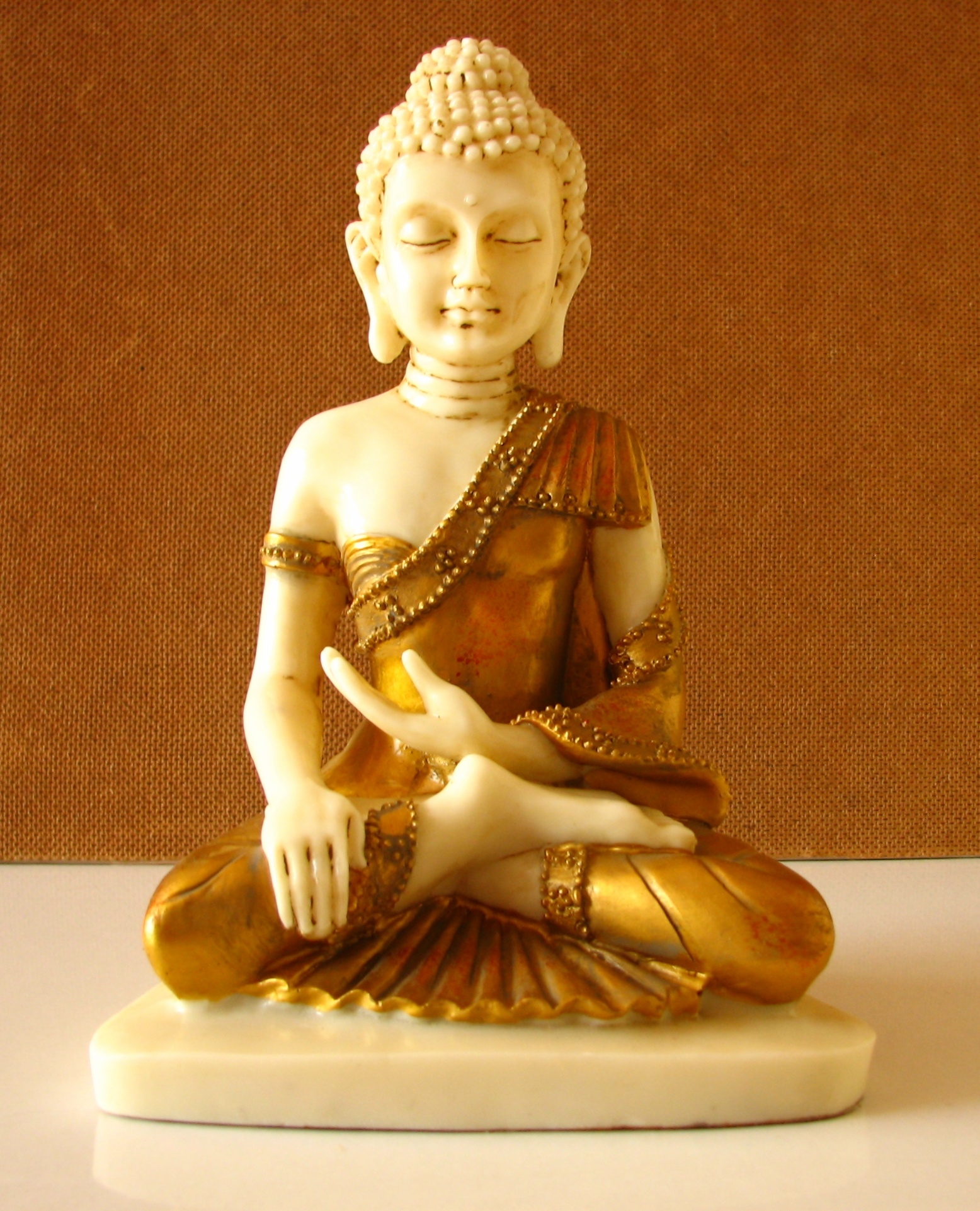
Imagen de Buda en postura samabhaṅga.
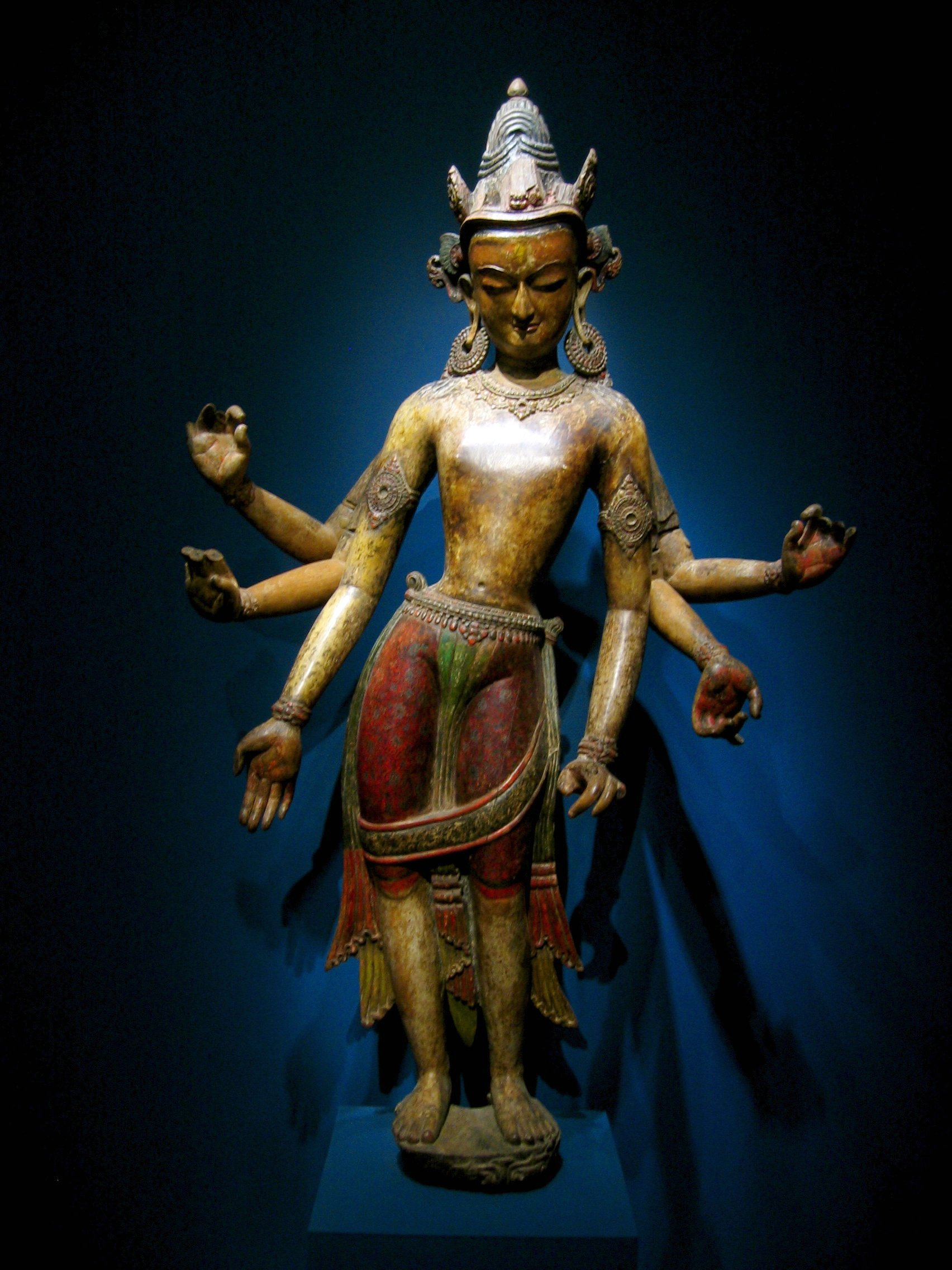
Imagen del bodhisattva Avalokiteśvara en postura ābhaṅga.
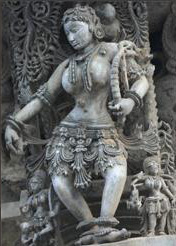
Imagen de yakṣī en postura tribhaṅga.
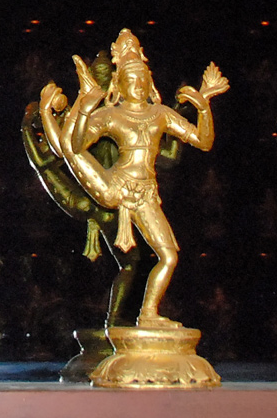
Imagen de Sivá en postura atibhaṅga.

## Artes plásticas

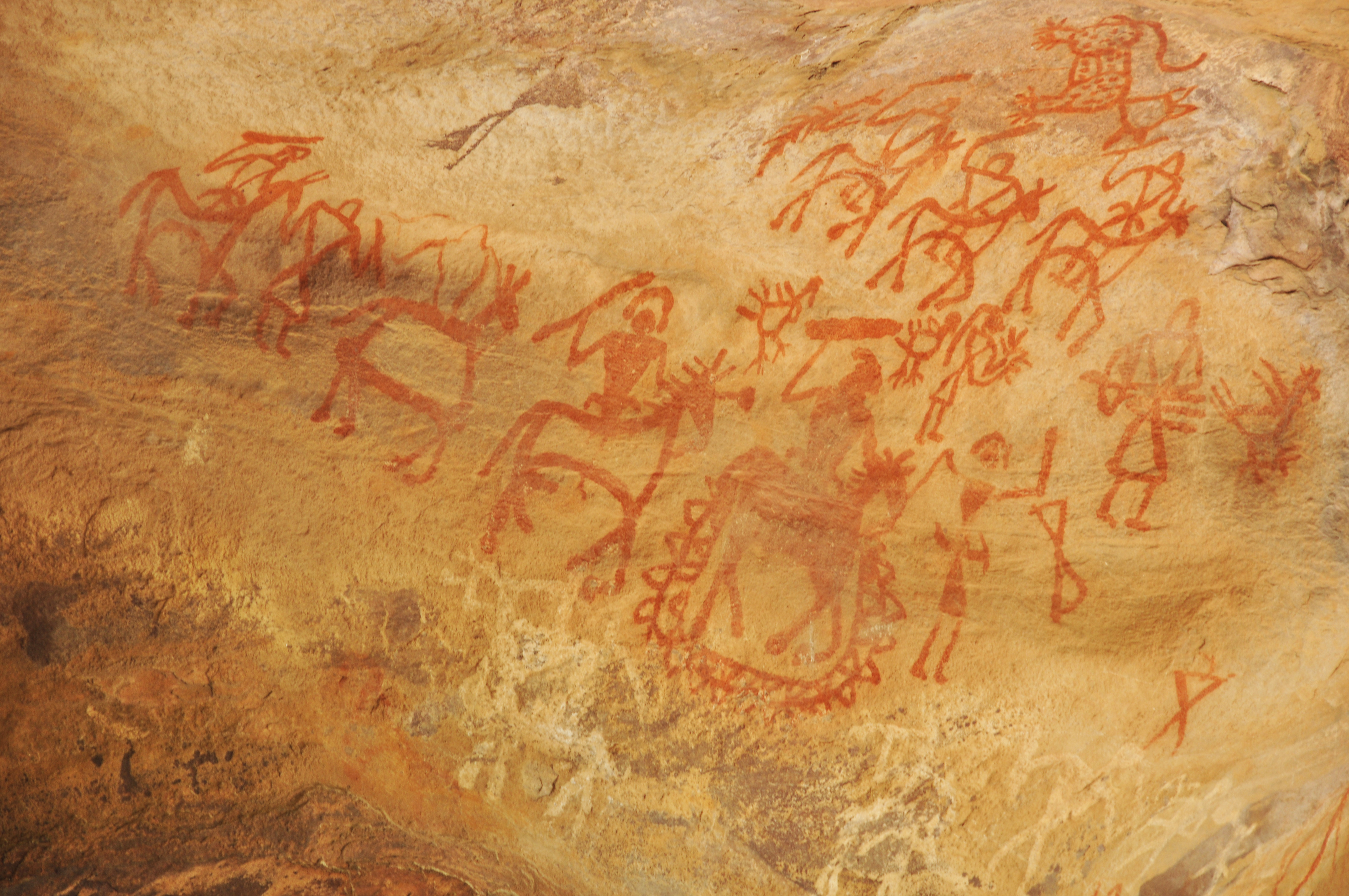
Pintura rupestre de Bhimbetka (7000 a. C.).

### Prehistoria
Del Paleolítico se han hallado diversos utensilios de cuarcita y sílex tallado o pulido, en consonancia con los hallados al mismo tiempo en el continente europeo. En Bhimbetka, cerca de Bhopal, se ha encontrado un conjunto de más de mil cuevas con pinturas rupestres (7000 a. C.). Estos abrigos presentan varias pinturas que muestran la vida de las personas que vivían en las cavernas, incluyendo escenas de danza, nacimientos, ritos religiosos y enterramientos. Las pinturas muestran también animales como bisontes, elefantes, pavos, rinocerontes y tigres. En 2003 este conjunto fue declarado Patrimonio de la Humanidad por la Unesco.
Del Mesolítico se han encontrado numerosos utensilios similares a las cuchillas en forma de media luna naturales del Próximo Oriente, Europa oriental y norte de África. En el Decán se han hallado numerosas tumbas de tipo megalítico, mientras que en el Baluchistán, en el norte de la India, encontramos alfarería pintada y objetos de metal desde el IV milenio a. C. En Raigarh (Madhya Pradesh) existen pinturas parietales que presentan cierta semejanza a las de Cogul en España, con representación de animales como ciervos, bueyes y elefantes. En Savandurga (Karnataka) una excavación arqueológica reveló un cementerio con sarcófagos de piedra.
Por último, del Neolítico cabe destacar los yacimientos arqueológicos de Adichanallur y Brahmagiri (en el estado de Karnataka), donde se ha hallado un tipo de cerámica negra y roja, así como diversos monumentos megalíticos, especialmente dólmenes. Posteriormente se han clasificado diversos tipos de cerámica: la roja (hematites) de la cultura de Banas (Rayastán), la gris de la cuenca del río Ganges y la negra pulimentada de Jariana y Delhi.

### Cultura del Indo

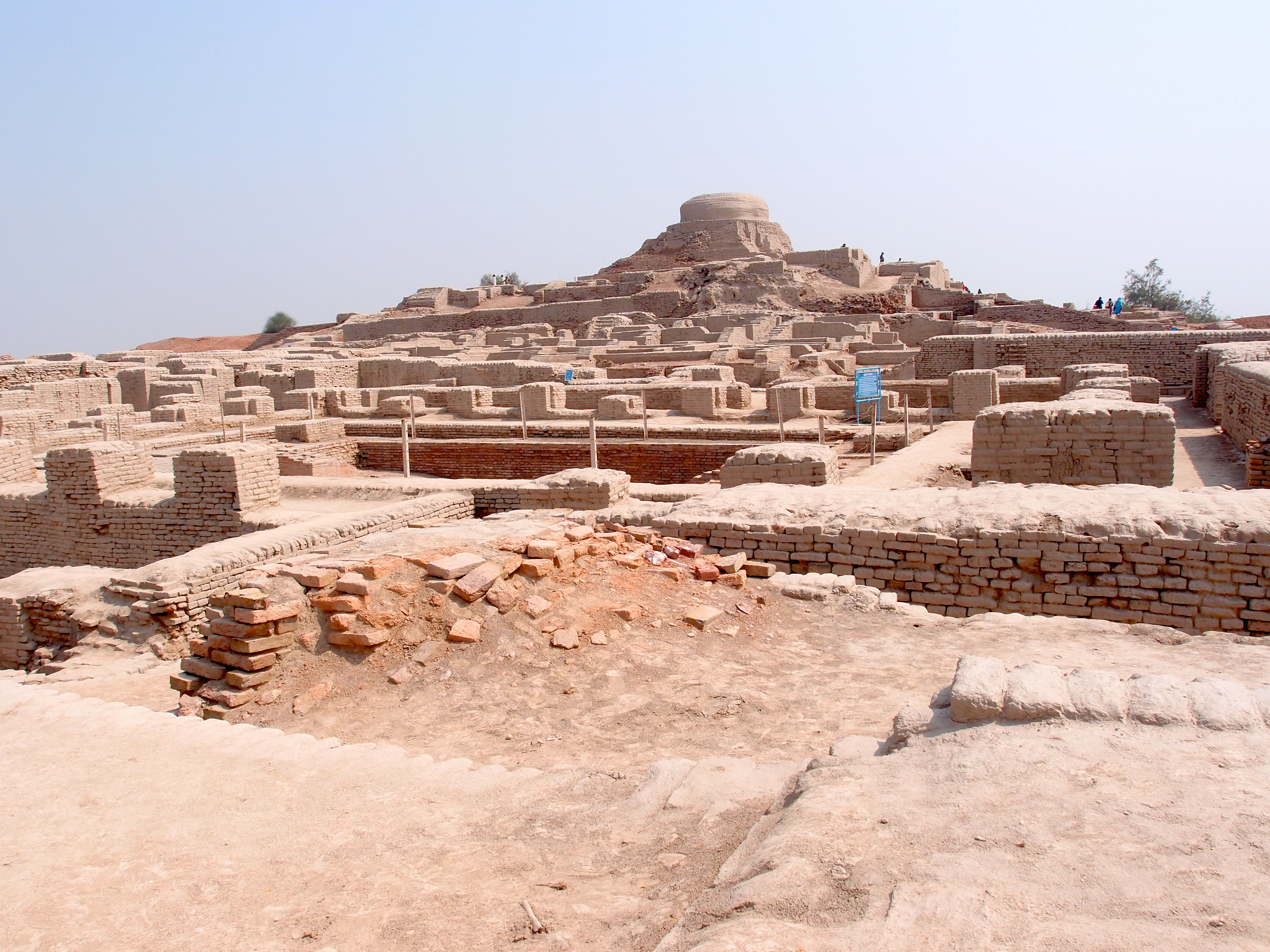
Mohenjo-Dāro.

La primera gran civilización india, de signo neolítico, se produjo entre el 2500 a. C. y el 1500 a. C. en la zona del río Indo (actual Pakistán y noroeste de la India). Esta región, entre los montes Zagros, el Hindu Kush y el Himalaya, ha sido desde antiguo una importante ruta comercial entre el Mediterráneo y el Lejano Oriente, hecho del que se beneficiaron los pueblos de la zona. La cultura del Indo es conocida principalmente por las excavaciones realizadas en 1920 por John Marshall en el antiguo pueblo de Mohenjo-Daro (actual Pakistán) y Harappa (Panyab pakistaní).
Al parecer, esta civilización mantuvo contactos con Mesopotamia, y desarrolló un sistema de escritura que aún no se ha descifrado. En este emplazamiento existieron nueve ciudades superpuestas, de un perfecto urbanismo, con un adelantado sistema de alcantarillado, edificios públicos y calles paralelas, organizadas según una planimetría regular y simétrica. La construcción se realizaba con barro cocido y ladrillo, con casas con un sistema de conducción de agua bastante avanzado. También se han hallado vestigios de bóvedas construidas en ladrillo. Dominaba el conjunto una ciudadela o acrópolis, amurallada y con un conjunto de terrazas donde se hallaban edificios públicos como baños, palestras o claustros, aunque sin embargo no se han hallado templos o palacios.

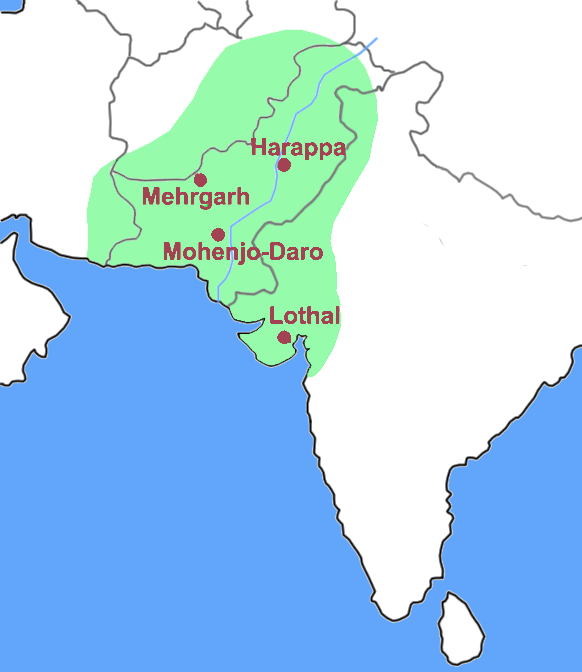
Mapa de la cultura del valle del Indo.

En estas dos ciudades se han hallado gran cantidad de sellos de esteatita con representaciones de animales y monstruos fantásticos, de gran realismo y detallada precisión, quizá de influencia mesopotámica. También hay vestigios de cerámica, escultura y útiles de metal (oro, plata, cobre y latón), especialmente unos cuchillos de bronce de hoja curvada muy característicos. La cerámica se producía en torno, decorada con motivos geométricos. Tenían un desarrollado arte textil, en algodón estampado. El comercio parece haber sido bastante frecuente, dado el hallazgo de objetos de lapislázuli de Afganistán, jade de China y oro y plata de Persia o Afganistán. A su vez, en algunos yacimientos mesopotámicos se han hallado algunos abalorios de calcedonia roja procedentes del Indo.
En escultura se han encontrado diversas figuras de terracota representando a carros, animales y figuras humanas, algunas de ellas desnudas y con símbolos sexuales (el lingam masculino y el ioni femenino), relacionadas con el culto a la fertilidad. También se han hallado piezas en bronce como La bailarina de Mohenjo-Daro, con unas formas anatómicas redondeadas, siendo de remarcar el trabajo tanto anterior como posterior, ofreciendo una imagen global de la figura; o en piedra caliza, como El rey sacerdote, igualmente de Mohenjo-Daro, busto con un rostro muy bien trazado donde se destacan los ojos rasgados de tipo asiático, labios gruesos y barba de flecos.

### Período védico (siglos XV-VIa.C.)

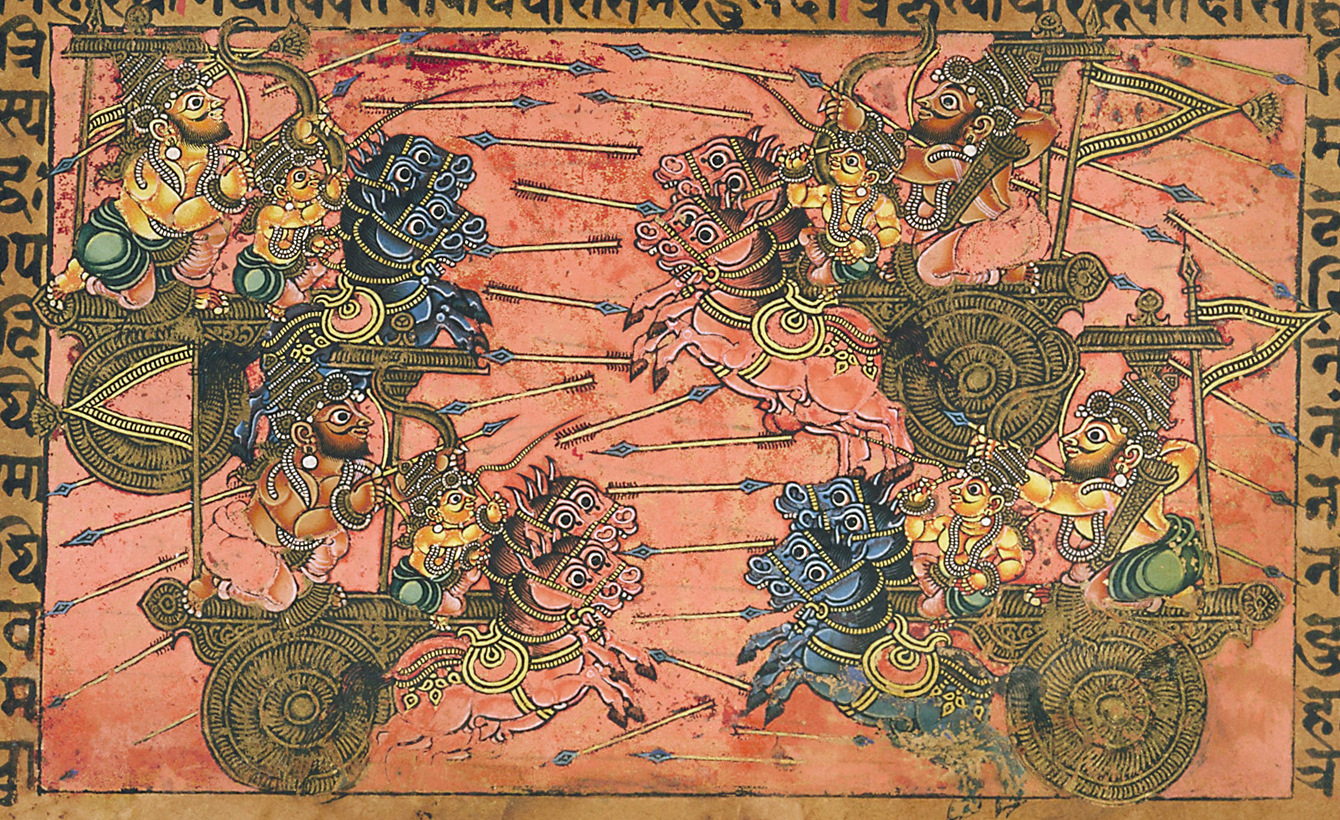
La Guerra de Kurukshetra en una ilustración del Mahābhārata.

En esta etapa se introdujeron los pueblos arios, apareciendo las religiones tradicionales indias. Los arios introdujeron el lenguaje sánscrito, así como el hierro y animales como el caballo, y crearon pequeños reinos regidos por el sistema de castas, donde los sacerdotes (brahmanes) tenían una posición preeminente. En esta época surgieron los grandes poemas épicos indios: el Mahabharata y el Ramayana, y las escrituras filosóficas Upanishad, que desarrollaron el hinduismo, religión de corte mitológico que aunaba las prácticas esotéricas con diversas filosofías vitales. Sus principales deidades eran Sivá y Visnú, aunque también tenían diversos conceptos más abstractos, como el Brahman, el alma del mundo; atman, el alma humana; y Maia, la energía que engaña a las almas y las hace vivir en el mundo material. El objetivo de la religión hindú es acerca al atma al Brahman, para así liberarse del karma, y la sucesión de reencarnaciones marcadas por la conducta en vida del individuo. A su vez, estas reencarnaciones delimitan el sistema de castas hindú: brahmanes (sacerdotes y políticos), chatrías (militares gobernantes), vaisias (comerciantes y agricultores), sudrás (esclavos) y dalits (parias, extranjeros e intocables).
Existen pocos restos arqueológicos de esta etapa, apenas algunos objetos de bronce y cerámica, por lo que existe una gran laguna entre la cultura del Indo y el arte mauria. Ello se debe principalmente a la utilización de materiales perecederos como la madera y el barro cocido. Así, pese a ser una época de gran esplendor sobre todo en el terreno literario, en el artístico hay un gran desconocimiento de las realizaciones de esta época.
En el siglo VI a. C. aparecieron el budismo y el jainismo, religiones humanistas que ofrecían la salvación personal y el final del sistema de reencarnaciones, el budismo a través de la práctica del ascetismo y la meditación, que conducen al paraíso (nirvana), y el jainismo igualmente a través del ascetismo, principalmente las «cinco abstenciones mayores» (jina-kalpa): no matar (ahiṃsā), no mentir (satya), no robar (asteya), no abusar del sexo (brahmacharya) y no codiciar (aparigraha). Al final de este período, la expedición a la India de Alejandro Magno (entre el 326 a. C. y el 325 a. C.) abrió contacto con el arte helenístico griego, que se plasmó en el arte grecobudista. También se establecieron estrechos lazos con el arte persa.

### Arte budista

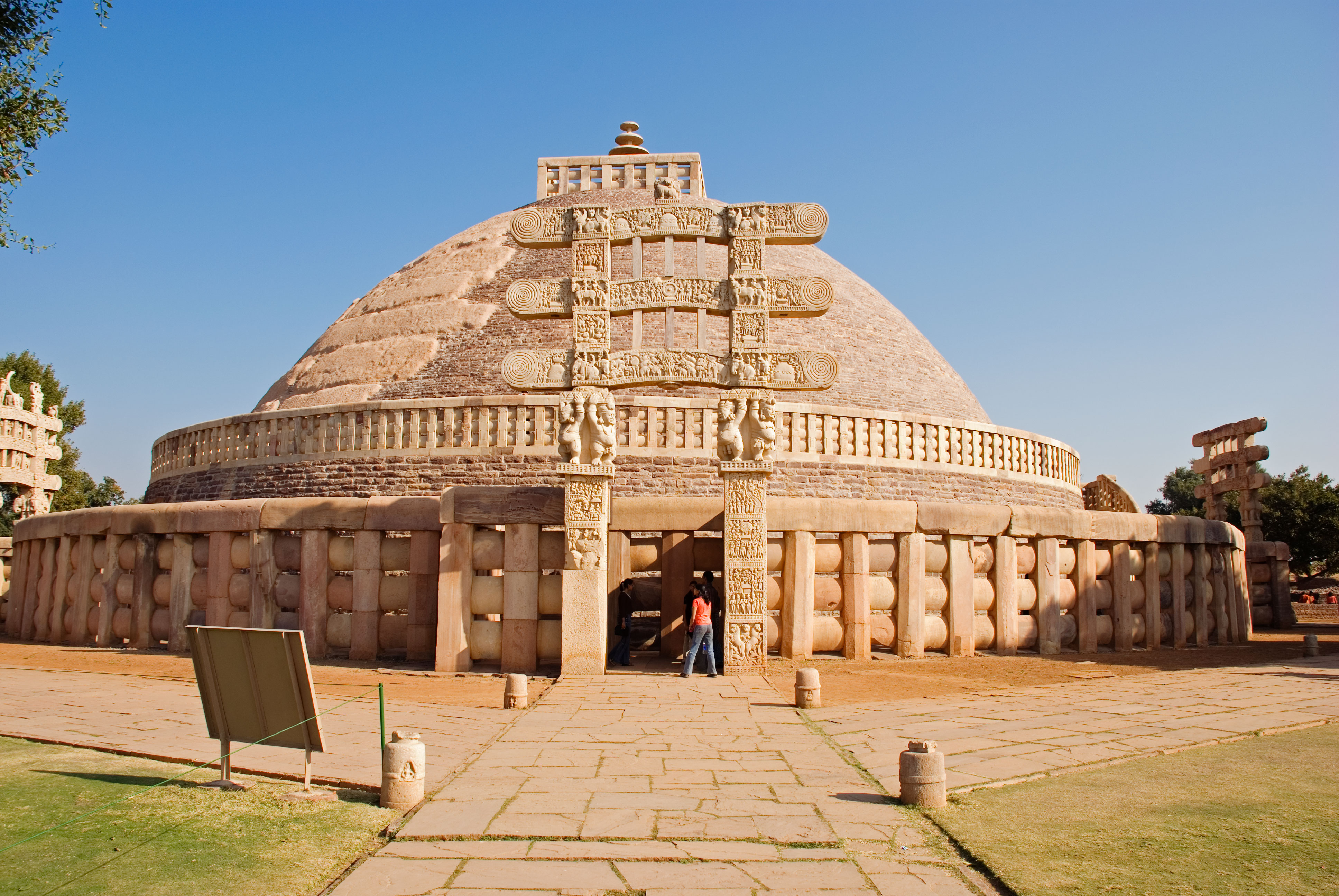
Stūpa de Sanchi.

#### Arte maurya (siglos III-Ia.C.)
La dinastía maurya expulsó a los sucesores de Alejandro Magno de la India septentrional, ocupando todo el curso medio del Indo y la parte central de la península del Decán. Cultura de religión budista, todo su arte giraba en torno a la vida y enseñanzas de Buda (Léase: dharma). Se han testimoniado numerosos contactos comerciales con Persia, Grecia, Egipto, Sri Lanka y el sudeste asiático.
La piedra sustituyó al ladrillo como material de construcción, resultando edificaciones más duraderas que las de períodos anteriores. Los primeros vestigios los tenemos en los santuarios rupestres de Barābar y en el Palacio de Aśoka en Pātaliputra. Son características las columnas monolíticas (stambha) de gres pulido, con capitel campaniforme en forma de flor de loto o, en sánscrito y en pali: padma, generalmente con un grupo animal esculpido en alto relieve, como el Capitel de los Leones, en Sārnāth (siglo III a. C. ), realizado en arenisca color crema (actualmente, este capitel figura en el escudo de la India). Estas columnas fueron erigidas por el rey Aśoka a todo lo largo de su imperio, con inscripciones en que se declaraba ferviente devoto de Buda y renunciaba a la violencia. Solían tener unos diez metros de altura, y sus figuras esculpidas ―generalmente leones― recuerdan a la escultura aqueménida.

Escudo de la India con la imagen del Capitel de los Leones de Sārnāth que tiene en su base a la dharma chakra (el cual recuerda a un mandala o a la representación solar). En la parte inferior aparece el lema nacional: सत्यमेव जयते (Satyameva Jayate), «sólo la verdad triunfa».

El monumento característico de este período es el stūpa, túmulo funerario que servía de relicario ―contenía reliquias corporales de Buda, que el rey Aśoka repartió entre las principales ciudades de su imperio―, a la vez que tenía carácter conmemorativo, ya que su planimetría simbolizaba el universo: sobre una gran plataforma (medhi) que significaba la Tierra, se situaba una cúpula semiesférica que representaba la bóveda celeste, aplanada en su parte superior, donde se situaba una empalizada cuadrangular (harmika) con una estructura en forma de mástil (yashti) que simbolizaba el eje del mundo, y tres discos decrecientes en forma de sombrilla (chhattravala) que representaban las Tres Joyas del budismo (Buda, la ley y los monjes). La forma circular permitía la deambulación (pradakshina) de los fieles alrededor del estupa, siguiendo el curso del sol. Estaba rodeado de una empalizada con cuatro puertas (toranas) dirigidas a los puntos cardinales, decoradas con relieves de animales, dioses hindúes y escenas de la vida de Buda ―aunque sin su imagen―. En este período, marcado por el budismo hīnayāna, la representación de Buda no era humana, sino simbólica, a través de diversos signos como el león ―emblema del clan Śākya al que pertenecía Buda―, la caracola ―voz de Buda―, el bodhi ―árbol de la iluminación―, el dharma-chakra ―rueda de la ley―, el Buddhapada ―huella de Buda―, la flor de loto ―símbolo de pureza―, etc. Se destacan por su calidad y conservación los estupas de Sanchi, Bharnut y Bodhi-Gaia.

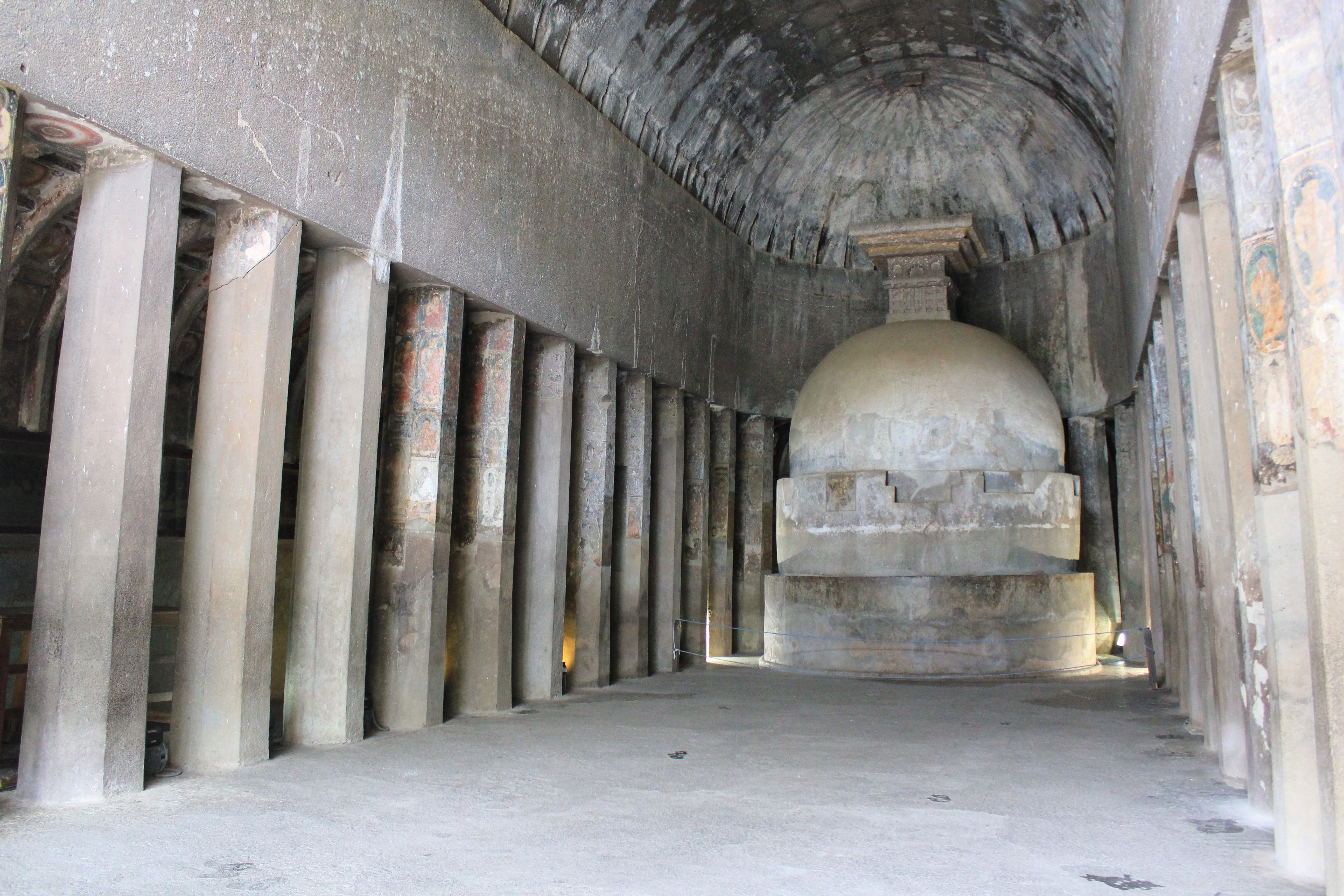
Interior de un vihāra en Ajantā (Maharastra); al fondo se puede observar una estupa.

La arquitectura estaba íntimamente ligada a la naturaleza, descollando ―además del stūpa― dos tipologías diferenciadas de edificios: el santuario (chaitya) y el monasterio (vihara). Generalmente eran santuarios rupestres, excavados en cuevas y laderas de montañas, donde la escultura tenía un papel fundamental, a la que a menudo estaba supeditada la propia arquitectura. El chaitya suele tener planta absidal con tres naves y bóveda de medio cañón, formada por una sucesión de arcos kuḍu (típico arco indio de forma ligeramente apuntada) y sostenida sobre pilares. El vihāra («lugar de reunión») tiene planta cuadrada, alrededor de la cual se colocan las celdas de los monjes, con un sistema adintelado de cubierta plana. Entre las construcciones de esta época sobresale el chaitya de Karli, excavado en la roca, con una fachada donde se destaca su arco conopial, y el interior dividido en una nave y diversos pasillos con un sistema de columnas de capitel campaniforme y relieves con figuras humanas y de elefantes, con un pequeño estupa al fondo, a modo de ábside.
La escultura se desarrolló principalmente en los capiteles, con influencia persa en la representación de animales, y pese a un acentuado hieratismo se reconoce por su modelado y equilibrio de masas, que serán prototípicos en la posterior escultura india. El altorrelieve era más estático, mientras que el bajorrelieve tenía carácter más narrativo, adornando las balaustradas (védika) y las puertas (torana) de los estupas. Surgieron las primeras tipologías iconográficas indias con la representación de las yakṣīs (espíritus de la naturaleza), generalmente en forma de mujeres desnudas adornadas con joyas, como se puede apreciar en la puerta este del estupa de Sānchī. Estas figuras solían representarse en tribhaṅga («triple flexión»), una postura con un sinuoso movimiento que forma tres curvas, típica de la escultura india desde entonces. Este tipo de representaciones inició el género del arte erótico en la India, aunque para la cultura hindú el sexo era una forma de oración, por lo que estas imágenes presentan una curiosa síntesis de sensualidad y espiritualidad.

#### Arte de Gandhāra (siglos Ia.C.-Id.C.)

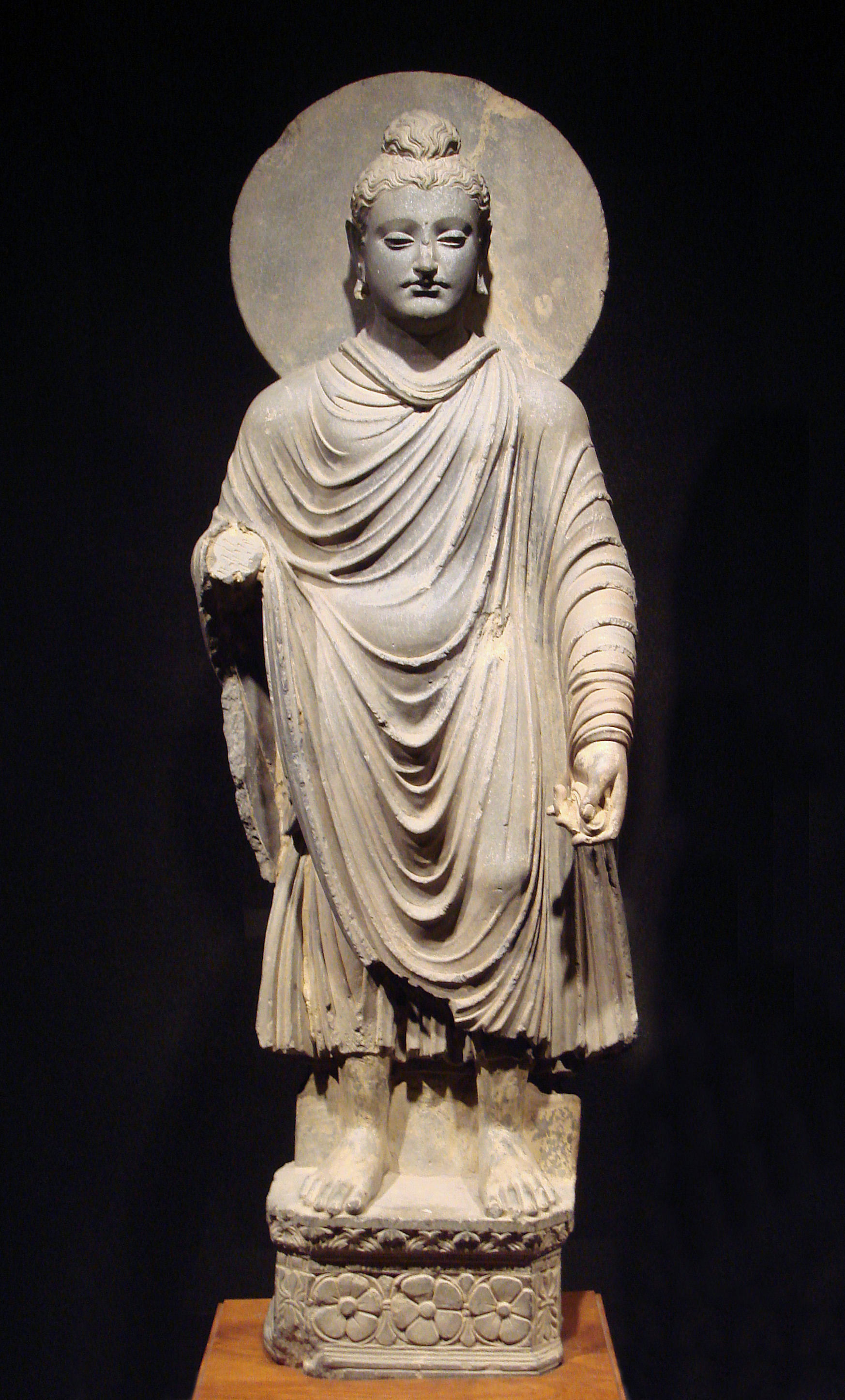
Buda de Gandhāra.

Tras la extinción del Imperio mauria, la India se dividió en pequeños reinos: por una parte, los hindúes e indogriegos (dinastías Śungga y Āndhra); por otra, los indoescitas (dinastía Kuśāna). El arte de Gandhara se desarrolló en el ámbito indogriego, de tradición grecobudista, con influencia helenística y sasánida, destacándose por la representación directa de la imagen de Buda ―cambio propiciado por el budismo mahayana―, que empezó a ser venerado como un dios, junto a un panteón de figuras como los bodhisattvas, que renunciaron al nirvana para enseñar la salvación a los hombres.
Surgió así la iconografía más típica de Buda (lakshana): se solía representar con el mandala, aureola o nimbo de santidad; el uṣṇīṣa, moño o protuberancia craneal que denota un conocimiento superior; el urna, llama o círculo lunar en el entrecejo, simbolizando la iluminación; los lóbulos de las orejas alargados, símbolo de sabiduría; pliegues en el cuello, símbolo de felicidad; un manto monacal, que representa la austeridad; y la mano derecha dando la bendición o en determinados gestos llamados mudrās.
Para estas figuras se inspiraron en obras griegas y romanas, especialmente en los ropajes con marcados pliegues, que dejan entrever el movimiento del cuerpo, generalmente en un suave contrapposto. Asimismo, la idealizada expresión del rostro, que denota paz y serenidad, recuerda algunas imágenes de Apolo del mundo grecorromano.
En el terreno de la arquitectura, los monasterios estaban compuestos por santuarios, celdas y salas de reunión, como el vihāra de Takht-i-Bahi, cerca de Peshāwār. Evolucionó la tipología del stūpa: la cúpula se situaba sobre un alto tambor cilíndrico colocado sobre una base cuadrada. Un buen ejemplo es el de Kaniśka, en Peshāwār. El imperio Kuśāna se benefició del comercio procedente de la ruta de la seda: exportaban de la India especias, metales y piedras preciosas, mientras que importaban de China seda, jade y artículos exóticos. En Kapisa (al norte de Kabul), ciudad de veraneo de los Kuśāna, se encontró un tesoro de marfiles labrados de la India, lacas chinas, bronces romanos y vidrio alejandrino, prueba de las fértiles relaciones comerciales entre el Mediterráneo y el Lejano Oriente.

#### Arte de Mathurā (siglos I-IV)

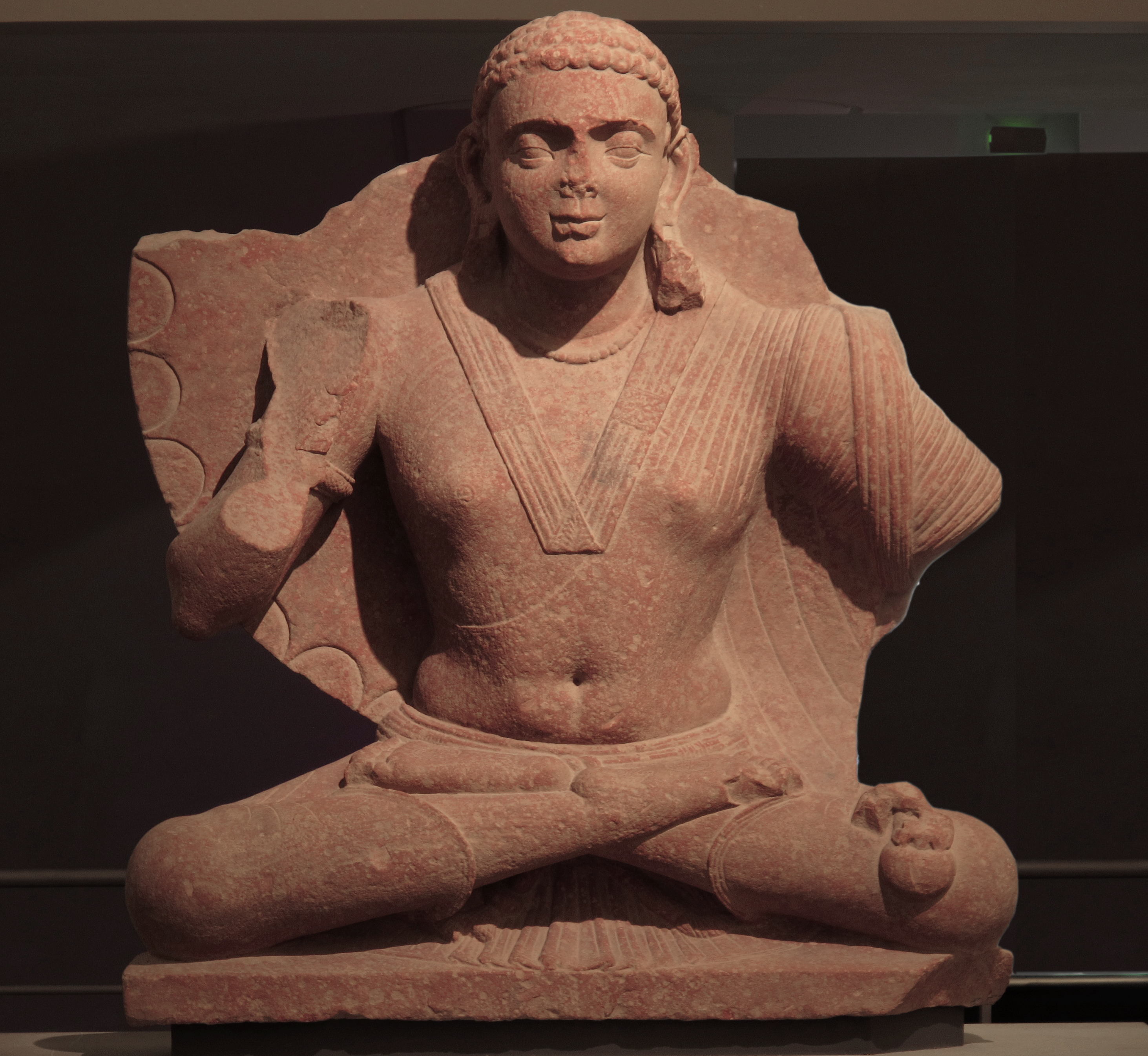
Imagen de Maitreya, bodhisattva de la verdad.

Este estilo se localiza en la ciudad de Mathurā, situada en la cuenca superior del Ganges, entre Agra y Delhi, capital del reino Kuśāna. Desarrollaron una importante escuela artística que se difundiría por el resto de la India e influenciaría al arte gupta. Nos han llegado pocas representaciones de este período debido a la destrucción producida por la invasión islámica. El estilo Mathurā mezclaba elementos tradicionales indios con motivos grecorromanos: cabe destacar la serie de marfiles del ajuar de una princesa hallados en Bēgrām. La imagen de Buda era más puramente india que en Gandhāra, generalmente en postura sedente, con las piernas cruzadas en forma de yoga, y con ruedas incisas en manos y pies. Cuando aparece rodeado de otras figuras, tiene mayor tamaño que éstas, mostrando un orden representativo de tipo jerárquico.

#### Arte de Amarāvatī (siglos II-III)
La ciudad de Amarāvatī se sitúa en el valle inferior del río Krishná (Andhra Pradesh). Fue un estilo coetáneo del de Mathurā, también de influencia grecorromana, como lo demuestra los restos hallados en Virapatnam (Pondicherry). Al igual que los estilos anteriores, sus obras principales son monasterios y stūpas, sobresaliendo el gran stūpa de Amaravati, de 30 metros de altura. La escultura se caracteriza por una composición centrada y personajes colocados generalmente en grupos, sin dejar apenas espacios vacíos, con una peculiar sonrisa en los rostros femeninos, y reinterpretando los estilos anteriores en un lenguaje ecléctico. Buda es representado a veces con aspecto humano y a veces como símbolo: generalmente una rueda, que se asociaba al disco solar, pero también un caballo —que montaba cuando renunció a su vida mundana— o una higuera —el árbol de la sabiduría bajo el cual predicaba—.

#### Arte gupta (siglos IV-VIII)

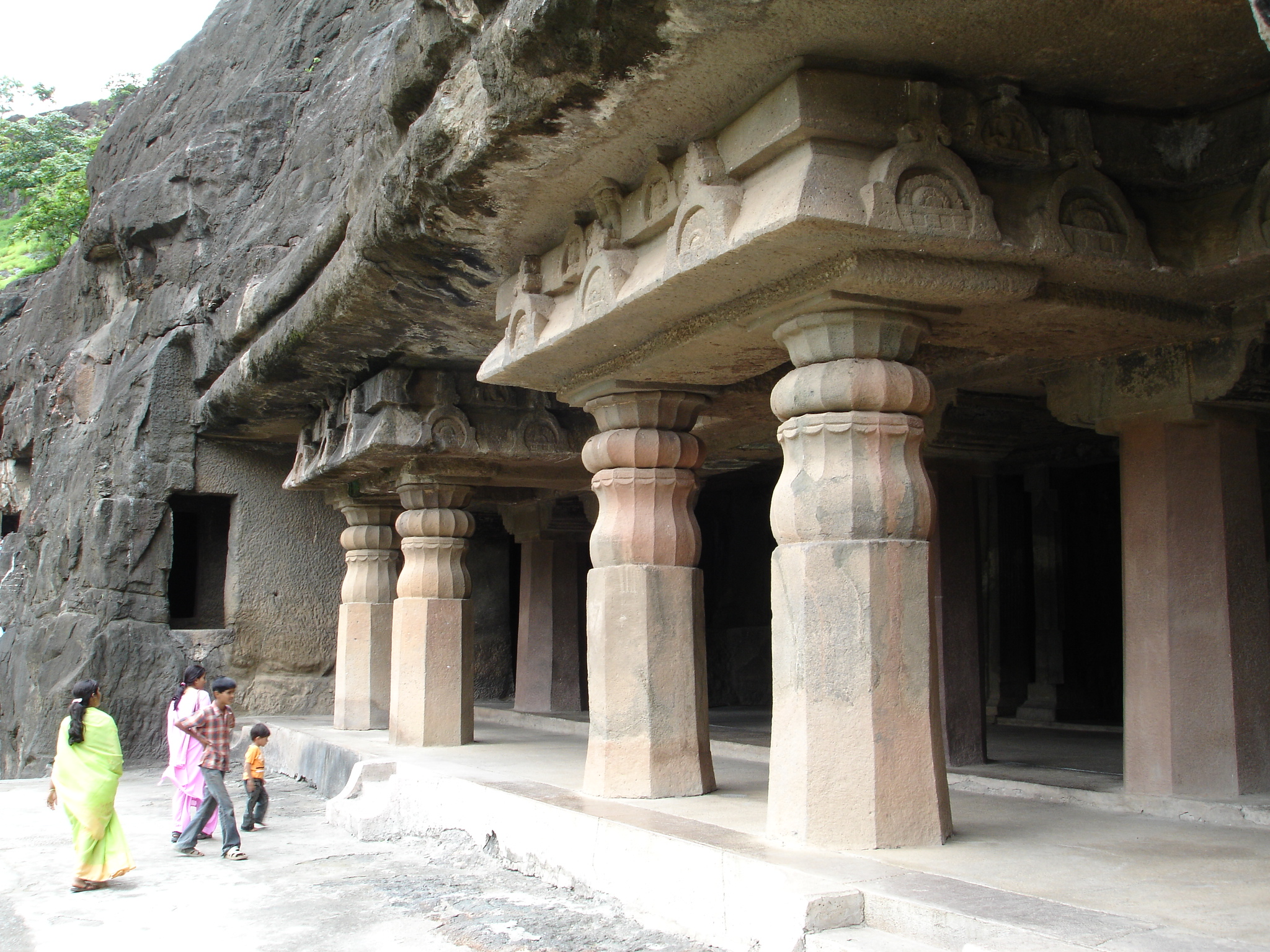
Entrada a las cuevas de Ajaṇṭā.

La época gupta es la más arquetípica del arte indio, la época clásica por excelencia. Es la época de expansión del budismo por el resto de Asia, de la creación de los grandes sistemas filosóficos (Vedānta) y de la literatura dramática (Kālidāsa). Su arte es una evolución de los estilos anteriores, caracterizado por el purismo formal, la armonía de proporciones y la idealización de la figura humana. Los stūpa son más verticales y otorgan mayor relevancia a la decoración escultórica, realizada en bajorrelieves de piedra y revestimientos de estuco; se distinguen los de Sarnath, Rayagrija y Nalanda. Sus principales realizaciones son los grandes santuarios rupestres o vihara (Ajaṇṭā, Aurangabad, Ellora, Elephanta) y los templos al aire libre (Chezārlā, Bhitargāon, Bodh Gaya, Sanchi, Deogarh, Sirpur).
Predomina especialmente el templo de Ajaṇṭā (siglos II-VI), con un conjunto de treinta cuevas (5 chaityas y 25 viharas) excavadas en la roca (basalto volcánico), con santuarios, salas de reunión y habitaciones para los monjes, que aglutinan todas las manifestaciones artísticas: arquitectura, escultura y pintura. De estas cuevas dieciséis están decoradas con magníficas pinturas murales, realizadas con pigmentos vegetales y minerales sobre una capa de arcilla mezclada primero con paja y después con cal. La temática está centrada en la vida de Buda y en los cuentos populares budistas jataka, aunque también hay escenas cotidianas y de la naturaleza. En los frescos de Ajaṇṭā se aglutinaron el antiguo naturalismo hindú con el misticismo del budismo mahāyāna. Destaca el famoso Bodhisattva del loto azul (550): se trata del bodhisattva Avalokiteśvara (llamado Guanyin en China y Kannon en Japón), representado más grande que el natural y rodeado de numerosas figuras y animales sin ningún orden ni perspectiva. Está en postura de ābhaṅga (doble flexión), y sus armoniosas facciones traducen el ideal de belleza de la literatura de la época, como los ojos en forma de pétalo de loto y las cejas curvadas como un arco indio.

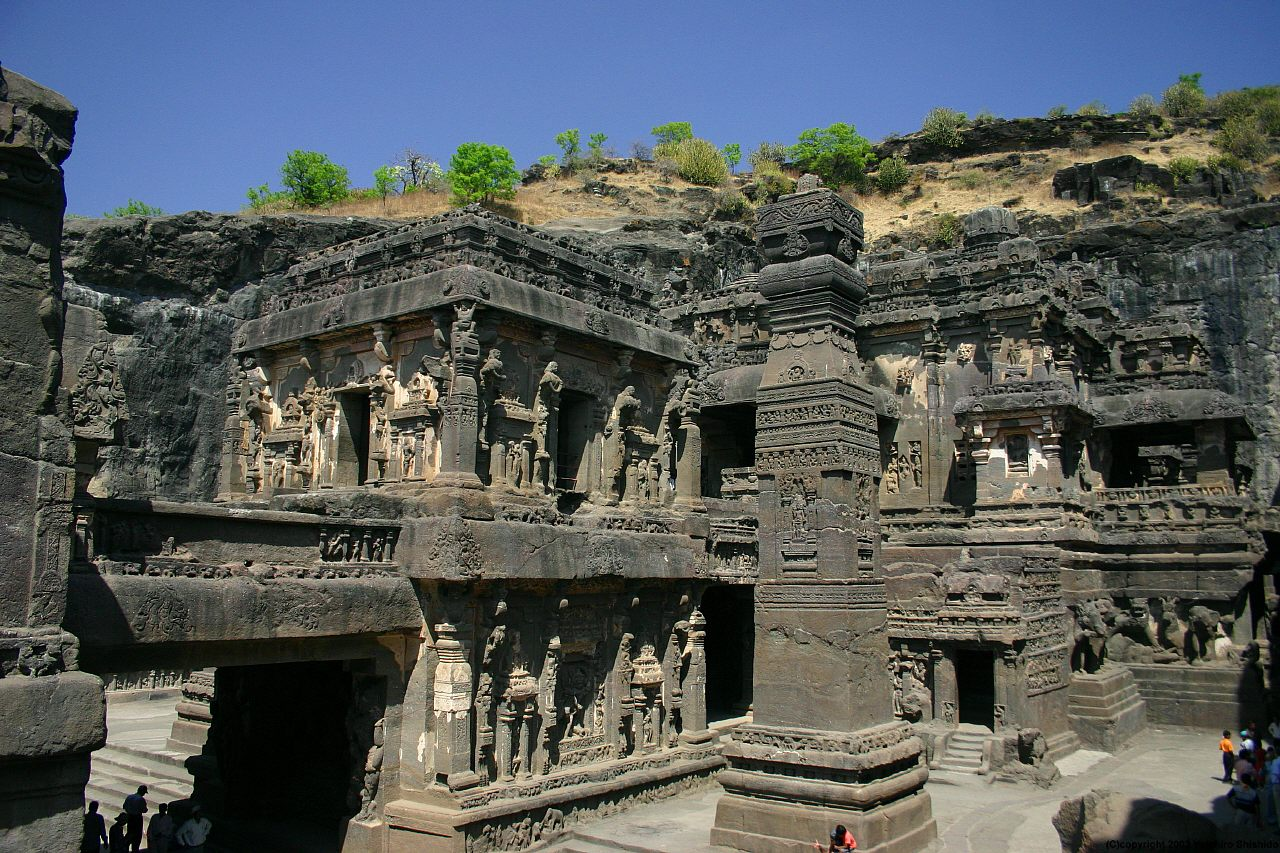
Templo de Kailāsanātha, Ellorā (750-850).

Ellorā es uno de los mejores ejemplos de arquitectura y escultura hindú: el Templo de Kailāsanātha (750-850), dedicado a Sivá, está excavado en roca volcánica, con un amplio patio de casi cien metros de largo, con edificios de dos plantas y grandes columnas exentas. Está cubierto en su exterior e interior por relieves de figuras humanas en diversas posiciones y actitudes, desde las prácticas sexuales hasta la lucha, el baile, la meditación o, incluso, figuras que parecen volar. También aparecen algunos elefantes de tamaño natural. La escena principal, de casi cuatro metros de altura, muestra a los dioses Sivá y Parvati en lo alto de una montaña, que es zarandeada por Rāvaṇa, un demonio de múltiples brazos y cabezas. El templo principal está dedicado nuevamente al lingam, situado en el sancta sanctorum del templo. En este templo habitaron tanto monjes budistas como brahmanes hinduistas, claro ejemplo de la pacífica convivencia de estas religiones.
El templo de Elephanta se sitúa en una pequeña isla de la bahía de Bombay. Su nombre proviene de la escultura de un elefante en el acceso al templo, y se lo dieron los portugueses en 1712. Este templo resalta por sus magníficos altorrelieves, especialmente un enorme busto de Sivá Majadeva (siglo VI), de seis metros de altura, representado con tres cabezas (trimurti), una masculina, otra femenina y otra andrógina, que simbolizan los principios destructivo y constructivo y la esencia divina o Absoluto. Pero su capilla principal está dedicada al lingam, el símbolo sexual masculino, principal atributo de Sivá, representado con un cilindro monolítico.

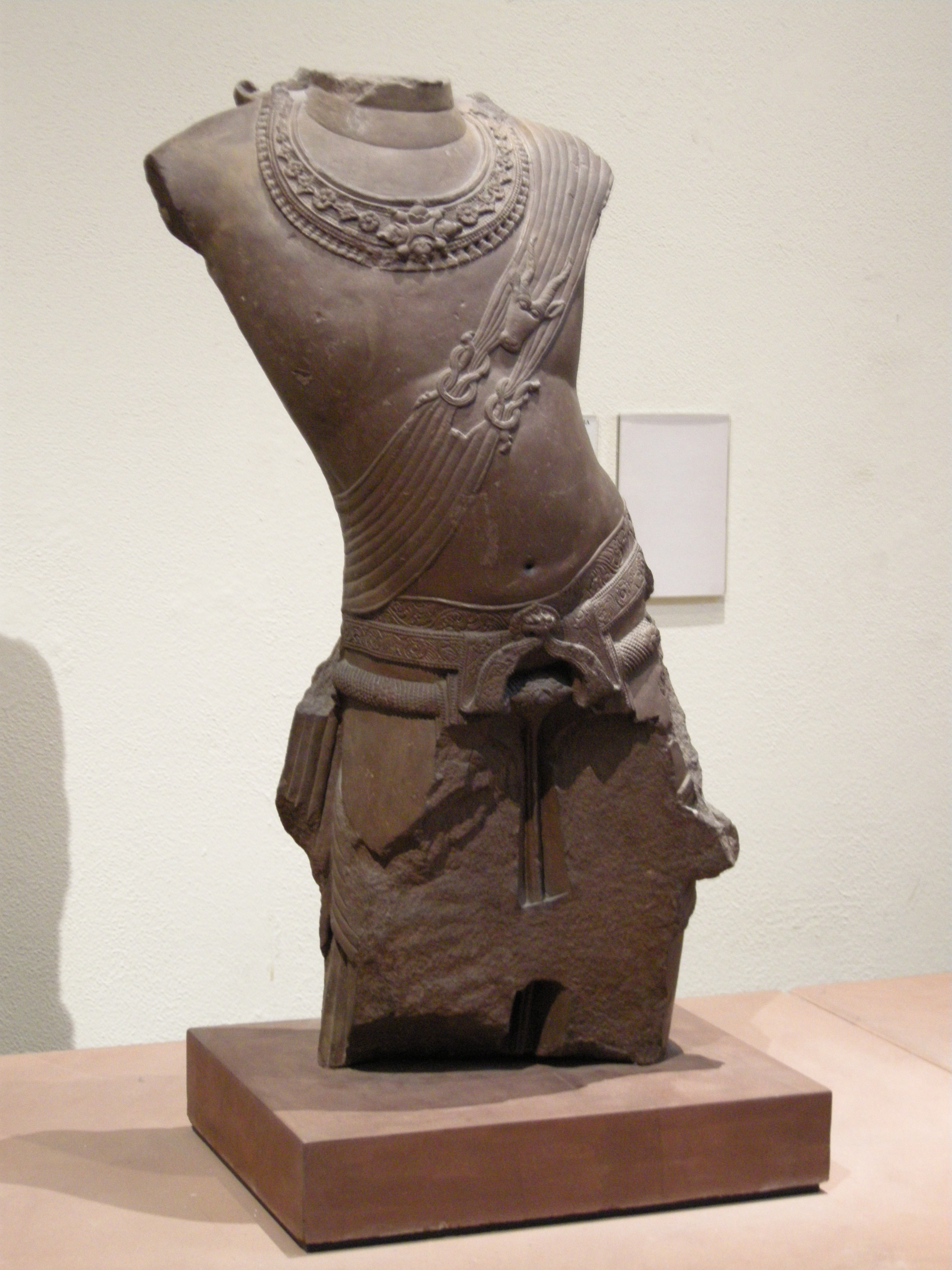
Torso de bodhisattva procedente de Sānchī.

La escultura de esta época es serena y equilibrada, siendo representado Buda de forma idealizada y con una dulzura y espiritualidad procedentes del estilo de Mathurā. La principal representación continuó siendo la de Buda sentado en el trono, en actitud de meditación, con las piernas cruzadas en postura de yoga y las manos en las distintas posiciones o mudrās ―que constituyen un esotérico lenguaje de signos―, como el magnífico Buda Maestro procedente de Sārnāth (siglo V). En general, la escultura se caracterizó por la suavidad de las líneas, la perfección de los rostros, que denotan una belleza ideal pero de un tono algo místico, y un ligero movimiento tipo tribhaṅga que traslucía a la vez sensualidad y espiritualidad, tan característico de la escultura india, como se vislumbra en el Torso de bodhisattva procedente de Sānchī (siglo V), que junto a la tersura de la piel manifiesta una gran precisión en las joyas y los ropajes. En el templo de Dashavatara en Deogarh se destaca un relieve de Viṣṇu Anantasayin (siglo V), que aparece dormido sobre la serpiente Ananta, junto a otros dioses como Lakshmi, Brahmá, Indra y Sivá, relatando las manifestaciones o avatares de los dioses hindúes descritas en la Bhagavad-gītā.
El arte gupta se extendió por casi todo el Decán, generando una serie de estilos que se suelen denominar «posgupta»: los chalukias lo emplearon en los templos de Pattadakal, Aihole y Bādāmī (550-750), y los palavas lo pusieron de manifiesto en su complejo arquitectónico-escultórico de Mahabalipuram. En Mahabalipuram (Patrimonio de la Humanidad en 1984) destaca un gran relieve del Descenso del Ganges, de 27 metros de longitud por 9 de altura, realizado sobre una roca de granito. Consta de más de 100 figuras de dioses, humanos y animales, destacando unos elefantes de tamaño natural. En esta localidad se tallaron también tres grandes rocas en forma de elefante, león y toro, así como cinco templos monolíticos de granito en forma de carros (Pancha Ratha: ‘cinco carros’), con relieves con figuras humanas o de animales.
En Bengala, las dinastías Pala y Sena continuaron la tradición gupta, aunque con una mayor majestuosidad y una expresión más impersonal. El estupa estilo Pala, de cúpula en forma de bulbo, se transmitió al Nepal y el sudeste asiático, principalmente Tailandia, Birmania y Camboya.

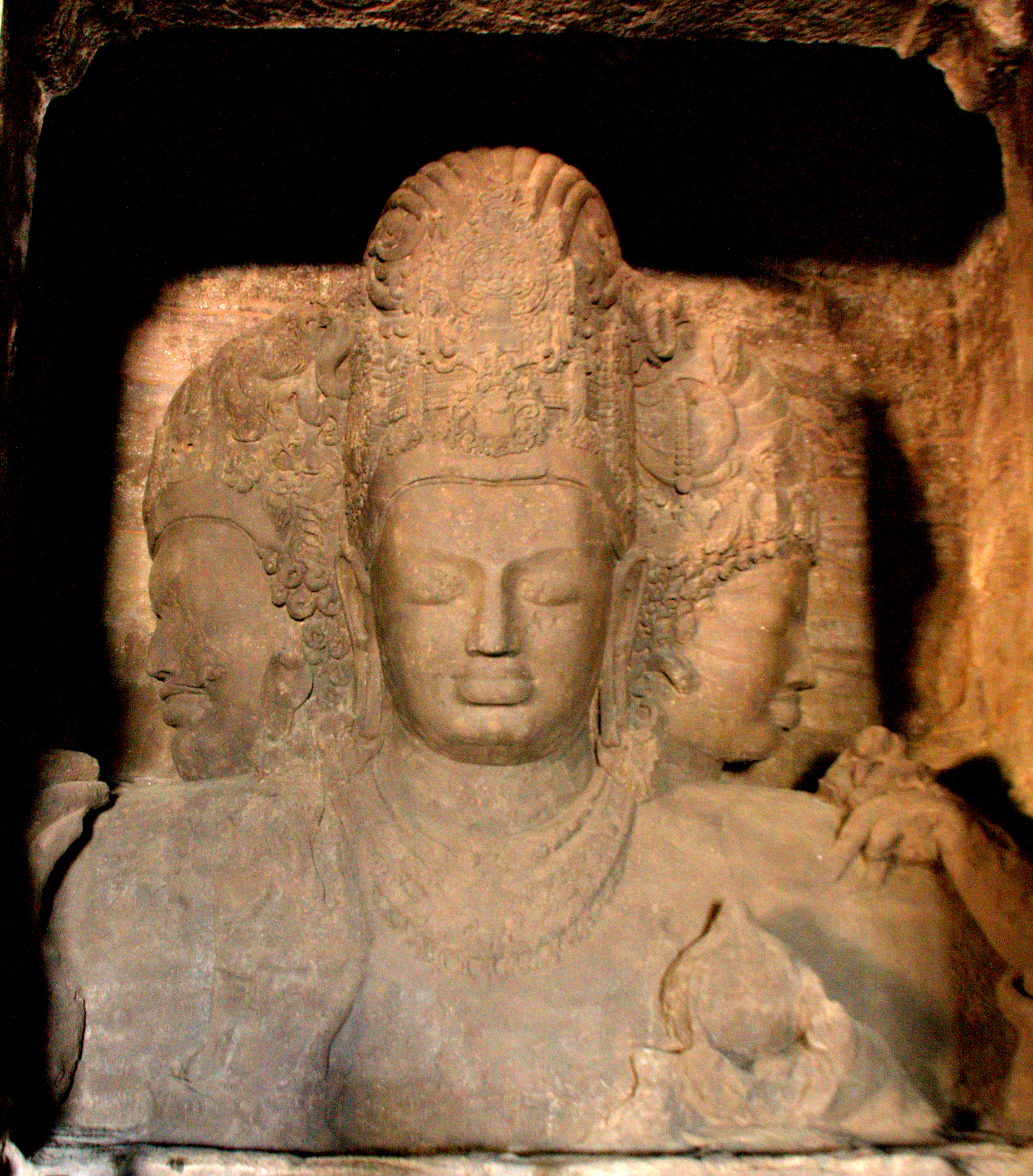
Busto de Sivá Mahādeva con tres cabezas (trimurti), templo de Elephanta (siglo VI).
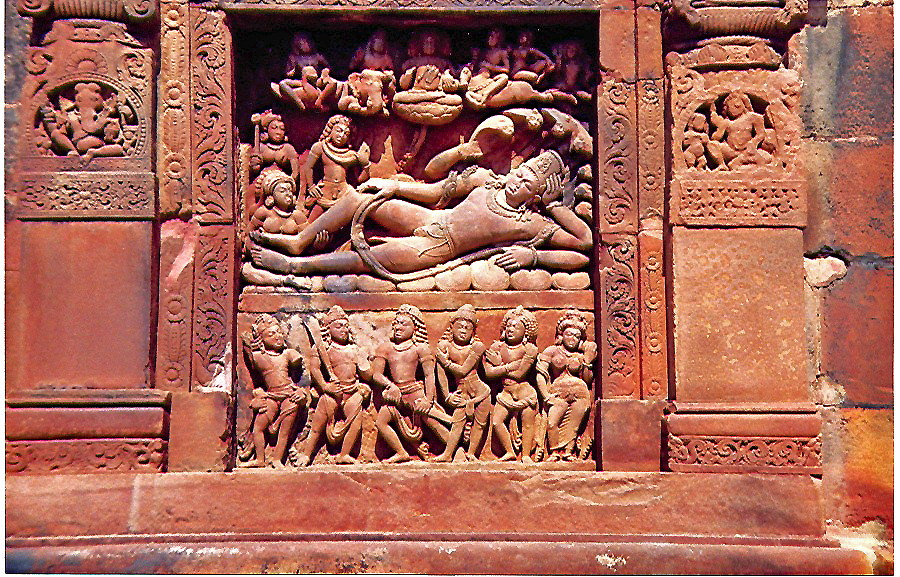
Relieve de Viṣṇu Anantasayin, templo de Dashavatara en Deogarh (siglo V).
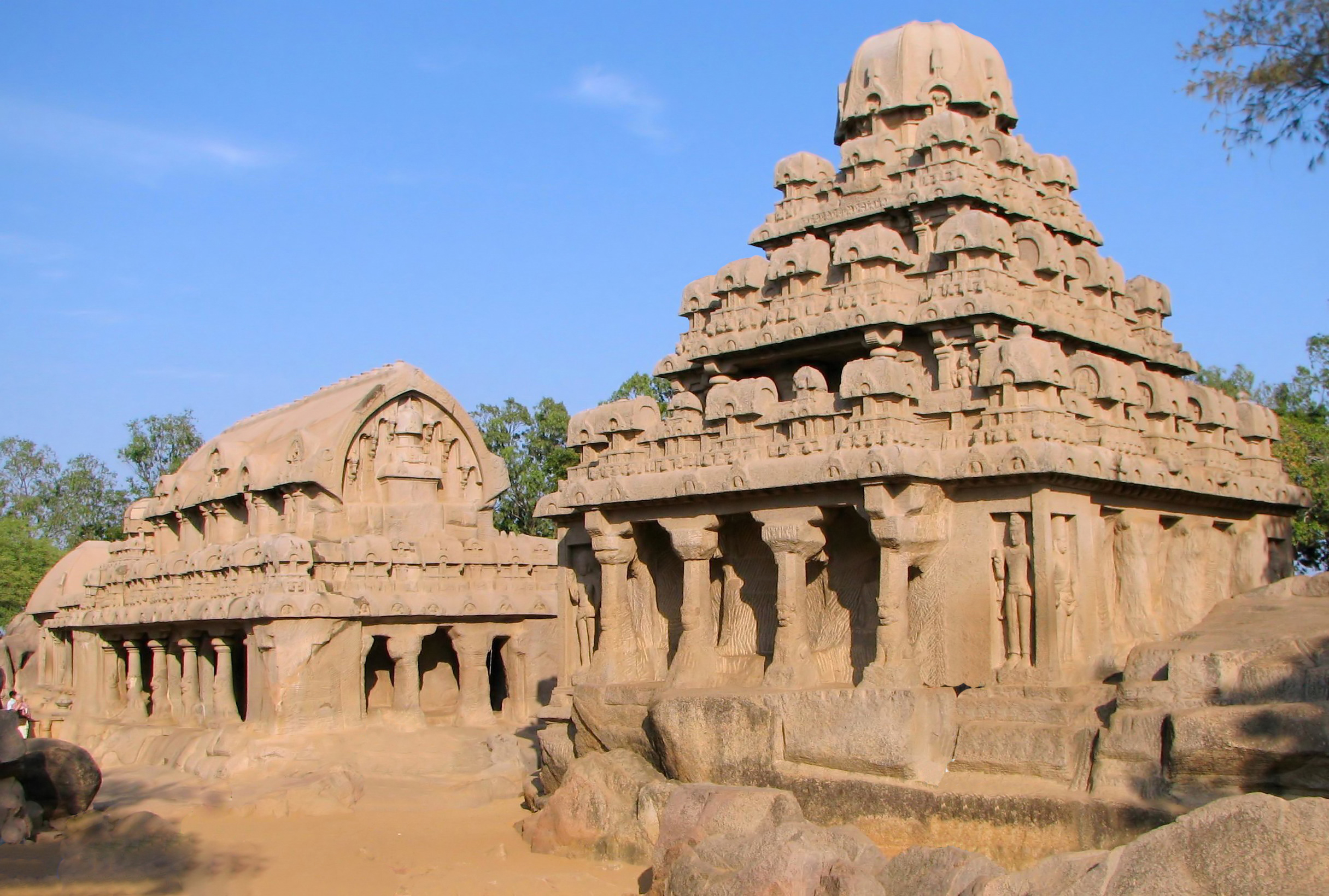
Pancha Rathas («Cinco Carros»), templos monolíticos de Mahābalipuram.
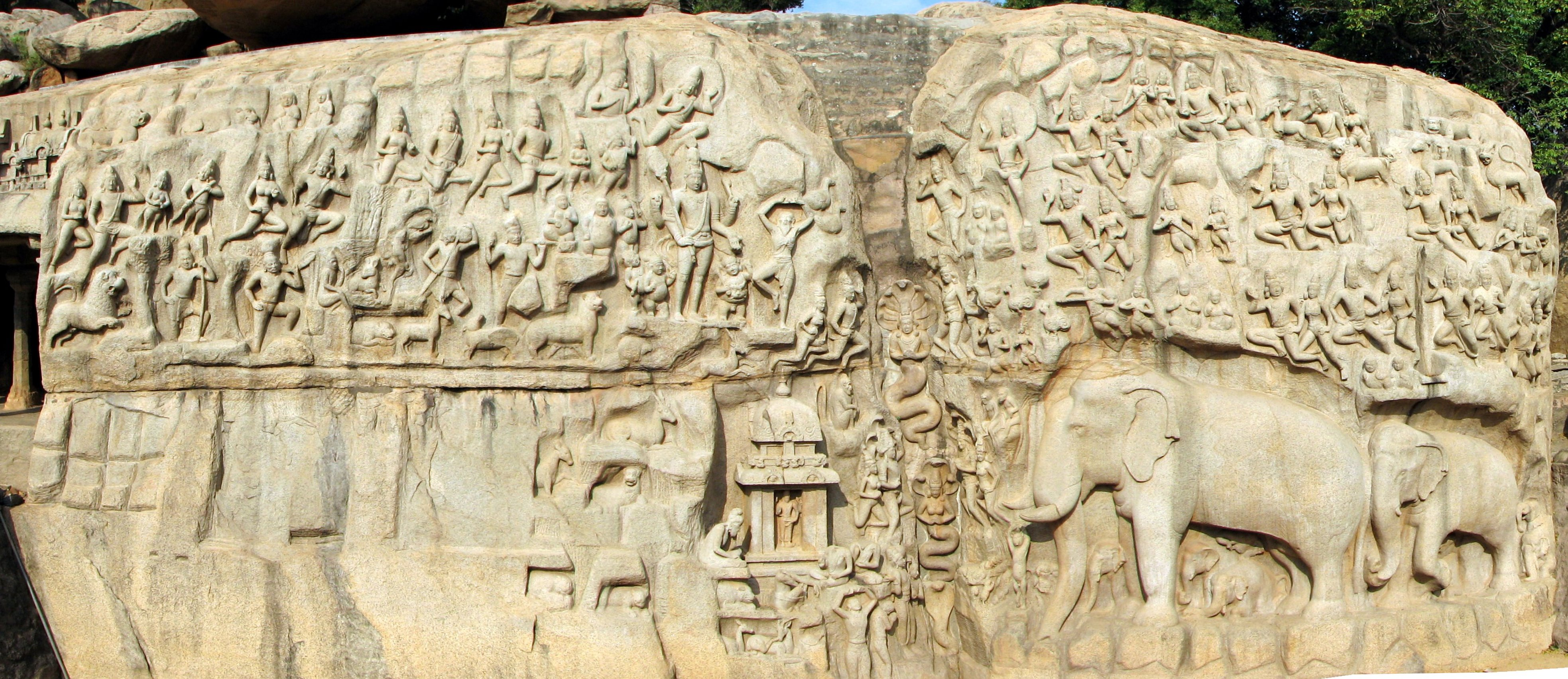
Descenso del Ganges, Mahābalipuram.

### Arte hindú (siglos VIII-XIII)

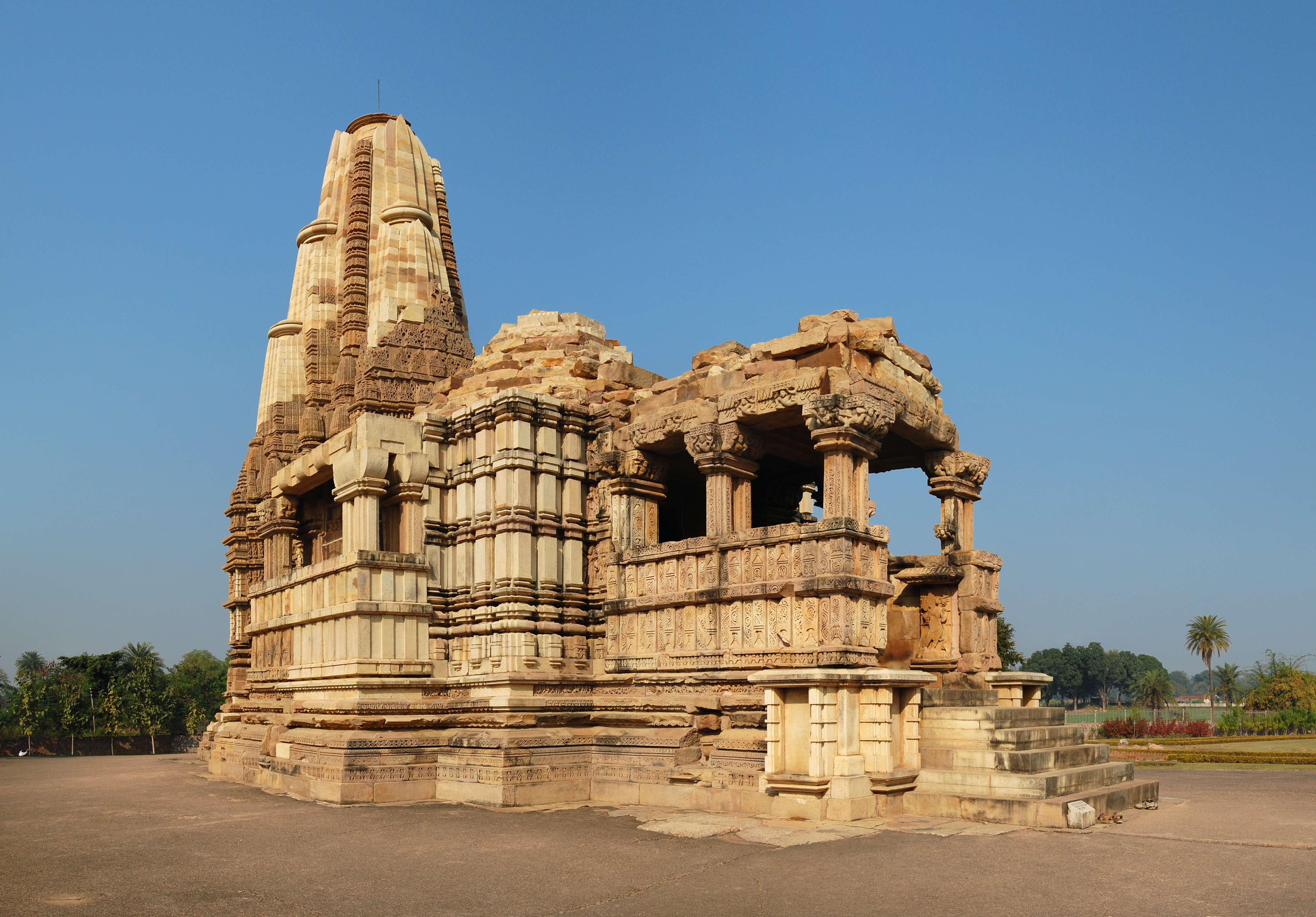
Templo de Khajurāho.

Tras la invasión de los hunos blancos o eftalitas, la India nuevamente se resquebrajó en pequeños reinos que lucharon continuamente entre ellos. En el norte y oeste de la India se establecieron los rājput («hijo de rey»), clanes guerreros que formaron diversas dinastías (Raṣṭrakuṭa, Pratihara, Solanki, Chandella) que crearon diversos estilos artísticos que sobrevivieron hasta la época mogol. El budismo perdió fuerza frente al hinduismo, que se reinstauró como religión nacional. Durante este periodo pervivieron los estilos anteriores, acentuando las formas brahmánicas. Se construyeron numerosos templos gracias a donaciones de los reyes terratenientes, que además del templo poseían grandes extensiones de tierra, favoreciendo un sistema social de tipo feudal. La arquitectura de esta época se divide en dos tipologías: «el edificio cubierto y la pirámide», característico del arte drávida (vimāna de Tanjore, siglo XI, dinastía Chola; Chidambaram, siglos XIII-XIV, dinastía Pāṇḍya); y «el edificio con tejado curvilíneo» (templos de Gujarāt y Kāṭhiāwār).
Los templos hindúes (nagara) se solían construir alrededor de antiguas capillas sacerdotales que custodiaban imágenes de dioses o símbolos sexuales (lingam y ioni), sobre las que se construía un edificio circular para la deambulación sagrada, quedando las capillas como garbha-griha («cámara matriz»). Delante se extendía un porche o terraza con diversas salas (mandapa), y dominaba el conjunto la torre o śikhara, que proyecta el templo hacia arriba (nuevamente la torre vertical como elemento masculino sobre el garbha-griha como elemento femenino). Generalmente la planta del edificio se situaba en posición este-oeste, siguiendo el movimiento del sol, y su construcción se planificaba según estudios astrológicos. Las medidas seguían una cuidadosa escala de proporciones, emulando la estructura del universo. Utilizaban un sistema adintelado y, aunque conocían el arco y la bóveda, no lo empleaban ―no serían elementos típicos en la India hasta la llegada de los musulmanes―. La decoración escultórica se situaba preferentemente en el exterior, mientras que el interior solía ser oscuro para no desviar la atención del culto sagrado.

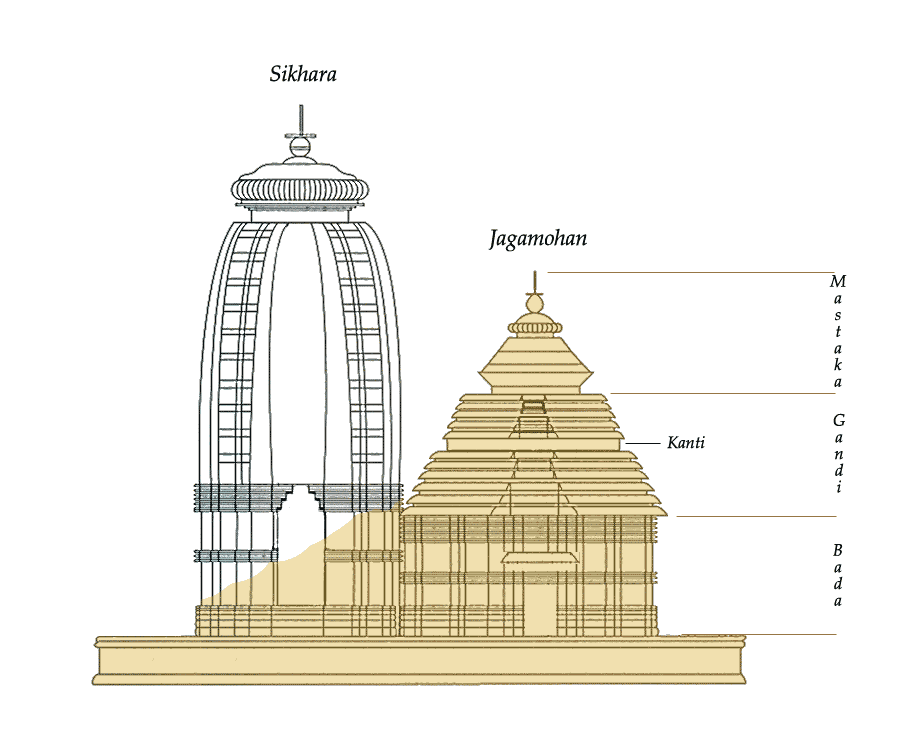
Sección del Templo de Sūrya en Koṇārak, que muestra la forma de un sikhara.

Se desarrollaron cuatro estilos principales de nagara: el de Orissā, construidos en arenisca roja, con volúmenes yuxtapuestos comunicados por un estrecho pasillo (templo de Liṅgarāja en Bhubaneshwar, Templo de Sūrya en Koṇārak); el de Bundelkhand, en arenisca cremosa, con salas constituidas de multitud de columnas y pilares (templo de Khajurāho); el de Rājpūtānā, con grandes salas (natyamandapa) destinadas a ceremonias cortesanas y danzas sagradas (templo de Chaturbhuja en Gwālior); y el de Gujarāt, con una magnífica escultura de mármol translúcido (templos del Monte Ābū).
Entre los siglos X-XI se produjo el arte de Khajurāho (Madhya Pradesh), capital religiosa de los Chandella, una dinastía que gobernó esta parte de la India entre los siglos X y XII. Está considerado el máximo exponente del arte indoario por la elegancia de sus templos y la escultura que los adorna. Originalmente había unos 80 templos de los que quedan 22 en buen estado de conservación. Toda la zona ocupa un área total de 21 km². Destaca el templo de Khandariya Majadeva (hacia el año 1000), construido sobre una plataforma que dirige al porche, con el santuario y el sikhara al fondo. En particular, la escultura de esta época fue de una gran calidad, en ciclos de temas legendarios, mitológicos y eróticos. Este templo es uno de los que más profusamente representó escenas del erotismo tántrico, con diversos grupos (mithunas) dispuestos en frisos (kāma-bandha) desarrollando diversas posturas eróticas. El conjunto de Khajurāho fue declarado Patrimonio de la Humanidad en 1986.
El templo de Liṅgarāja en Bhubaneśvara (1100) está dedicado a Sivá. Es un conjunto de varios edificios donde descuella el sikhara, en forma de torre maciza que se va curvando con la altura, culminando en un pináculo con un disco de piedra (amalaka) y un vaso ornamental (kalasa). Las paredes exteriores están decoradas con esculturas, mientras que la celda interior contiene un lingam en forma de bloque de granito sobre el ioni. Es de remarcar que el śikhara está decorado exteriormente con relieves en miniatura del propio śikhara, ejemplo de la fascinación que los hindúes tenían por los números y la multiplicación de elementos.

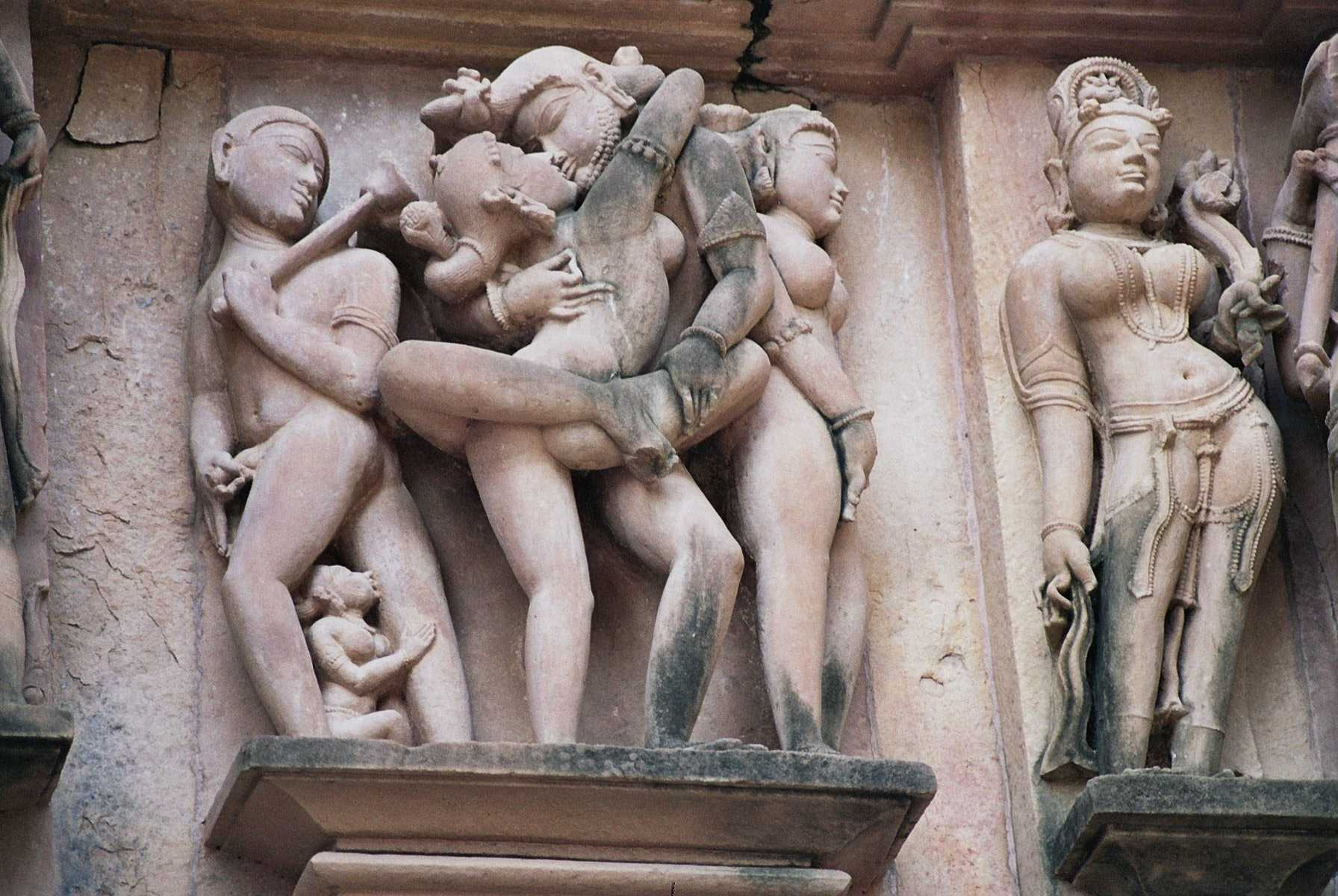
Mithuna o escena erótica del templo de Khajurāho.

El Templo de Sūrya (dios del sol) en Koṇārak (1240-1258) es un magnífico ejemplo de la arquitectura de la época, aunque desgraciadamente solo se conserva la mandapa, habiéndose perdido toda la estructura superior. Se construyó con forma de carro, con caballos esculpidos y ruedas en la base del templo. Fue declarado Patrimonio de la Humanidad en 1984. Otro exponente es el templo de Keśava en Somnathpur (1268), construido al contrario que la mayoría en un formato horizontal, con tres santuarios en forma de estrella y una mandapa rectangular, con una profusa decoración escultórica. También cabe destacar los Grandes templos vivientes Chola (siglos XI-XII), entre los que se encuentran el Templo Brihadiśvara en Thanjavur, el Templo de Gangaikondacholisvaram y el Templo Airavateśvara en Darasuram.
La escultura de esta época siguió desarrollándose en los relieves de los templos, en figuras aisladas o escenas narrativas, generalmente sobre los ciclos mitológicos hindúes, aunque abundaron las escenas eróticas, en posturas sexualmente explícitas, sobre todo en Khajurāho y Koṇārak. Estas escenas se suelen relacionar con el Tantra, así como el Kāma Sūtra, aunque el sexo siempre ha estado ligado a la religión hindú como vehículo de ascensión espiritual. Junto a la escultura en piedra se desarrolló la realizada en bronce, especialmente en Bengala y Bihār (de tema budista) y Tamil Nadu (de tema hindú). También se desarrolló la escultura exenta, igualmente en bronce, distinguiéndose las representaciones de Sivá Naṭarāja (Sivá, rey de la danza), especialmente en Tamil Nadu bajo la dinastía Chola (siglos IX-XIII). Se suele representar con cuatro brazos y largos cabellos, un tambor en una mano (el sonido como elemento creativo) y una llama en otra (el fuego como elemento destructivo), y rodeado de un anillo de llamas que simboliza el proceso vital del universo. Otra notable realización de esta época fue la estatua de Gomateśvara (978-993), una imponente figura de 17 metros de altura que representa al gran maestro jainí Bahubali.

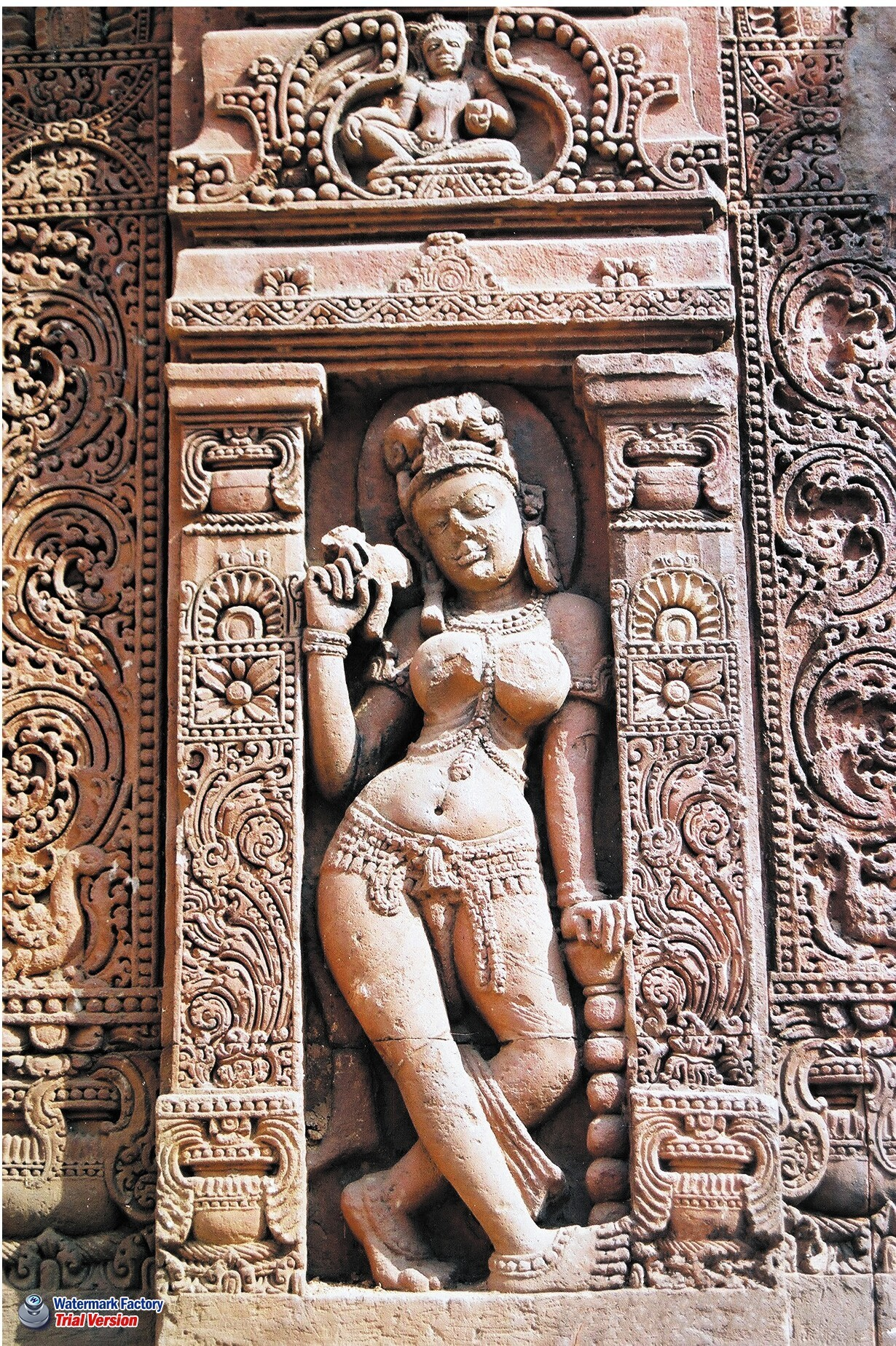
Figura de yakṣī del templo de Liṅgarāja en Bhubaneśvara.
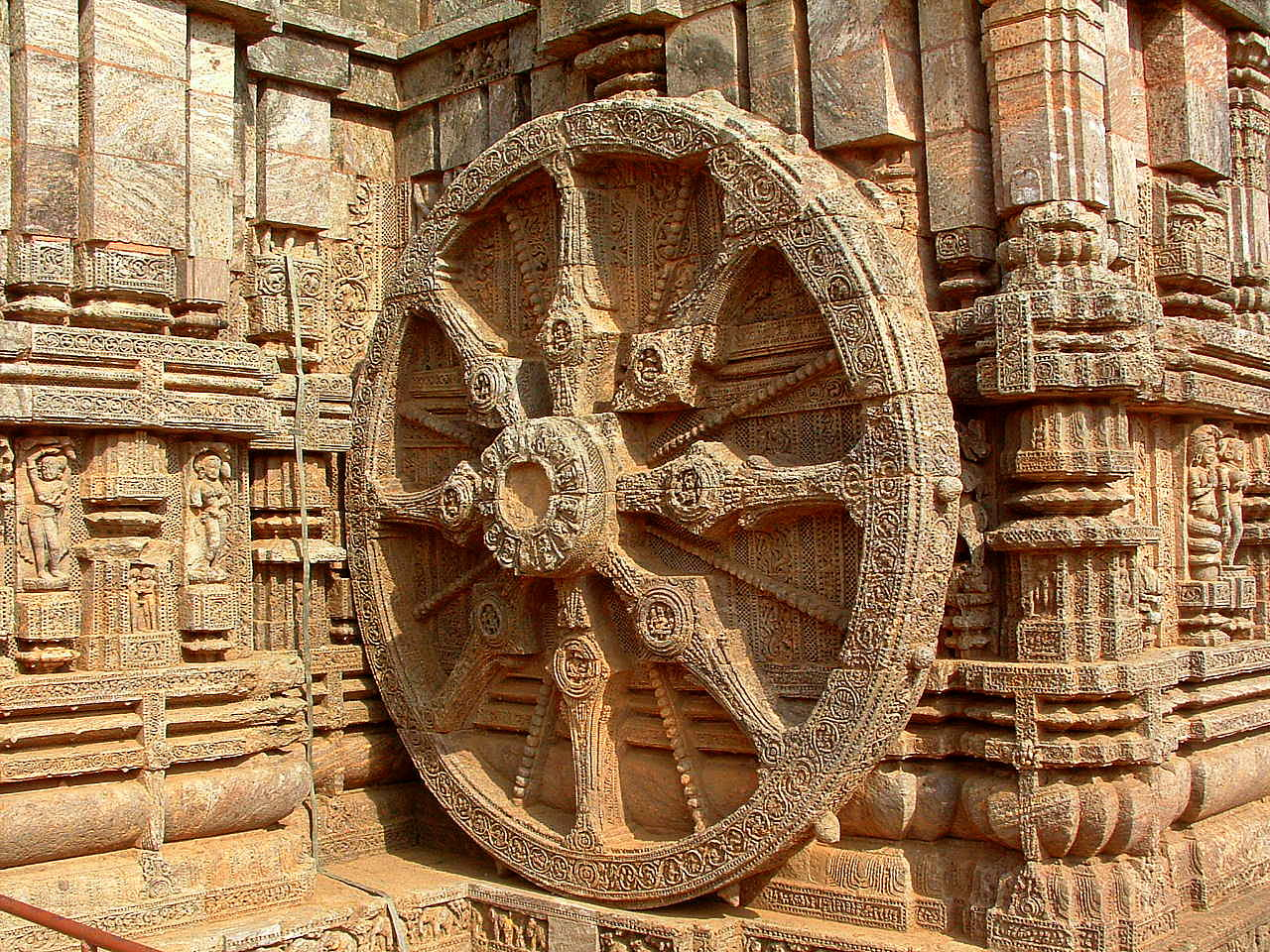
Una de las ruedas escultóricas del Templo de Sūrya en Koṇārak.
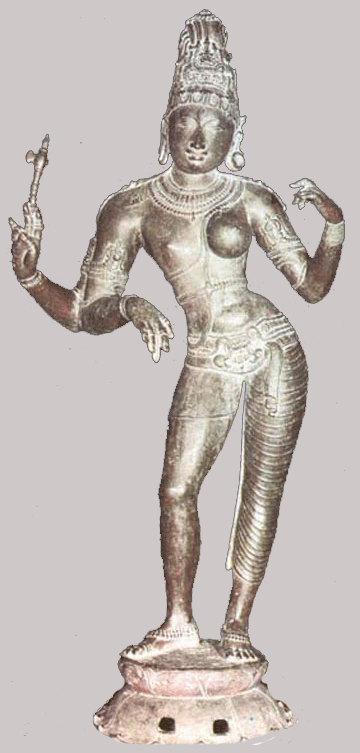
Bronce de la dinastía Chola: el dios Sivá en la forma de Ardhanarīśvara (mitad Sivá, mitad Parvati, su mujer).
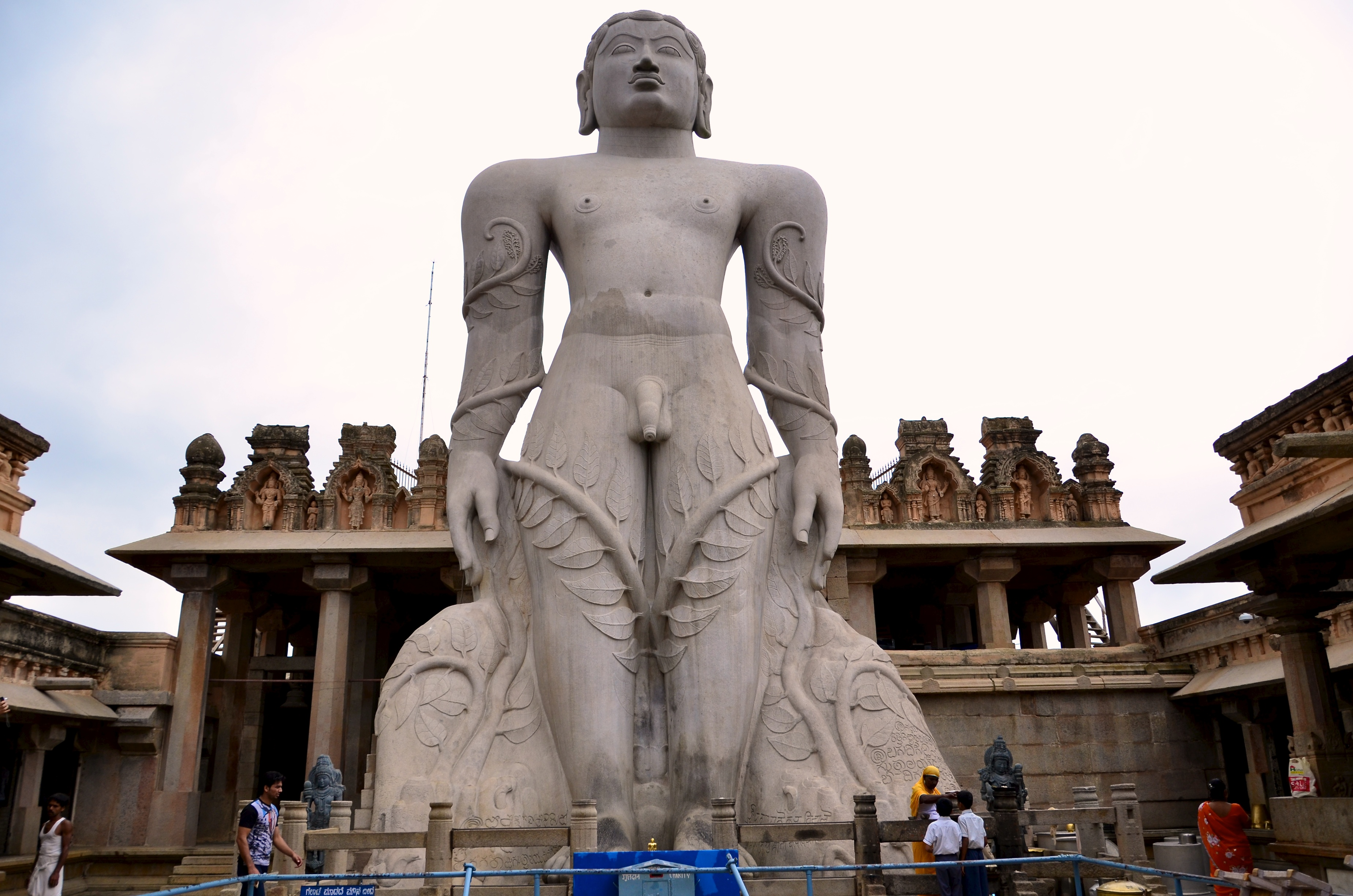
Estatua de Gomateśvara (978-993).

### Arte islámico (siglos XIII-XVIII)

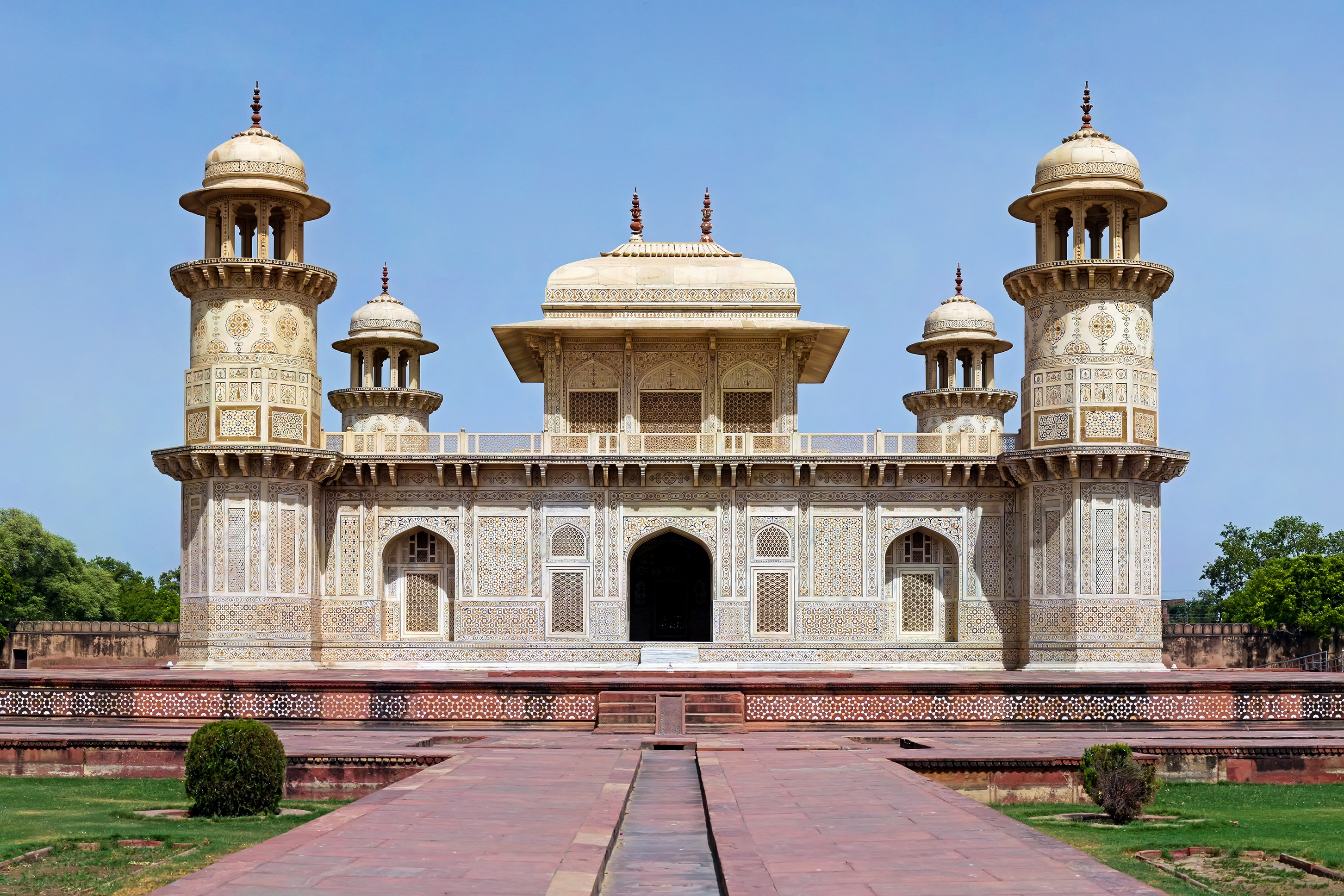
Mausoleo de Itimad-Ud-Daulah, Agra (1622-1628).

La invasión islámica provocó una gran convulsión en la sociedad india y, por tanto, en su arte. La devastación llevada a cabo por los musulmanes provocó la extinción del budismo en la India. Tras una sucesión de diversas dinastías (gaznawíes, guríes, dinastía de los esclavos, tugluquíes, dinastía Khilji), se formó el Imperio mogol, que reunificó la India. A las formas tradicionales se añadieron elementos característicos del arte islámico, especialmente en arquitectura con la incorporación del arco, la cúpula y la bóveda, y la utilización del mortero de cal. También se introdujeron nuevas tipologías como la mezquita, y un tipo de decoración basado en el mosaico y la caligrafía, así como incrustaciones de motivos florales y dibujos realizados con teselas de distintos tipos de piedra. La arquitectura islámica introdujo una nueva concepción lineal y de ordenación del espacio. Se utilizaron preferentemente materiales autóctonos, como el mármol blanco y la arenisca roja.
La mezquita india (masjid) suele constar de tres naves (liwan) destinadas a la oración, paralelas a la qibla, muro orientado al oeste (hacia La Meca) donde se encuentra el mihrab y el minbar. La nave central presenta de tres a cinco bóvedas dispuestas longitudinalmente, decoradas con mukarna, un tipo de decoración en forma de estalactitas. También contiene un gran patio (sahn) con un estanque de abluciones (hauz), a veces porticado para servir de madraza. En las esquinas se hallan los minaretes, y también puede incluir un claustro (riwaq). Los principales ejemplos son: en el Sultanato de Delhi, la mezquita Arhai-din ka Jhumpra Masjid en Ajmer (1210), y la Qila-i-Kohna Masjid en la Purana Qila de Humāyūn (1541); en los sultanatos provinciales, la Atala Masjid en Jaunpur (1408) y la Jama Masjid en Ahmedābād (1423); y en el Imperio Mogol, la Moti Masjid en el Fuerte Rojo de Agra (1646), la Jama Masjid en Delhi (1644-1658) y la Badshahi Masjid en Lahore (1674).
En la mezquita de Quwwat ul-Islam (Delhi) se destaca el Qutab Minar (Torre de la Victoria), el alminar más alto del mundo (72 metros), construido entre 1194 y 1199 por Quṭb ad-Dīn Aybak, fundador de la dinastía de los Esclavos. Es una estructura troncocónica de planta polilobulada mixtilínea, dividida en cinco pisos con terrazas sobre mocárabes, los tres primeros en arenisca roja y los otros dos en mármol blanco, con una decoración epigráfica dispuesta en franjas. El conjunto incluye el Pilar de hierro, columna de siete metros de altura forjada en hierro en el reinado de Chandragupta II (375-413) alrededor de la cual se construyó la mezquita, y que tiene la particularidad de que, pese a su antigüedad, no presenta ningún tipo de corrosión. En 1993 fue declarado Patrimonio de la Humanidad.

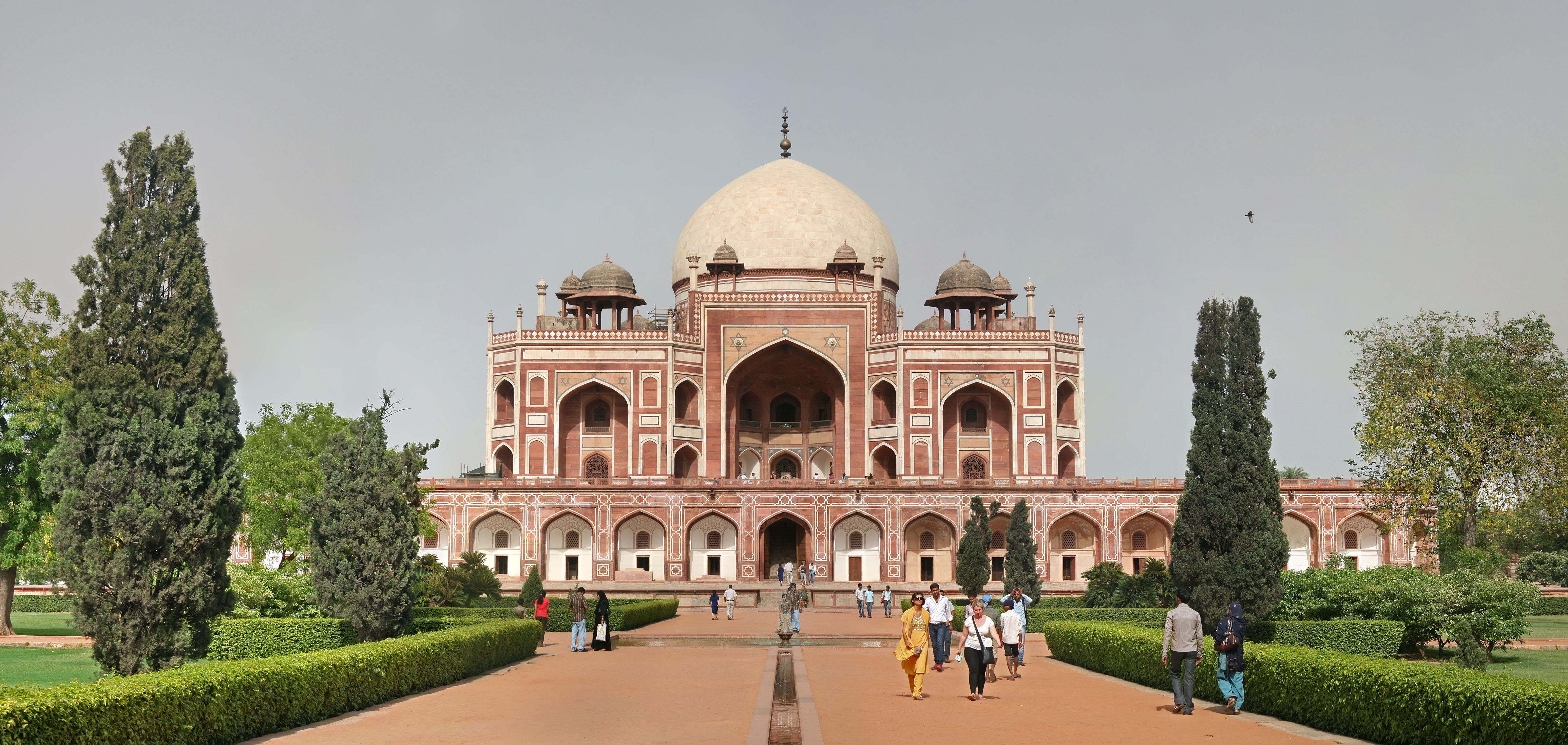
Mausoleo de Humāyūn (1574).

La arquitectura mogol fue la más prolífica y esplendorosa del arte islámico en la India. Una de sus primeras manifestaciones fue la mezquita Babri Masjid (Ayodhya), construida por el primer soberano mogol, Bābur. El Fuerte Rojo (Lal Qila) de Agra (1565-1573) fue construido por el emperador Akbar en arenisca roja ―de ahí el nombre―, como un palacio amurallado que sirvió de corte y centro de gobierno de todos los emperadores mogoles. De su monumental conjunto sobresalen la puerta Amar Singh, el palacio Jahangiri Majal y el Khas Majal, exquisito salón de mármol blanco con techos bellamente pintados. El Mausoleo de Humāyūn (1574) está construido con arenisca roja a la que se añadieron detalles decorativos elaborados en mármol blanco y negro. Su estructura es octogonal y los techos están profusamente decorados con pinturas. Fue declarado Patrimonio de la Humanidad en 1993.
Fatehpur Sīkrī fue un complejo palaciego construido entre 1571-1585 cerca de Agra por el emperador Akbar, como sede de la corte. En un recinto amurallado de seis kilómetros de perímetro se levantaron diversos edificios de arenisca roja, distinguiéndose el Diwan-i khas, edificio cúbico donde el emperador recibía a los visitantes; el Anup Talao («estanque insuperable»), un jardín persa tipo chahar bagh (jardín cuádruple); la Ibadat Khana (casa de oración); y la zona del harén, que consta de varios palacios, como el Panch Mahal (pabellón de recreo), el Birbal Mahal (dúplex de la reina), el Jodh Bai Hawa Mahal (palacio de los vientos) y el Sunahra-Mariam (pabellón de la reina madre). El complejo incluye la mezquita Jama Masjid, que se distingue por su gumbaz (mausoleo) de mármol blanco calado de jalis (celosías de piedra).
El Mausoleo de Itimad-Ud-Daulah, en Agra (1622-1628), representa la transición entre la arquitectura mogol primitiva ―que utilizaba sobre todo arenisca roja― y un nuevo periodo caracterizado por la utilización de mármol blanco, y que cristalizaría en el Taj Mahal. Este edificio se construyó por encargo de Nur Jahan, esposa de Jahāngīr, para enterrar a su padre, Mirza Ghiyas Beg, a quien se le había concedido el título de Itimâd-ud-Daulâ («pilar del estado»). Los muros están construidos en mármol con incrustaciones de piedras preciosas, sobre todo topacio, ónice y lapislázuli. Los dibujos siguen el estilo decorativo persa y representan dibujos geométricos, jarrones de flores o plantas ornamentales.

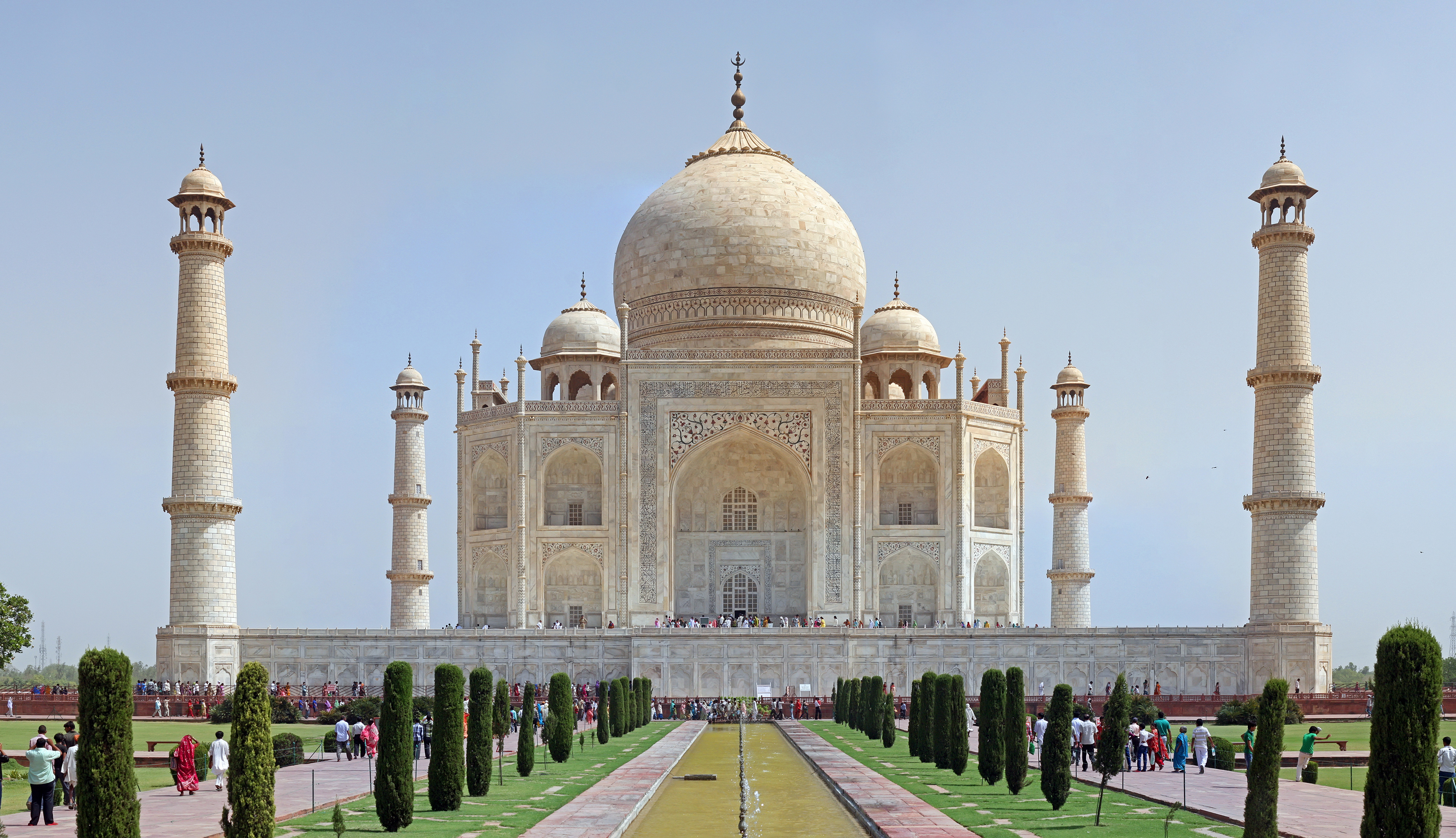
El Taj Mahal, Agra (1632-1654).

El Taj Mahal (Agra, 1632-1654) es la obra maestra del arte mogol. Fue mandado construir por el emperador Šāh Ŷahān en memoria de su esposa fallecida, Mumtaz Mahal. Es un mausoleo de mármol blanco, construido sobre una plataforma de siete metros que eleva el conjunto del suelo, y flanqueado de cuatro minaretes. La fachada presenta un arco de entrada tipo iwan persa, con varios más pequeños en los laterales. La sala interior tiene planta octogonal, coronada por una enorme cúpula flanqueada de otras dos más pequeñas, de forma bulbosa. Es uno de los edificios más conocidos del mundo, con una sutil belleza presente en la armonía de las proporciones y en el exquisito gusto de su decoración de incrustaciones con motivos florales y geométricos. Frente al edificio figura un jardín persa tipo chahar bagh con cuatro canales de agua que se entrecruzan, simbolizando los cuatro ríos del Paraíso (agua, leche, vino y miel), y que ofrecen una hermosa imagen con el edificio al fondo. En 2007 fue nombrado una de las Nuevas Siete Maravillas del Mundo Moderno.
Por último, el Fuerte Rojo (Lal-Qila) de Delhi fue construido por orden de Šāh Ŷahān entre 1639 y 1648. Es un recinto amurallado construido de arenisca roja, que alberga una serie de dependencias y palacios donde se destacan: el Naqqar Khana (casa del tambor), puerta principal de entrada al recinto; el Diwan-i-Am, pabellón destinado a las audiencias públicas; el Shah Burj, torre de forma octogonal y altura de tres pisos, donde se situaban los despachos privados del emperador; el Diwan-i-Khas, la sala de audiencias privadas en la que se encontraba el Trono del Pavo real; y la Moti Masjid («Mezquita de la Perla»). Fue declarado Patrimonio de la Humanidad en 2007.
También se desarrollaron la jardinería y la miniatura, ambas de influencia persa, y adquirieron gran relevancia las artes textiles y las joyas engarzadas (como el Trono de Aurangzeb). La jardinería siguió el concepto persa del jardín como paraíso utópico, con un conjunto de árboles, plantas y flores dispuestos de forma geométrica alrededor de un estanque.

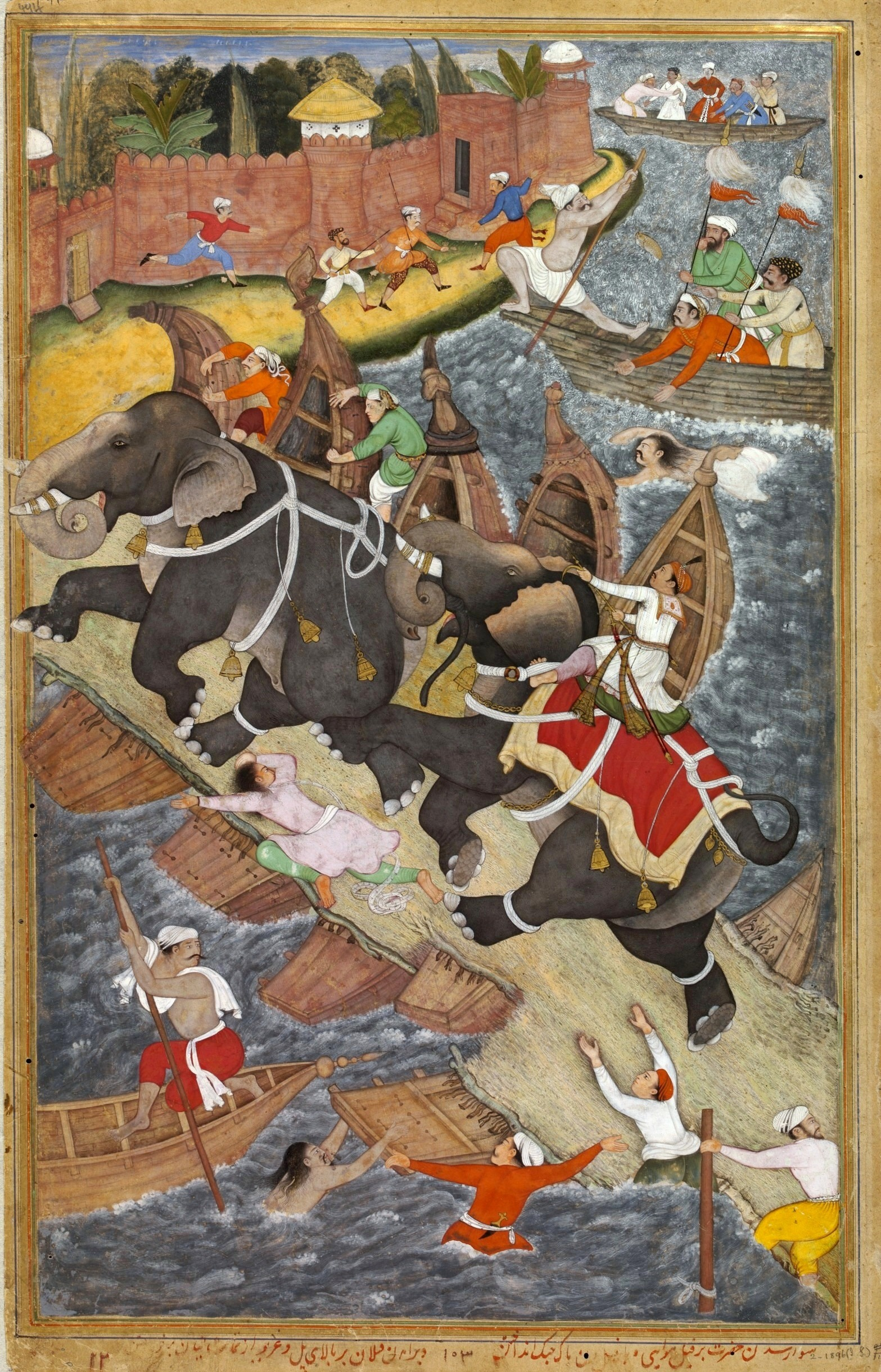
Akbar domina Hawa'i (1590), de Basawan, Victoria and Albert Museum, Londres.

La miniatura se desarrolló en libros lujosamente decorados, que eran considerados objetos de gran valor, generalmente en temática histórica, biográfica y cortesana. Por lo general se dibujaba sobre el papel con grafito o con tinta, se recubría con una capa de pintura blanca translúcida, y se aplicaba la pintura, confeccionada con pigmentos vegetales o minerales mezclados con aglutinante o goma arábiga. Uno de los mejores miniaturistas fue Basawan, creador del estilo clásico de la miniatura mogol, de corte narrativo, como muestran sus ilustraciones de la vida de Akbar escrita por Abu'l Fazl (hacia 1590-1605). Akbar (1556-1605) fue un gran mecenas de la miniatura, especialmente de crónicas e historias ilustradas, algunas de gran tamaño, como las 1400 ilustraciones del Hamzanama (Historias de Hamza), que tenían una superficie de 115 cm². Más adelante, bajo el reinado del sucesor de Akbar, Jahāngīr (1605-1627), se desarrolló el retrato, descollando la figura de Abu'l Hasan, que creó un estilo más refinado y aristocrático, de menor tamaño. También aparecieron entonces las escenas de género y la representación de animales y plantas, algunas realizadas de forma autónoma y no como ilustraciones de libros. En este género es conocido el nombre de la princesa Sahifa Banu, autora por ejemplo de un Retrato del shah Tahmasp, de principios del siglo XVII. Con Šāh Ŷahān (1627-1658) comenzó la decadencia de la miniatura, aunque se realizaron espléndidos retratos y escenas de género, destacando el pintor Sewa en Lahore. Aurangzeb (1658-1717) volvió al integrismo islamista, poniendo fin a la rica tradición miniaturista mogol.
El arte tradicional hindú pervivió en el sur del Decán, principalmente en el reino de Vijayanagar (siglos XV-XVI), donde resalta el templo de Tiruvengalanatha (1534), dedicado a Visnú, así como el Palacio del Loto, donde destacan las puertas de entrada con arcos lobulados. Se llegó a una síntesis entre las formas tradicionales indias y las islámicas, aprovechando elementos como las bóvedas y las cúpulas, las columnas y los balcones. Los templos de esta región eran grandes complejos de edificios donde predominan los gopuram, torres de entrada de gran altura y forma piramidal, que simbolizaban el Monte Meru ―el Olimpo hindú―, cubiertas con frisos superpuestos, con profusión de decoración escultórica realizada en estuco y brillantemente coloreada.

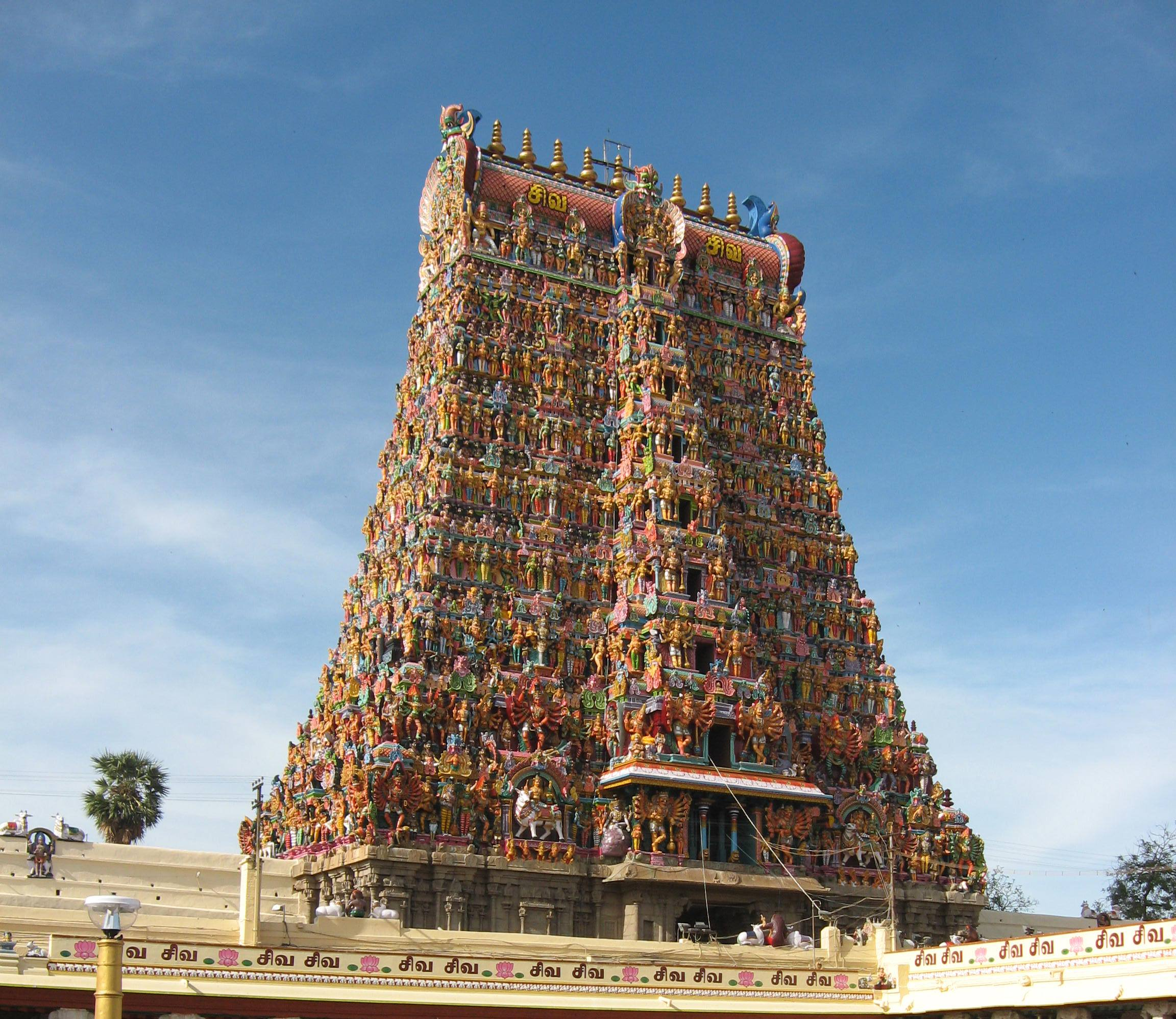
Gopuram del templo de Mīnākśī en Madurai.

Posteriormente es de destacar la ciudad-santuario de Madurai (dinastía Nāyyak, siglo XVII), consagrada a Mīnākśī (la diosa de «ojos como peces») y a Sivá Sundareśvara («el bello señor»). Está compuesta de cuatro grandes gopuram, decorados con estatuas polícromas de dioses hindúes. Los santuarios (vimāna) de los dos dioses están rodeados de una serie de corredores y salas hipóstilas (mandapa) con columnas esculpidas. Sobresale la Sajasra stambha mandapa (sala de las mil columnas), adornada con figuras de animales monstruosos (yali), actualmente un museo con una magnífica colección de bronces Chola y Vijayanagar.
La pintura se desarrolló sobre todo en la miniatura, género que adoptaron del arte islámico, sobre todo en el cromatismo y en la perspectiva. Al principio (siglo XV) era de colores nítidos pero no muy variados, con figuras sin relieve y rostros estilizados con grandes ojos. Surgieron dos principales escuelas: la rājasthāni, desarrollada en regiones como Mewar, Mālwa, Bundi, Jaipur y Kishangarh, caracterizada por formatos apaisados, composición estática y personajes representados de forma frontal; y la pahari, surgida en el siglo XVIII en el Panyab, en pequeños reinos como Guler y Kangra, con un estilo de gran sensibilidad y brillante colorido, en escenas cortesanas y caballerescas, principalmente del mito de Kriṣṇa.
En esta época floreció notablemente el arte textil, principalmente en seda y algodón. Se trabajaban unos 150 tipos distintos de algodón, con diversas modalidades regionales como la tela pintada del Deccán y la tela mezclada con algodón de Gujarāt. La telas eran estampadas, pintadas o teñidas, o bien bordadas con diversas aplicaciones.
También se desarrolló notablemente el arte jaina, que creó un estilo artístico que tuvo gran difusión en Occidente, plasmado en un conjunto de templos y esculturas de mármol blanco con incrustaciones de piedras de colores, decorados con gran preciosismo (templo de Ranakpur, templo de Neminath en el Monte Ābū). También destacaron en la miniatura, como en sus ilustraciones del Kalpa-sutra, el texto sagrado jainí que narra la vida de Mahāvīra, fundador de la secta. Solía ser en formato horizontal, en hoja de palmera, con dos colores básicos (rojo e índigo) y figuras estáticas y con una rígida frontalidad.
De igual manera, en esta época desarrollaron sus principales obras los sikh, pueblo guerrero cuya religión fue fundada en 1469 por el patriarca Nanak, basada en la creencia en un dios innombrable y en la adoración de su libro sagrado, el Gurú Granth Sahib. Sus mayores monumentos se encuentran en la ciudad de Amritsar (Panyab), construida en 1574, donde descuella el Templo Dorado (Gurdwara Har Mandir).

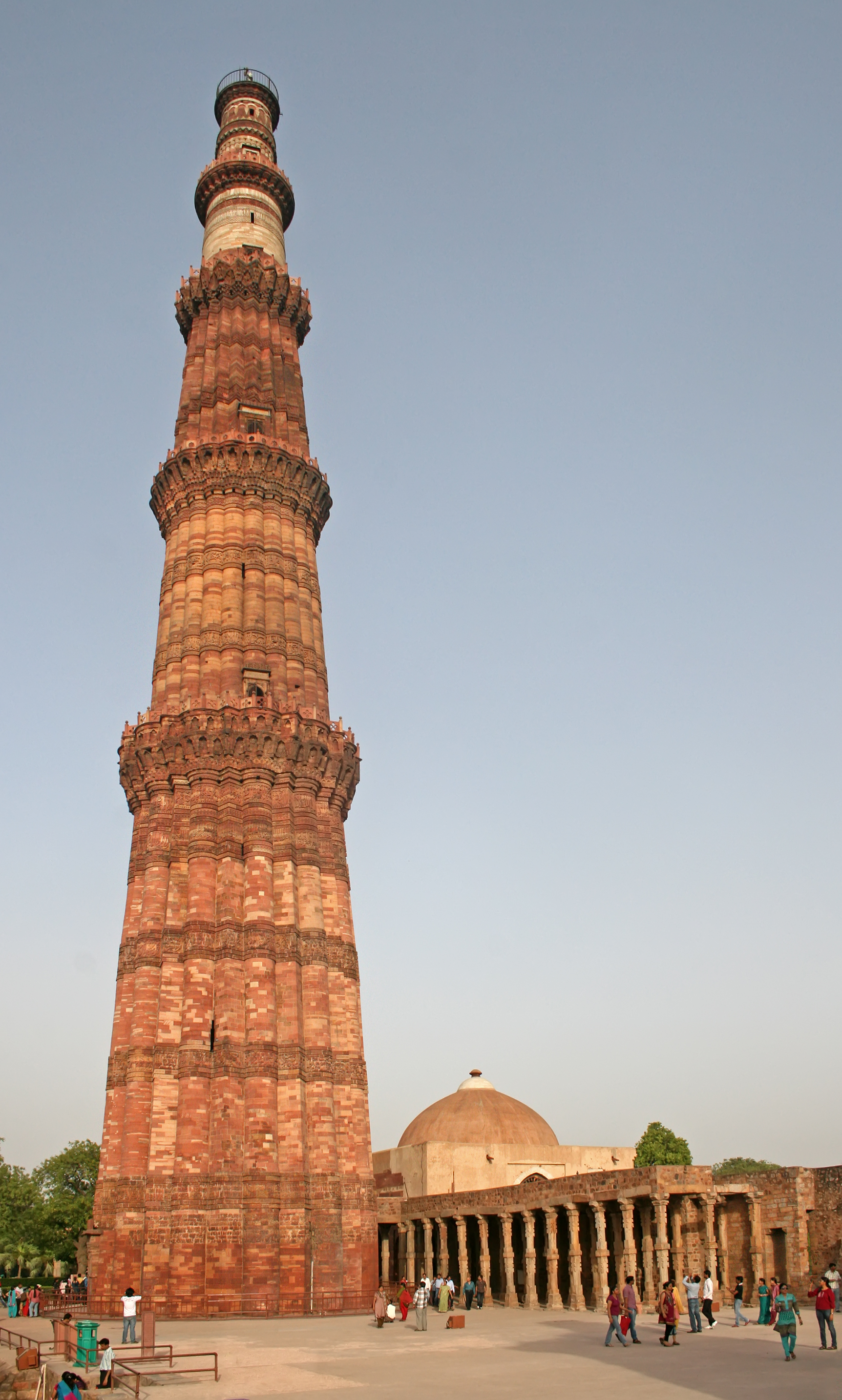
Alminar de Qutab Minar (Torre de la Victoria), en el Complejo de Qutb (Delhi).
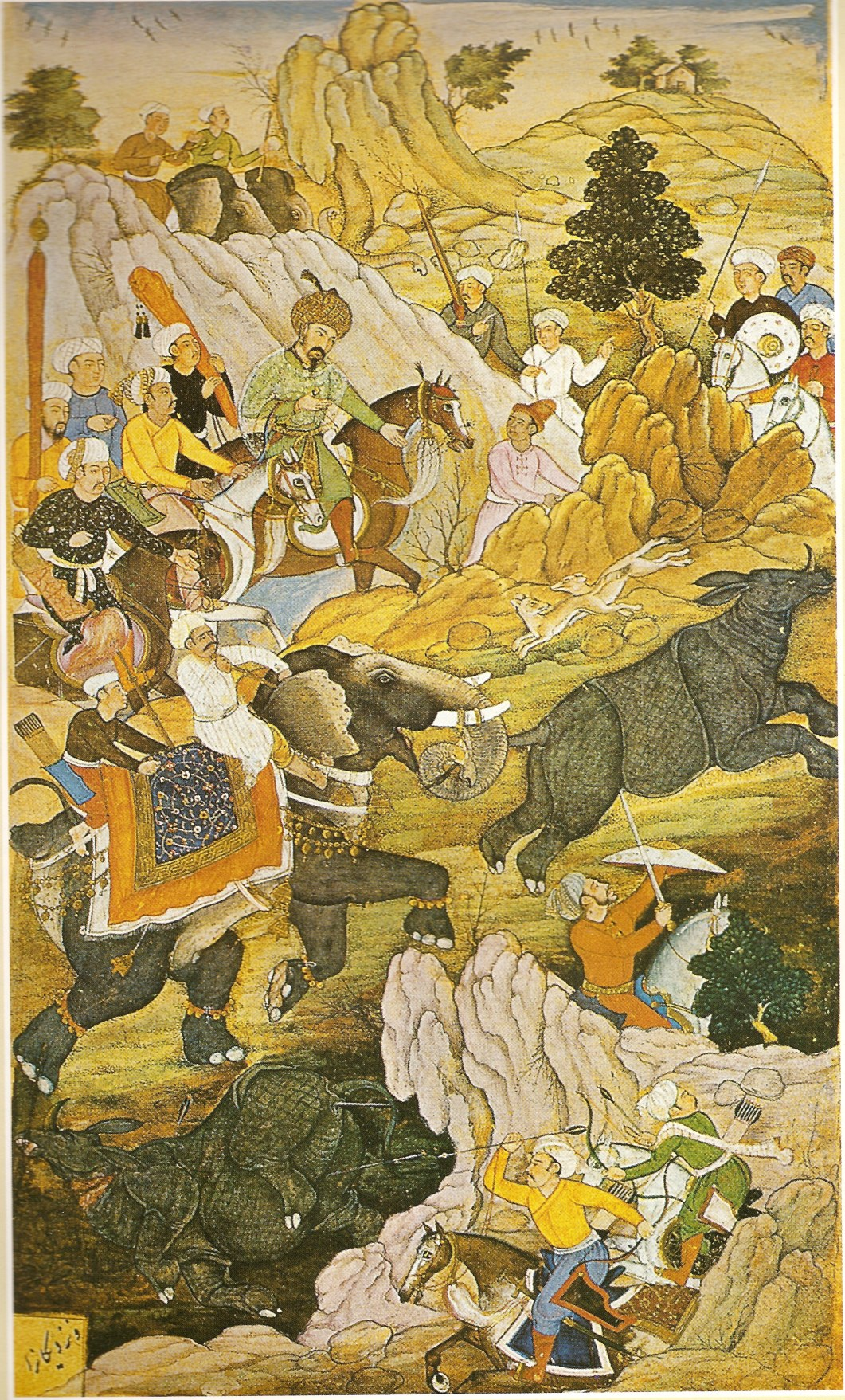
Miniatura mogol: Bābur cazando rinocerontes cerca de Peshāwār (hacia 1530), de artista anónimo.
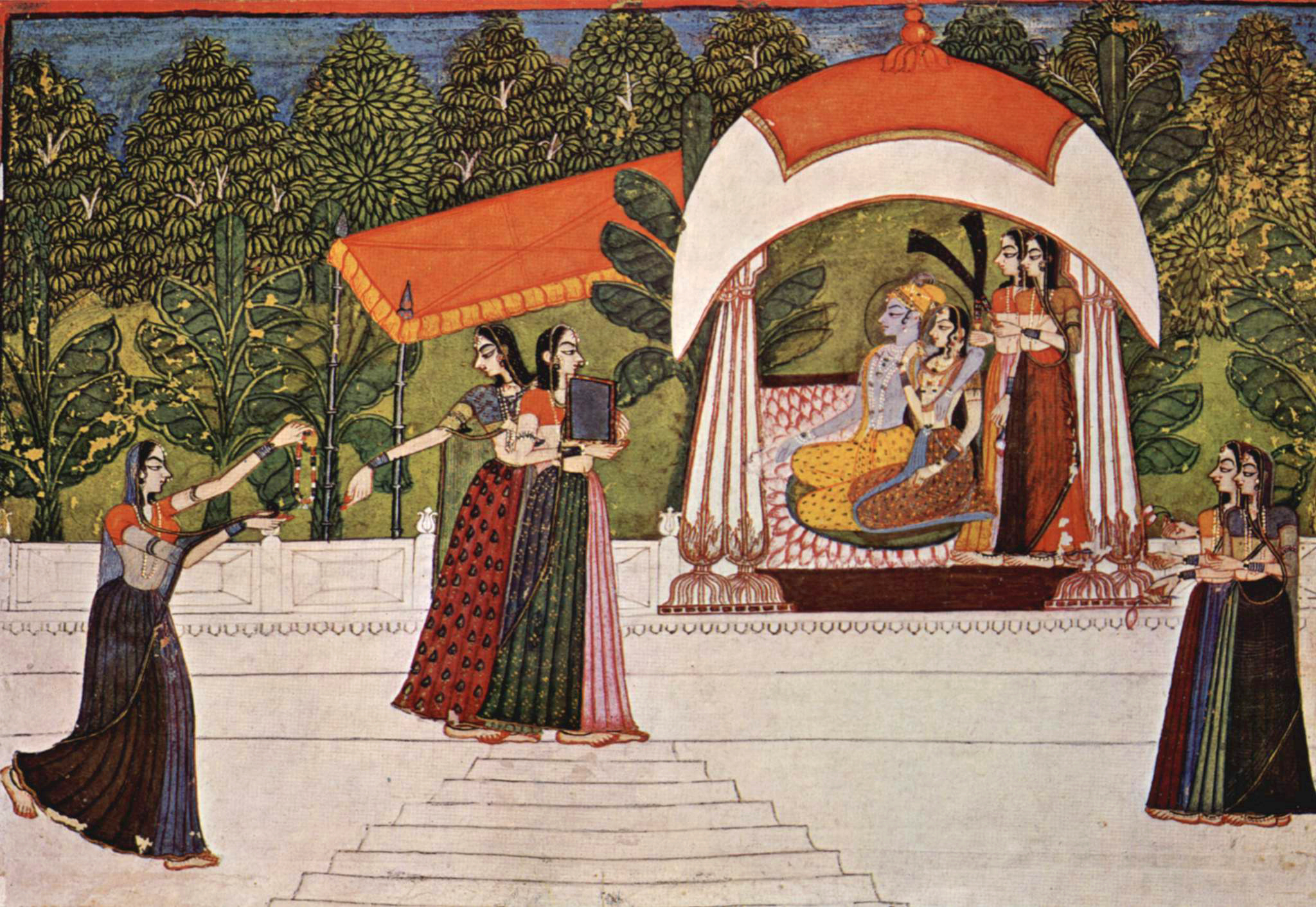
Miniatura rājput: Kriṣṇna y Rādhā en un pabellón (hacia 1750), de Nihāl Chand, Prayagraj.
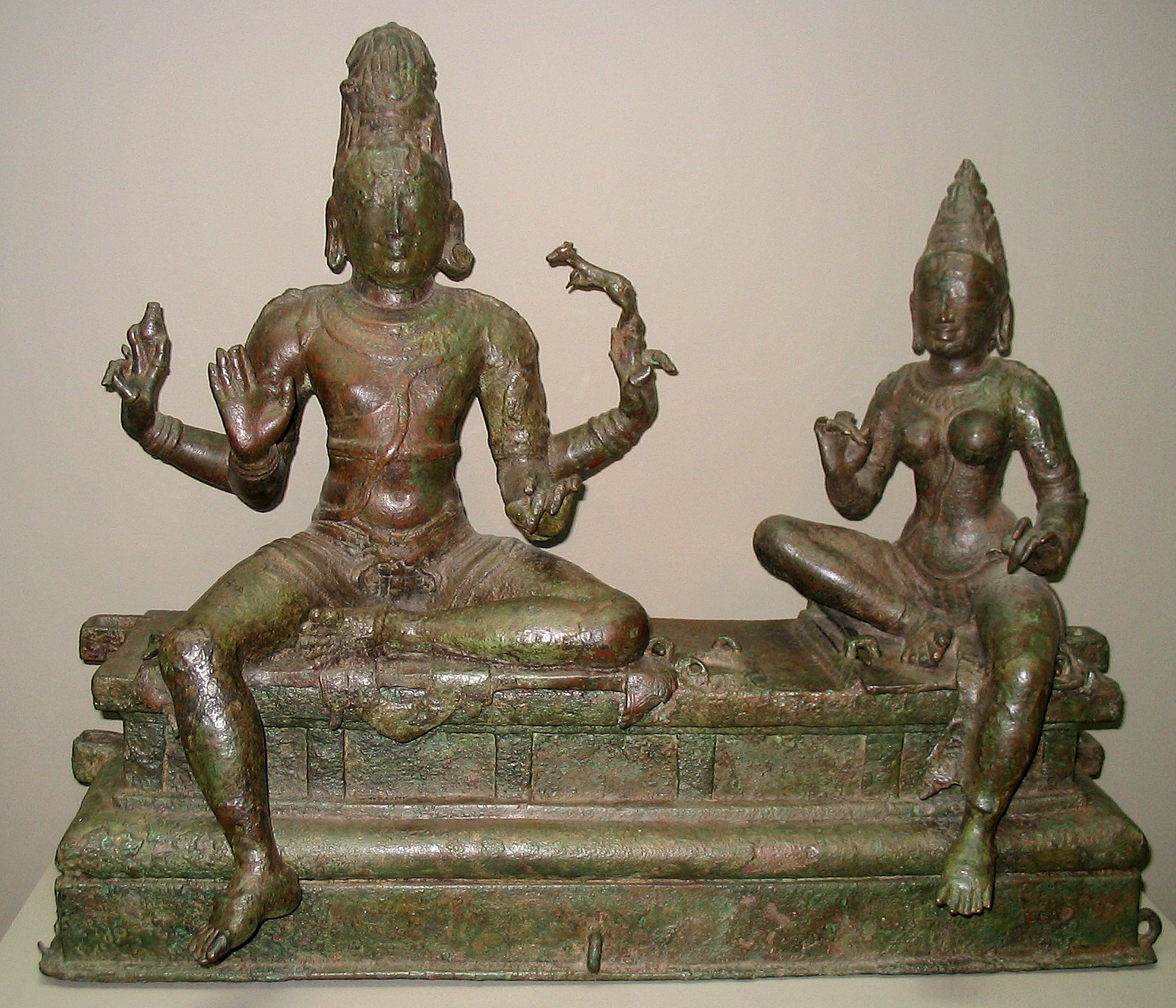
Estatua vijayanagar de Sivá y su esposa Uma, Instituto Smithsoniano (Washington D. C.).

### Arte colonial (siglos XVIII-XX)

Victoria Memorial Hall, Calcuta (1906-1921).

Gran Bretaña ocupó la India en 1757, tras derrotar a Francia ―que también estaba interesada en colonizar el país― en la guerra de los Siete Años. La ocupación británica supuso la proliferación de un estilo colonial que aportó al arte indio los lenguajes estilísticos europeos. Tuvo bastante repercusión la influencia del arte francés, sobre todo por la presencia de militares franceses que asesoraban a los mahārājas indios en su lucha contra los ingleses en los primeros años de ocupación, como podemos percibir en Nagpur, Baroda y Hyderabad. También floreció un estilo arquitectónico de origen portugués (Portugal tenía asentamientos en Goa, Damao y Diu), de formas barrocas mezcladas posteriormente con elementos hindúes, como la catedral de Goa (1562-1619) y la Basílica del Buen Jesús de Goa (1594-1605), que alberga la tumba de San Francisco Javier. El conjunto de iglesias y conventos de Goa fue declarado Patrimonio de la Humanidad en 1986.
La conquista británica trajo un estilo colonial de gusto neoclásico bastante parecido al realizado coetáneamente en Estados Unidos: Fuerte de San Jorge de Madrás (1644-1714), catedral de Santo Tomás de Bombay (1718). En 1690 se fundó la ciudad de Calcuta como sede de la Compañía Británica de las Indias Orientales, pasando en el siglo XVIII a ser sede de la administración británica. Una de sus primeras construcciones fue el Fuerte Williams (1700-1716), al que siguieron edificios como la catedral de San Juan (1787) y el palacio Raj Bhavan ―sede del virreinato― (1798-1805), La ciudad se construyó según un proyecto donde se distinguían los grandes espacios ajardinados, como el Parque Maidan, el Dalhousie Square, la Government Place, el Zoo y el Botánico.
El siglo XIX se caracterizó por el empleo de un estilo neogótico victoriano, sobre todo en edificios oficiales. Una de las ciudades en adquirir mayor esplendor durante el siglo XIX fue Bombay, donde se ejecutaron los principales proyectos arquitectónicos coloniales de la época: Ayuntamiento (1855), Iglesia Afghan Memorial (1857), Mercado Crawford (1867), la Torre Rajabai (1874) y la Estación Victoria Terminus (1878-1887). En Calcuta se construyeron: el Hospital (1835), la Catedral de San Pablo (1840-1847), la Universidad (1857), la Madrassa (1871) y el Indian Museum (1875).

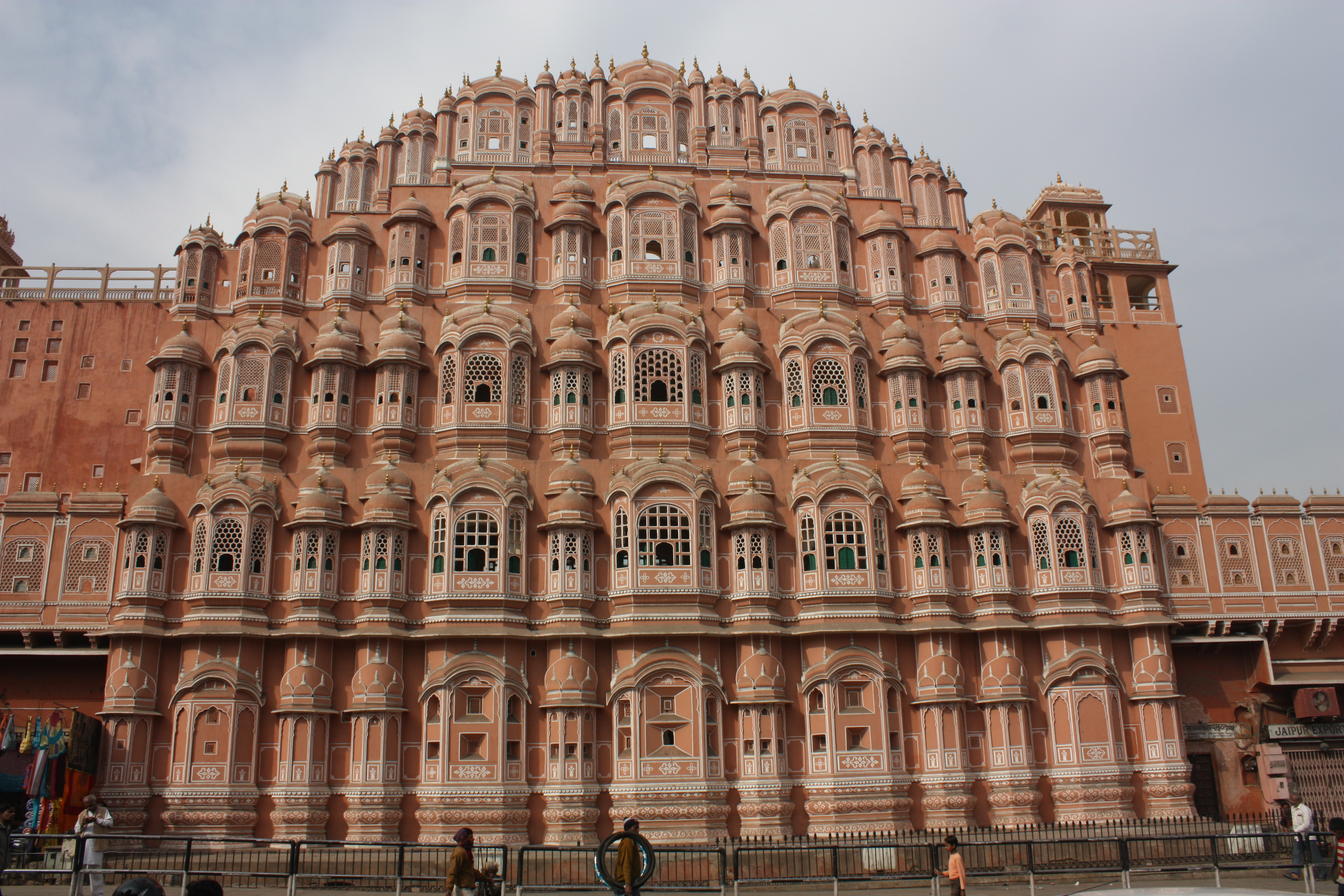
El Hawa Mahal o «Palacio de los Vientos», Jaipur (1799).

Hasta mediados del siglo XIX ―y debido al levantamiento cipayo de 1857― no hubo un cierto renacimiento de la arquitectura india, con un estilo inspirado en el arte islámico sirio, llamado «estilo angloindio»: Palacio de Laxi Vilas (Baroda); en Calcuta, el Puente Howrah (1910) y el Victoria Memorial Hall (1912); en Bombay, el Museo Prince of Wales (1909), la Universidad (1909), el edificio de Correos (1909), el Hotel Taj Mahal (1911) y el arco de triunfo Gateway of India (1911). Entre 1911 y 1930 se construyó la nueva capital, Nueva Delhi, según un proyecto de Edwin Lutyens y Herbert Baker, siguiendo un plano urbanístico en forma estrellada, en el que se repartían los diversos edificios oficiales, como el Rashtrapati Bhavan (Palacio Presidencial), el Parlamento, los Secretariados, la Biblioteca y el Museo Nacional.
El arte tradicional tuvo escasas realizaciones de relevancia, destacando la construcción de la ciudad de Yaipur, capital de Rayastán (1728), llamada la «ciudad rosa» por estar toda pintada en color terracota. Entre sus edificios resaltan el Palacio del Mahārāja (1728), la Torre Ishvarlat (1743) y el magnífico Hawa Mahal o «Palacio de los Vientos» (1799), con su famosa fachada porticada construida con jalis (celosías de piedra) en color rosado y blanco, que servía de mirador para las mujeres del harén del mahāhāja. También destaca el Jantar Mantar (1728), un observatorio astronómico construido en mármol y arenisca, que cuenta con relojes de sol, calendarios, astrolabios, etc.
La implantación en la India de la Compañía Británica de las Indias Orientales ―que exportaba té, café, arroz, azúcar, especias y productos textiles― favoreció un curioso intercambio artístico: la Compañía, interesada en realizar estudios cartográficos y etnográficos del subcontinente indio, trajo artistas europeos para documentar los principales monumentos y paisajes indios, así como sus gentes y costumbres; a su vez, el arte occidental influyó en los artistas locales, que aprendieron la técnica de la pintura al óleo, así como la perspectiva y el claroscuro. Surgió así un estilo denominado «arte de la Compañía», caracterizado por la técnica occidental aplicada a representaciones de diversos elementos de la cultura hindú, generalmente en escenas pintorescas de gusto burgués. Paralelamente, nació un estilo conocido como kalighat pat, desarrollado en Calcuta, que mezclaba el arte popular indio con el realismo del arte occidental.

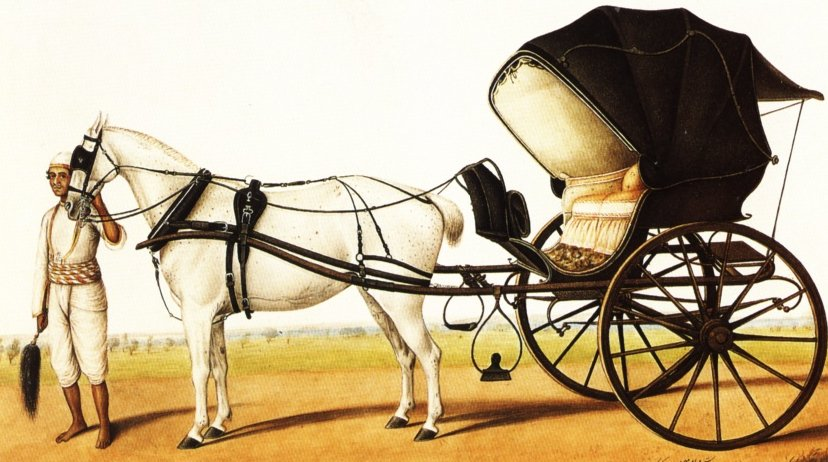
Un novio con caballo y carruaje (hacia 1840-1850), de Shaykh Muhammad Amir, artista vinculado a la Compañía Británica de las Indias Orientales.
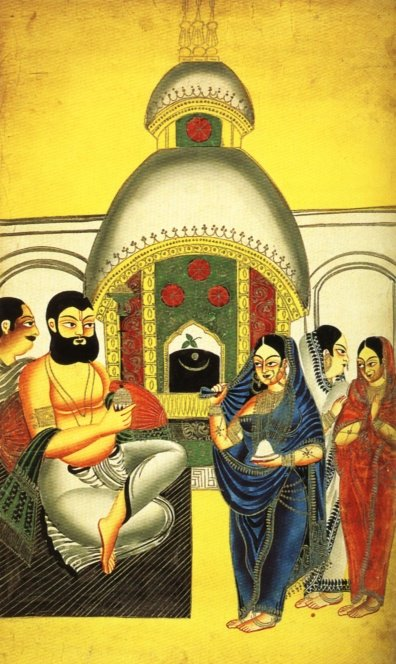
El asesinato de Tarakeśvara, pintura kalighat pat anónima (hacia 1875).

### Arte contemporáneo (siglos XX-XXI)

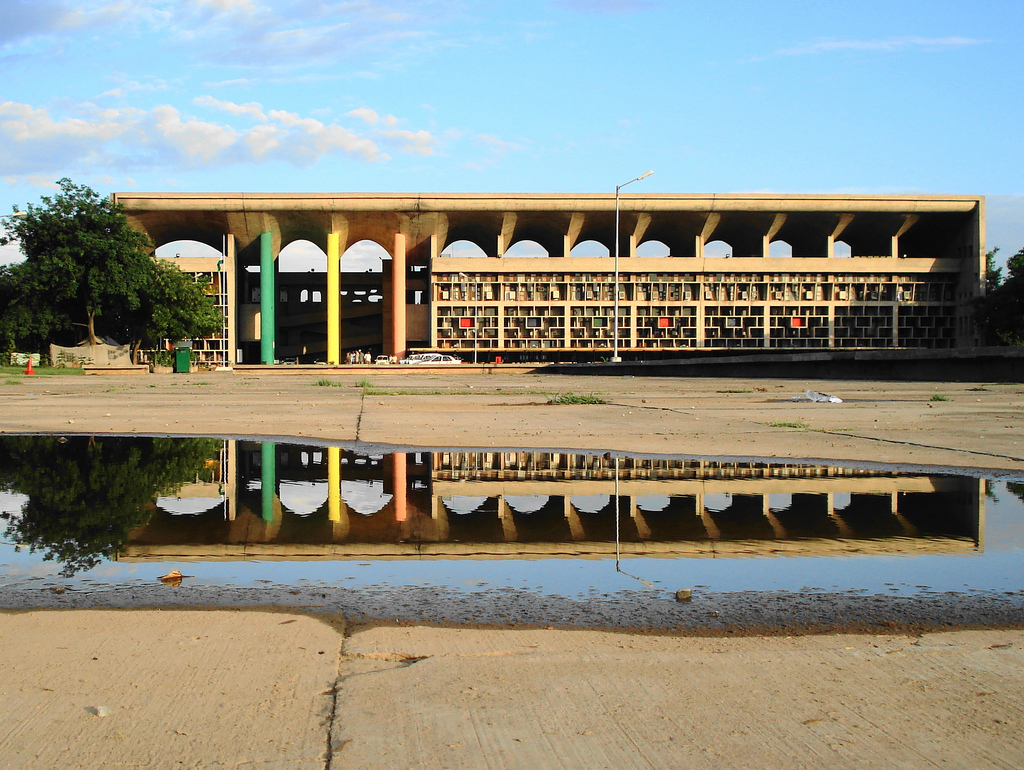
Corte Suprema de Chaṇḍīgarh (1953), de Le Corbusier.

Tras numerosas movilizaciones, la India consiguió la independencia en 1947, si bien con la segregación de Pakistán. El siglo XX supuso la apertura a tipologías más universales, abriéndose el arte indio a las formas de vanguardia, como se puede apreciar en la intervención de arquitectos extranjeros como Le Corbusier en Chaṇḍīgarh, ciudad creada en 1953 por el arquitecto suizo por encargo del nuevo gobierno surgido del proceso independentista. Le Corbusier trazó el plano urbanístico de la ciudad, y construyó diversos edificios como el Parlamento, las Cortes, el Palacio del Gobierno y los Ministerios, en un estilo racionalista donde predominaba el uso de volúmenes geométricos puros y la utilización de nuevas técnicas y materiales (cristal, hormigón). Otro arquitecto occidental que trabajó en la India fue Otto Königsberger, que en 1939 fue nombrado arquitecto jefe y planificador de estado de Mysore, donde realizó el Instituto Indio de Ciencia (1943-1944) y el Victoria Hall (1946) en Bangalore, así como el plan urbanístico de la ciudad de Bhubaneśvara.

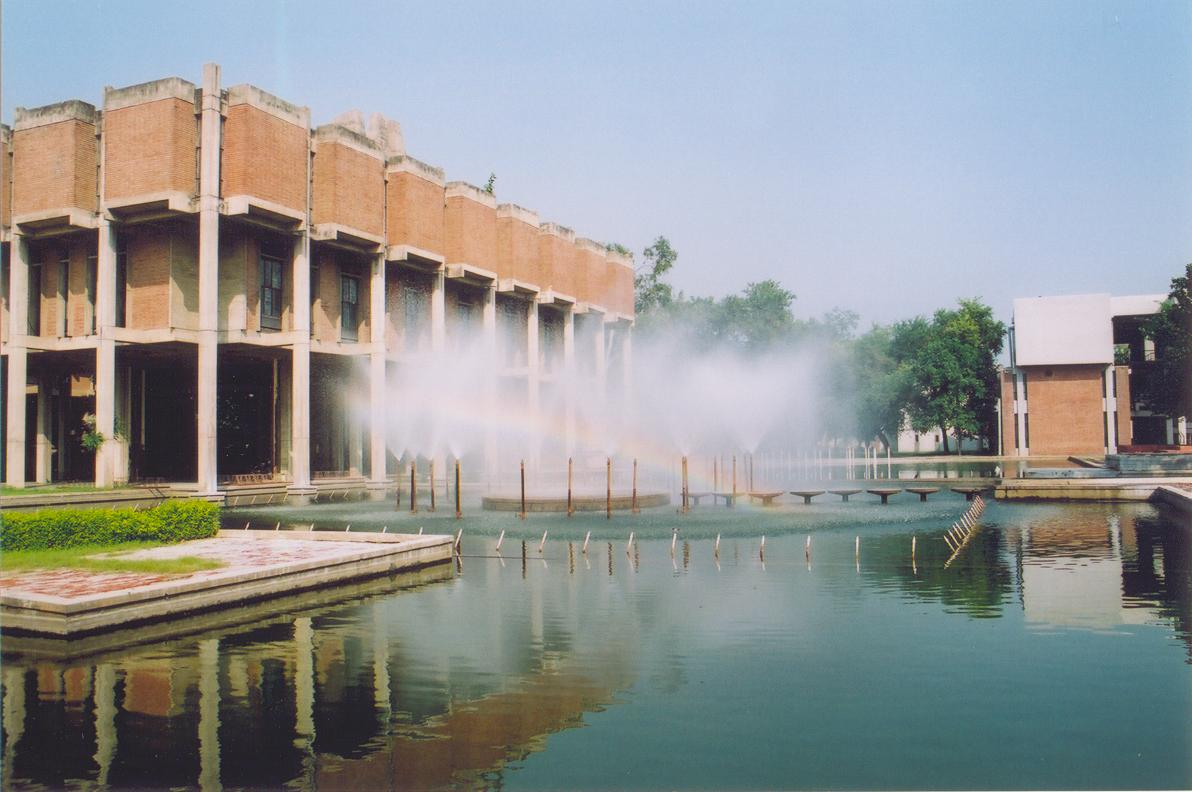
Indian Institute of Technology (1959-1966), de Achyut Kanvinde, Kanpur

La presencia de Le Corbusier impulsó la arquitectura racionalista en el país, que contó con el apoyo gubernamental, ya que tras la independencia de la India en 1947 las nuevas autoridades buscaban un estilo nacional acorde a la modernidad que mostrase la imagen de la emergente nación. El discípulo más aventajado del arquitecto suizo fue Balkrishna Doshi, autor de las viviendas para la empresa Ahmedabad Textile Industries Research Association (1957-1960) y la Escuela de Arquitectura de Ahmedabad (1968). Charles Mark Correa estudió en el Massachusetts Institute of Technology y abrió su despacho en Bombay en 1958. Fue autor del edificio administrativo de la Universidad de Anand (1958-1960), la casa Ramkrishna en Ahmedabad (1962-1964) y la iglesia de la Salvación en Bombay (1974-1977). Achyut Kanvinde fue alumno de Walter Gropius en Harvard y, al regresar a su país, fue autor de diversos edificios de estilo bauhausiano, entre los que destaca el Indian Institute of Technology en Kanpur (1959-1966). Shiv Nath Prasad se mantuvo fiel a la ortodoxia lecorbusieriana hasta los años 1970, como se denota en su Akbar Hotel en Nueva Delhi (1965-1969). Cabe destacar también la presencia en la India de Louis Kahn, autor del Indian Institute of Management de Ahmedabad (1962-1974), una serie de bloques de ladrillo que combinaban formas cúbicas y cilíndricas. Afincado en la India desde 1952, el estadounidense Joseph Allen Stein fue autor de varios proyectos en Nueva Delhi, como el India International Centre (1958-1962) y el edificio de la Ford Foundation (1966-1968, con Garrett Eckbo).
La arquitectura posterior al racionalismo recibió en buena medida la influencia de las corrientes internacionales del momento, aunque manteniendo una base tradicional, sobre todo en el uso de materiales autóctonos. El inglés Laurie Baker, establecido en Kerala, se centró en zonas desfavorecidas, buscando un sistema constructivo basado en escasos medios, como la tierra y la madera; fue autor de la Catedral de San Juan en Thiruvalla (1973) y el Centre for Development Studies de Trivandrum (12974). Uttam Jain defendió una arquitectura moderna realizada con medios locales, siendo autor de la Biblioteca Central de Jodhpur (1979-1983) y el Instituto Indira Gandhi de Bombay (1987). Romi Khosla defendió el pluralismo de técnicas y materiales, con cierta influencia de Frank Lloyd Wright; su obra más emblemática es la Escuela de la Sociedad de Parapléjicos de Nueva Delhi (1986-1995). Raj Rewal fue uno de los principales artífices de la fisonomía actual de Nueva Delhi: Pabellón Nehru (1972), Instituto de Inmunología (1986-1993), sede del Banco Mundial (1993).

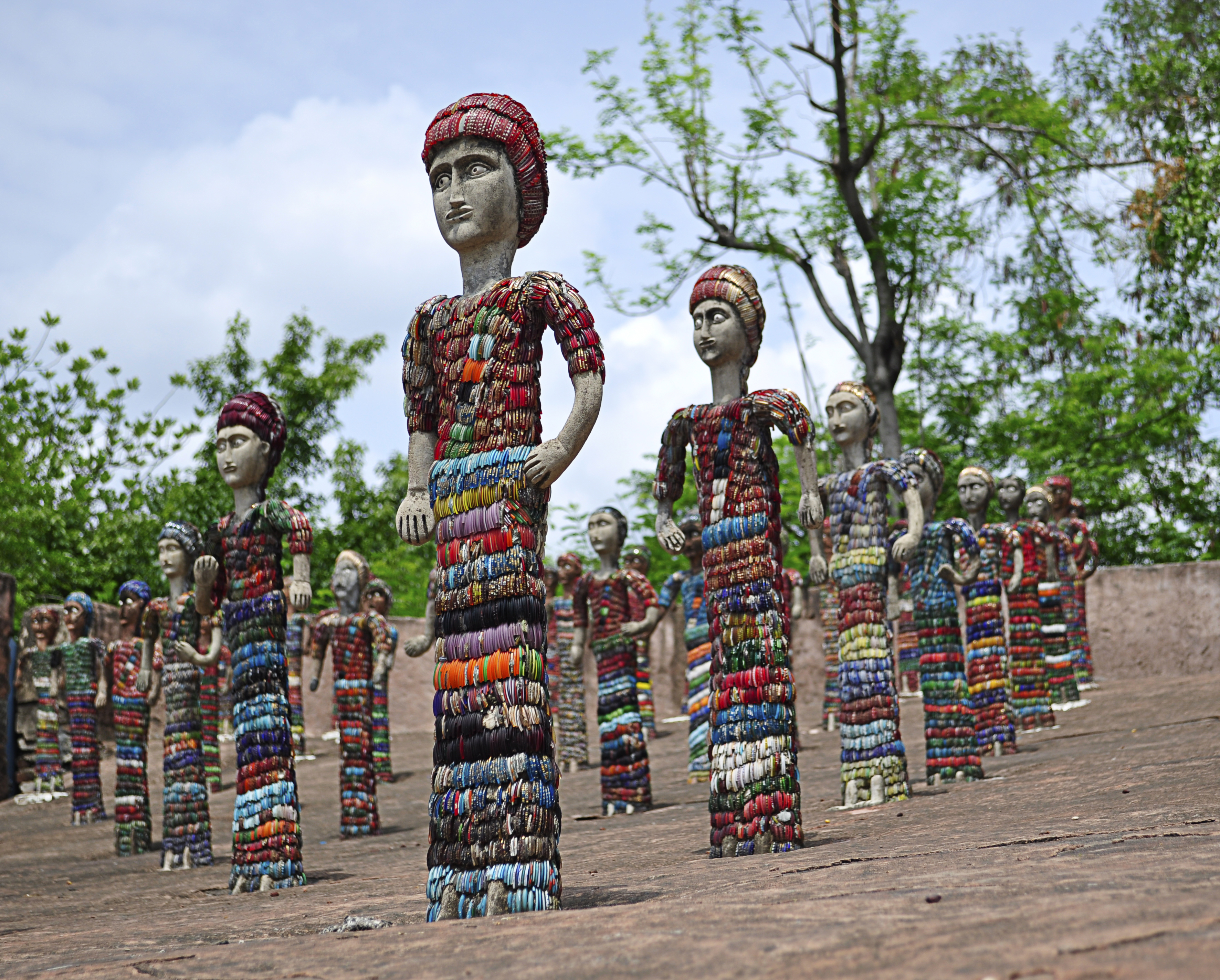
Esculturas del Rock Garden (Chaṇḍīgarh), de Nek Chand.

En el siglo XX Calcuta pasó a ser el principal centro artístico de la India. Allí se desarrolló la escuela de Bengala, que favoreció el renacimiento del arte tradicional indio. Un elemento decisivo para este resurgimiento fue el patronazgo de la familia Tagore: Rabindranath Tagore ―premio Nobel de literatura en 1913― era también pintor, con un estilo un tanto expresionista de oscuro colorido. En 1920 fundó la Facultad de Bellas Artes de Santiniketan, cerca de Calcuta. Cuando Okakura Kakuzō, filósofo y esteta japonés, visitó la India en 1902, los Tagore le acogieron, con el resultado de que Abanindranath Tagore, artista sobrino del poeta, se pasó a la aguada, la técnica tradicional japonesa. Abanindranath creó un estilo de acuarelas de aire brumoso y espiritual, influido por la pintura mural de Ajaṇṭā. Otros miembros de la escuela de Bengala fueron Nandalal Bose, Sunayani Devi, Deviprasad Roychaudhury y Abdur Rahman Chughtai. Este estilo tuvo una rápida difusión por toda la India, aunque enseguida tuvo que luchar contra la influencia occidental: en 1922 se celebró en Calcuta una exposición de artistas alemanes de la Bauhaus, que ejerció una gran influencia sobre los jóvenes artistas indios, entre ellos Gaganendranath Tagore ―hermano de Abanindranath―, que inició una serie de obras influidas por el orfismo de Robert Delaunay. Entre 1920 y 1940 se vivió un intenso debate entre artistas tradicionalistas ―representados por la escuela de Bengala― y occidentalistas ―agrupados en la escuela de Bombay―. Sin embargo, varios artistas de formación académica aceptaron con gusto las tesis tradicionalistas: Jamini Roy creó un nuevo estilo inspirado en el kalighat pat y en la artesanía y la decoración arquitectónica bengalí; Amrita Sher Gil, que había estudiado en París, mezcló influencias europeas ―principalmente de Gauguin y Matisse― con el colorido de las miniaturas rājput. Entre los años 1943-1953 surgió el llamado Grupo de Calcuta, heredero de la escuela de Bengala pero más comprometido socialmente, con un estilo realista que recibió la influencia occidental, especialmente de Picasso, Matisse y Brâncuși; entre sus miembros destacaron Prodosh Das Gupta y Paritosh Sen. Igualmente, el Grupo de Madrás, surgido en 1944, acepta la influencia extranjera, aunque sin desdeñar el arte tradicional; su figura más influyente fue K.C.S. Paniker.

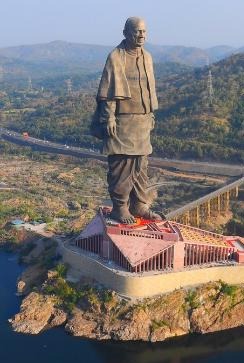
Estatua de la Unidad (2018), Guyarat. Efigie del politico Sardar Vallabhbhai Patel, es la estatua más grande del mundo, con 182 m de altura

Tras la independencia, aunque han perdurado las formas autóctonas, el mundo del arte se ha visto cada vez más inmerso en la influencia occidental y los movimientos de vanguardia, gracias al fenómeno de la globalización. Se han incorporado nuevas técnicas y materiales, así como el uso de las nuevas tecnologías en la creación artística. En 1946, Francis Newton Souza fundó el grupo Progresistas de Bombay, que además de una militancia política de izquierdas preconizaba la actualización del panorama artístico indio dentro del ámbito internacional. Entre 1950 y 1970 surgió el neotantrismo, un movimiento pictórico popular que reflejaba la tradición india bajo un prisma moderno, de estilo casi abstracto. Posteriormente han destacado artistas como Maqbool Fida Husain, que ha tratado temas tanto de tradición hindú como islámica con un estilo realista influido por el cubismo; y K. G. Subramanyan, artista e historiador del arte que reunió en Santiniketan una importante escuela de artistas y teóricos del arte. Entre los últimos movimientos surgidos en la India destaca el de los Radicales de Kerala, activo entre 1987-1989, que defendía un arte con conciencia social, con una militancia cercana al marxismo. Encontraron su máxima inspiración en el expresionismo alemán, especialmente la obra de Käthe Kollwitz. Su mayor representante fue K. P. Krishnakumar.
Actualmente la India está viviendo un auge en el campo de la creación emergente y las artes plásticas contemporáneas. En 2007 había trece creadores indios que se encontraban en la lista de los 500 artistas más cotizados. Algunos de los nombres más sobresalientes son: Subodh Gupta, Anju Dodiya, Shibu Natesan, Ravinder G. Reddy, Raqib Shaw, Syed Haider Raza, Tyeb Mehta, Jitish Kallat, Ram Kinker Baij, Sankho Chaudhuri, Ajit Chakravarti y Nek Chand, entre otros. El artista hindú más cotizado es el escultor Anish Kapoor, que entre julio de 2006 y junio de 2007 acumuló unos beneficios totales en subastas de 6 440 150 euros, con 24 lotes vendidos. Instalado en Londres, Kapoor se ha caracterizado por la creación de obras de gran tamaño, generalmente de formas sinuosas, con oscuras cavidades. Paralelamente, el panorama galerístico está experimentando un fuerte auge en los últimos años. Centralizado en Nueva Delhi y Bombay, cuenta sin embargo con interesantes establecimientos en otras ciudades como Bangalore o Calcuta, donde surgen constantemente galerías jóvenes y centros de arte independientes.

## Otras expresiones artísticas

### Literatura

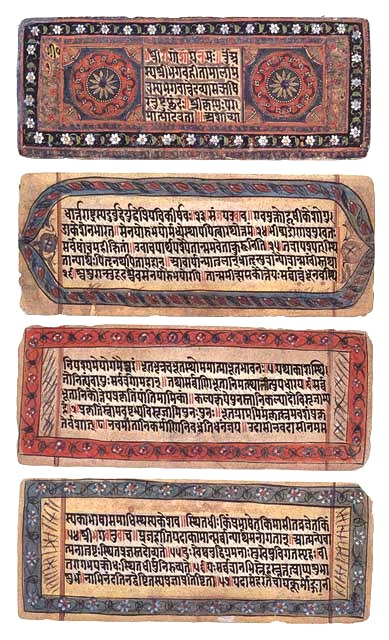
Manuscrito de la Bhagavad-guitá.

La literatura india comenzó alrededor del 1500 a. C., con el Rig-veda (‘la verdad sobre himnos’), un extenso texto sánscrito ―no escrito sino trasmitido oralmente― épico-mitológico. En los siglos posteriores al 1000 a. C. se componen más textos:
- Los Samhitā o «colecciones», que incluyen los propios Vedas, serie de himnos litúrgicos de tema mitológico, con un lenguaje poético y de exaltación de la naturaleza.
- Los Brāhmaṇa (hacia el 700 a. C.), también de carácter litúrgico, pero de signo más esotérico, que incluye las Upaṇiṣad, escrituras mitológicas que suponen las primeras obras de tipo filosófico en la India;
- Los Sūtra, series de aforismos sobre religión, gramática, y otros aspectos del brahmanismo.

En un período posvédico (después del 400 a. C.) surgieron los grandes poemas épicos indios: el Mahābhārata la segunda obra literaria más extensa del mundo (después de La canción de Gesar tibetana, de un millón de versos en 120 libros), con doscientos mil versos recopilados en dieciocho libros (donde se incluye el Bhagavad-gītā), sobre leyendas y epopeyas de la mitología hindú, pero con un fuerte trasfondo filosófico y moral; y el Rāmāyana, obra de Vālmīki, nueva síntesis de poesía y epopeya con elementos teológicos y filosóficos.
En época medieval la literatura se realizó en diversas modalidades: el drama continuó con las epopeyas mitológicas, con un fuerte sello de imaginación, destacando Bhavabhūti, autor de Malatimadhava, historia sobre el amor de dos jóvenes que ha sido comparada con Romeo y Julieta; el poema épico es heredero del Rāmāyana, en un nuevo género denominado mahakavya, de temas históricos y mitológicos, donde sobresale el Raya-taranguini de Kalhana (hacia 1150); la poesía lírica está representada por las Sataka de Bhartrihari, conjunto de poesías sobre el concepto indio de la vida, y la Gītāgovinda de Jāyādeva, poemas de amor de tipo alegórico; por último, la fábula se caracterizó por cuentos breves de aire popular, de carácter didáctico y aleccionador, destacando los autores Narayana y Sivadasa. También cabe citar el famoso Kamasūtra (siglo VI) de Vātsyāyana, que es un conjunto de preceptos y consejos relativos al amor y el sexo.
Durante la dominación islámica la principal particularidad fue el despunte de las lenguas vernáculas, surgiendo una literatura en hindi, bengalí, tamil, mahrātta, gujrātī, telugú, rayastaní, etc. En el género dramático se distinguió Ananda Raya Makhín, autor de Yiva-nandana (hacia 1700), drama alegórico que representa el alma humana como un rey encarcelado en su palacio (el cuerpo); y en el poema épico resalta el Rama-chari-manas de Gosvāmī Tulsīdās, reelaboración del Rāmāyana con gran pureza lingüística y estilística.
La literatura contemporánea se ha visto influida por las corrientes internacionales, principalmente desde el dominio británico. En el siglo XIX surgieron diversas corrientes como el romanticismo (Chayavada), el experimentalismo (Prayogavada) y el progresismo (Pragativada). Las principales figuras de las letras indias han sido: en bengalí, Madhusudan Datta, Bankim Chandra Chattopadhyay, Sri Aurobindo y Rabindranath Tagore, premio Nobel de literatura en 1913; en hindi, Jaishankar Prasad, Bhartendu Hariśchandra, Munshi Premchand y Bhagavati Charan Varma; en urdu, Mīrzā Gālib y Muhammad Iqbal; y en inglés Salman Rushdie, autor de Los versos satánicos, por el que fue condenado a muerte en un edicto religioso (fatwa) emitido por el ayatolá Ruhollah Jomeini.

### Música
La música india tiene un fuerte sello ecléctico debido a la multiplicidad étnica de los diversos pueblos que fueron llegando al subcontinente índico: los arios tenían melodías únicamente de dos notas; los drávidas tenían músicas y danzas más elaboradas, relacionadas con cultos a la fertilidad; los protomediterráneos introdujeron nuevos instrumentos, como el magudhi, la famosa flauta de los encantadores de serpientes; los arios introdujeron los himnos religiosos en los Vedas. El Ṛig-veda (himnos védicos, del 1500 a. C.) deja constancia de tres tipos de entonaciones: udatta (aguda), anudatta (grave) y suarita (media). El Sāma-veda (cantos védicos, del 1000 a. C.) pasó de cinco a siete notas, usando generalmente un tetracordio en las melodías vocales, que aún perdura en zonas del Himalaya.
En época medieval la música fue predominantemente vocal, con acompañamiento de diversos instrumentos, principalmente cítaras y laúdes. Se escribieron varios tratados sobre música: el Brijad-deshi de Matamga (siglo VIII), el Naradiya-siksa de Nārada (siglo X) y el Samgita-Ratnakara de Sarnga Deva (siglo XIII). Tenían siete notas (suaras): sa, ri, ga, ma, pa, dha, ni; con 22 grados microtonales (srutis). La melodía se componía de varias estructuras de ciclos tonales (ragas), que incluyen diversos ornamentos (gamakas). A su vez, cada raga está relacionado con un tala o medida de tiempo, para marcar el ritmo, que puede ser lento (vilambita), medio (madhia) o rápido (druta). Por último, el kharaja (pedal) es un sonido mantenido que sostiene el centro tonal, ejerciendo de guía durante la ejecución de la obra.
Posteriormente la música recibió la influencia musulmana, aunque subsistieron las antiguas formas tradicionales, basadas en los ragas. Sin embargo, la convivencia de ambas modalidades provocó una división en dos tradiciones musicales diferenciadas: la septentrional o indostánica, más influida por la música árabe; y la meridional o carnática, más conservadora de la antigua tradición. La primera era más elegante, decorativa, romántica, mientras que la segunda era más austera, intelectual.

### Artes escénicas

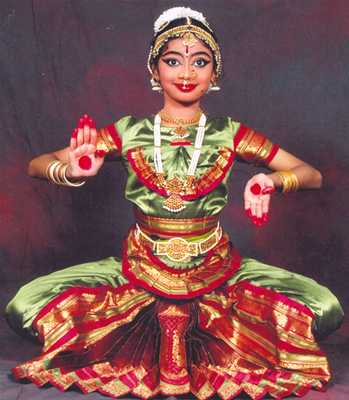
Danzarina de bharatá-nāṭyam de la Sri Devi Nrithyalaya.

El teatro indio tiene su origen en el Nāṭya-śāstra, escrito por el rishi (‘sabio’) Bharata Muni, donde se habla de canto, danza y mímica. Generalmente, la temática es de signo mitológico, sobre las historias de los dioses y héroes indios. La representación es básicamente actoral, sin decorados, destacando únicamente el vestuario y el maquillaje. Había diversas modalidades: Śakuntalā, de siete actos; Mricchakaṭikā, de diez actos. Como dramaturgos predominaron en época antigua Kālidāsa y Śūdraka.
El teatro evolucionó sin grandes signos de ruptura desde época antigua, en espectáculos donde, junto a dramas de tipo mitológico sobre la cosmogonía hindú, sobresalían el canto, la danza y la mímica. En época medieval sobresalieron dos modalidades principales: el mahanataka (gran espectáculo), sobre las grandes epopeyas indias; y el dutangada, en que un actor recita el texto principal mientras otros lo escenifican con ayuda del mimo y la danza. Posteriormente el teatro derivó a una nueva modalidad denominada kathakali, que igualmente ponía énfasis en la música y la gestualidad. En esta interpretación adquirió gran relevancia el lenguaje de las manos (mudras, con 24 posiciones básicas y otras combinadas), así como la expresión del rostro y los movimientos de los ojos (navarasya). También tenía importancia el maquillaje, donde los colores eran simbólicos, identificando al rol o personaje.
La danza está estrechamente ligada al teatro, sobresaliendo igualmente por su gestualidad y la expresión corporal de las emociones (rasas). Tiene nueve modalidades principales: Bharatanatyam, danza solista de signo religioso originaria del sur de la India, que presenta mucha dificultad técnica; odissi, natural de Orissa, procedente del culto a Jagannātha; mohiniattam, danza tradicional de Kerala, protagonizada únicamente por mujeres; kuchipudi, de origen bengalí, danza grupal tradicionalmente masculina, reservada a los miembros de la casta sacerdotal brahmán; kathak, danza narrativa originada aproximadamente en el siglo XVI, que muestra influencias de la corte mogol, caracterizada por giros y rápidos pasos; kathakali, propia igualmente de Kerala, especie de drama danzado surgido en el siglo XVII; manipuri, procedente del estado de Manipur, representación devocional dedicada a Kriṣṇna y Radha; sattriya, danza ceremonial originada en Assam en el siglo XV, con temas por lo general mitológicos; y chhau, forma tribal de danza marcial de Orissa.

### Cine
En la India se ha generado una fuerte industria cinematográfica que se ha denominado Bollywood ―emulando la meca del cine estadounidense pero con B, por Bombay―, con preferencia por el tema mitológico y la presencia de música y danza tradicionales. Los indios son los ciudadanos del mundo que más acuden al cine, con cifras récord que han alcanzado los mil millones de personas en tres meses. El cinematógrafo de los hermanos Lumière llegó a la India en 1896, aunque no sería hasta 1913 que se produjo la primera película autóctona digna de mencionarse, Harishandra, de Dadasaheb Phalke. El primer título sonoro fue Alam Ara (1931), de Ardeshir Irani. Para entonces, la producción superaba ya el centenar de películas anuales, principalmente en hindi, tamil y bengalí.
Entre los años 1940 y 1950 surgió un género de tipo social, mostrando de forma más realista la sociedad india, de la mano de directores como Mehboob Khan, V. Shantaram, Khwaja Ahmad Abbas, Bimal Roy, Raj Kapoor, etc. Con Pather Panchali (1955) inició su andadura Satyajit Ray, uno de los mejores realizadores indios. Otros directores importantes son: Farah Khan, Sanjay Leela Bhansali, Shyam Benegal, Karan Johar, Ram Gopal Varma, etc.